# Liste des personnages d'Astérix
 (octobre 2023).
- Si vous ne connaissez pas le sujet, laissez ce bandeau (vous pouvez alors contacter les auteurs).
- Si vous supprimez le contenu mis en cause (vous pouvez préalablement contacter les auteurs),

argumentez précisément cette suppression dans la page de discussion
(un manque de référence n'est pas un argument ; une recherche réelle de référence doit avoir été effectuée, être formellement documentée).
 (octobre 2023).

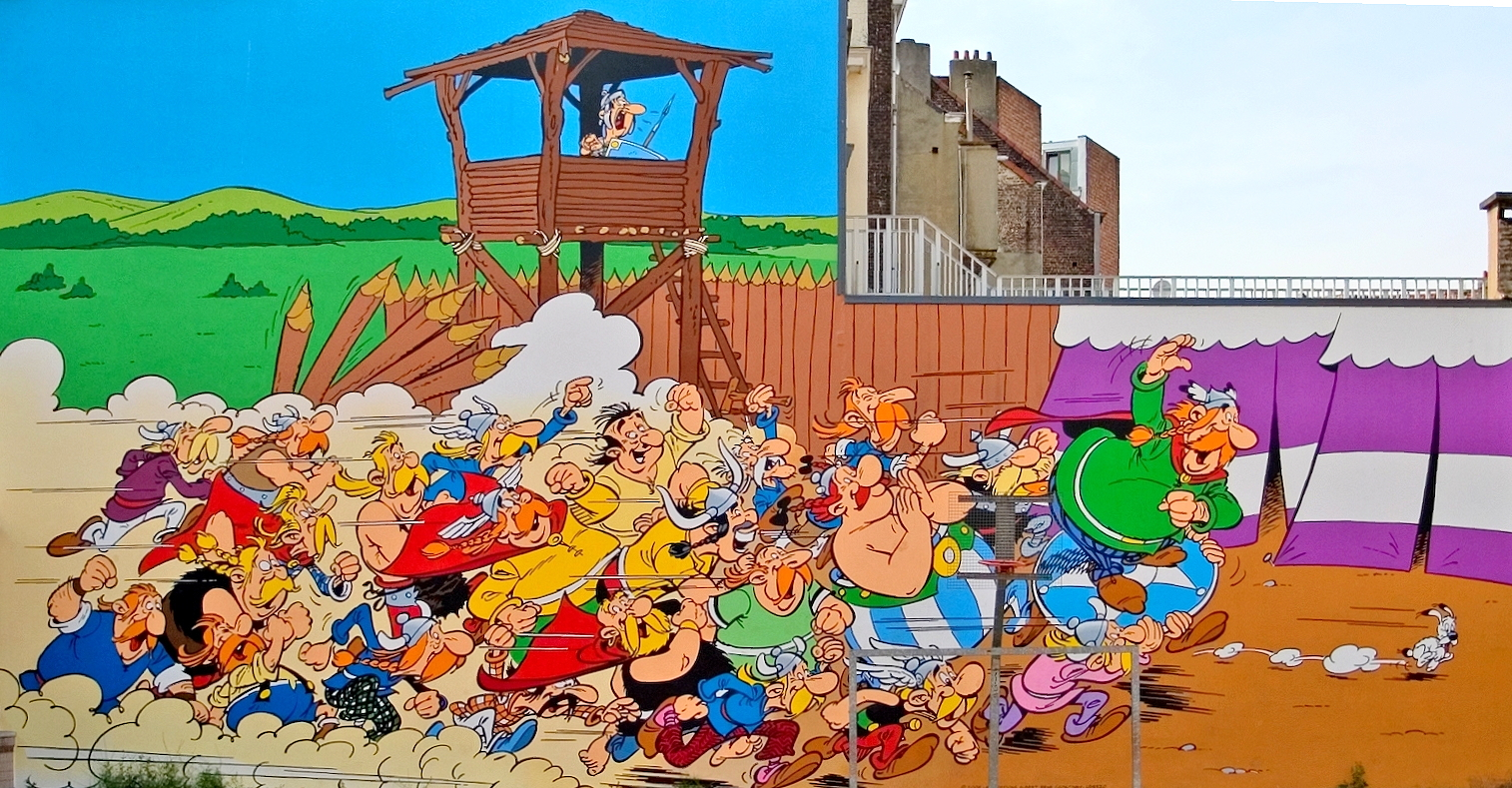
Les Gaulois du village d'Astérix, ainsi que plusieurs invités, attaquant un camp romain. Fresque située au 33 rue de la Buanderie, à Bruxelles.

La liste des personnages d'Astérix recense les diverses figures de la série de bandes dessinées Astérix créée par René Goscinny et Albert Uderzo, ainsi que les personnages originaux créés dans les films d'animation, les films en prise de vue réelle et les jeux vidéo adaptés d'après la série de bande dessinée.
Les 40 albums de la série Astérix contiennent plus de 400 personnages ayant un nom ou une relative importance.
La plupart des noms ont été créés sous forme de jeu de mots (indiqués entre parenthèses). Pour adapter ces jeux de mots, les noms des personnages ne sont généralement pas repris tels quels dans les traductions en langues étrangères, ni traduits mot à mot, mais transposés pour créer un calembour comparable dans la langue d'accueil. Certains de ces noms transposés sont cités à la suite de chaque fiche.

## Mode d'emploi de la liste et justification du classement

### Principe
Il s'agit d'une classification de type « alpha-thématique ».
Ainsi, les personnages sont classés d'abord par support d'apparition (albums, puis films d'animation, films réels, jeux vidéo), et ensuite par peuples (avec des sous-catégories pour les peuples très représentés dans l'œuvre, comme les Gaulois et les Romains, pour permettre le repérage plus rapide d'un nom, mais il faut bien choisir la sous-catégorie concernée).
Excepté pour les six personnages principaux, classés par ordre d'importance, tous les personnages sont ensuite classés par ordre alphabétique des noms. Lorsque le nom d'un personnage ne comporte qu'un seul mot, comme Assurancetourix (personnage inventé), ou Cassivellaunos (personnage historique), il est simplement classé à l'initiale absolue de son nom (ici, respectivement : - « A » dans la sous-section « Principaux villageois », hormis la section « Personnages principaux » où il apparaît aussi ; et : - « C » dans la sous-section « Bretons » de la section « Peuples d'Occident ».
Lorsque le nom d'un personnage comporte deux mots, il est classé selon l'initiale de ce que nous appelons aujourd'hui son « nom de famille ». Ainsi, par exemple, on trouvera Lactus Bifidus à « B » et non à « L », dans la sous-section « Romains de Rome » de la section consacrée aux noms des « Romains ».

### Le cas particulier des noms romains
Lorsqu'il s'agit d'un personnage historique, son nom comporte parfois plus de deux mots, soit trois ou même quatre. Ainsi : 

« Les Romains avaient trois noms : le prénom (praenomen) qui désignait l'individu ; le nom (nomen) qui distinguait la gens ou « race » à laquelle l'individu appartenait ; et le cognomen, qui marquait la branche, la famille ; quelquefois à ces trois noms s'en joignait un quatrième : le surnom (agnomen), tiré d'une action remarquable ou de quelque circonstance extraordinaire : ainsi Publius Cornelius Scipio Africanus. »- - Charles Calvo, Dictionnaire manuel de diplomatie et de droit international public et privé, A. Rousseau, Paris, 1885.

Or, en français, les Romains antiques sont généralement connus selon un seul ou deux de leurs noms, mais pas toujours les mêmes : ainsi, pour reprendre l'exemple donné ci-dessus par C. Calvo, Publius Cornelius Scipio Africanus est connu en français comme Scipion l'Africain, donc par ses cognomen + agnomen ; alors que le célèbre Jules César (en latin : Caius Iulius Caesar) est connu par son gentilice ou nomen, soit le nom de sa gens, les Iulii, plus son cognomen : Caesar, c'est-à-dire la branche (ou sous-famille) de la Gens Iulia dont les membres portaient tous ce même cognomen par filiation directe, les « Iulii Caesaris ». Il se trouve aussi que le gentilice de César, Iulius, est devenu le prénom « Jules » en français. Donc la fiche de Jules César, comme personnage des albums d'Astérix, se trouvera à « C » ; mais, pour appliquer le « principe de moindre surprise lexicographique », lorsqu'il y a ambiguïté, on ménagera en rappel une entrée à Jules (« J ») avec renvoi à César.
Par ailleurs, beaucoup de Romains historiques célèbres, parmi ceux qui sont repris dans la série Astérix, sont surtout connus par un seul nom, soit leur gentilice, comme Pompée (de son nom complet : Cnaeus Pompeius Magnus) le plus illustre membre de la gens Pompeia, soit leur cognomen comme Brutus (de son nom complet : Marcus Junius Brutus), l'un et l'autre pouvant être qualifiés comme « meilleur ennemi » de César, puisque César a fait la guerre au premier et que l'autre — pourtant fils de Servilia, une des maîtresses de César — participa au complot qui l'assassina. Ils seront donc logiquement rangés respectivement à « P » (sous-section « Romains en Gaule ») et à « B » (sous-section « Romains de Rome »), et sans rappel puisque leurs autres noms sont peu connus. C'est aussi le cas de Crassus, le troisième « triumvir » avec César et Pompée (de son nom complet : Marcus Licinius Crassus), et de Caton l'Ancien (Marcus Porcius Caton), classés donc à « C » chez les « Romains de Rome » et les « Autres Romains », ainsi que de Metellus Scipion (de son nom complet : Quintus Caecilius Metellus Pius Scipio Nasica, soit six noms, un record), classé à « S » chez les « Autres Romains ». Mais pour éviter toute recherche infructueuse, on mettra un rappel à « A » (pour Caton l'Ancien) et à « M » (pour Metellus Scipion), avec renvoi.
Enfin, les Romains utilisaient relativement peu de prénoms (il y avait ainsi beaucoup de Caius, Lucius, Marcus, etc.) ; de plus un usage courant consistait à donner au fils aîné le prénom de son père (voir la section « Historique de l'usage » de l'article consacré au cognomen). Le prénom était donc peu discriminant et peu « individualisant », ce qui disqualifie un classement par l'initiale du prénom. Le prénom pouvait aussi indiquer un rang dans la fratrie ou dans la lignée, comme Quintus (le cinquième), Sextus (le sixième), Septimus (le septième), etc. De plus, le gentilice et le cognomen étaient partagés par de nombreuses personnes en ligne directe ou collatérale, et pouvaient même se changer et s'échanger au cours de la vie en fonction des adoptions et des mariages. Les Romains étaient mieux individualisés par leur surnom (agnomen) comme Germanicus, mais tous n'en avaient pas. Les Romains étaient donc nombreux à porter les mêmes noms. C'est la raison pour laquelle Jules César était nommé Caius Iulius Caesar IV à sa naissance, car il était le quatrième de sa lignée à porter ce nom.

## Noms des personnages
Si on fait l'addition de tous les personnages, on peut constater que plusieurs d'entre eux portent le même nom : il y a en effet deux Alambix, deux Antivirus, deux Blocus, deux Brutus, deux Canalplus, deux Cartapus, deux Cubitus, deux Galantine, deux Humérus, deux Lupus, deux Minus, deux Moralélastix, deux Mordicus, deux Olibrius, deux Pronostix, deux Prospectus, deux Quintilius, deux Radius, deux Relax, deux Selfix, deux Zurix, et même deux Porquépix ajoutés à un Porc-Epix, et deux Tikedbus ajoutés à un Ticketbus. Ajoutons à ces noms les quasi-homonymes Gaspachoandalus et Gazpachoandalus, Hypoténus et Hypothénus, Plaintcontrix et Plaintecontrix.
Pour d'autres, les mêmes jeux de mots et expressions ont parfois servi plusieurs fois pour donner des noms différents ou quasi-identiques, à savoir Comix et Tragicomix, Francorus et Entremetfrancorus, Manneken et Mannekenpix, Numérobis et Numérodis, Périféric et Périférix, Quelquilfus et Quiquilfus, Téléféric et Téléférix, Théoric et Théorix, et même Télégraf, Télégraphix et Petitélégrafix.

## Personnages principaux
Les principaux protagonistes des aventures d'Astérix le Gaulois apparaissent en page 2 de tous les albums, face à la page qui donne la situation du village des irréductibles Gaulois. Chacun de ces personnages est accompagné d'une petite notice biographique. Ils sont au nombre de six en comptant le fidèle chien d'Obélix, Idéfix.

### Astérix
Premier personnage principal de la BD homonyme, Astérix (jeu de mots avec astérisque), est un petit guerrier à l'esprit malin, blond à longues moustaches, portant un casque ailé et une épée à sa ceinture. Il est vêtu d'un débardeur noir et d'un pantalon rouge. Intelligent, aventurier dans l'âme et héroïque. Il tire sa force surhumaine de la potion magique du druide Panoramix. Bien que son âge ne soit pas déterminé, il aurait environ 35 ans.
Sa voix française fut celle de Roger Carel dans tous les films d'animation jusqu'en 2014 ainsi que dans de nombreux produits dérivés jusqu'alors (publicités, jeux-vidéo, voix-off pour le Parc Astérix...).

Son successeur habituel est depuis Jean-Claude Donda à quelques exceptions : Christian Clavier a également interprété vocalement le personnage dans le jeu vidéo Astérix et Obélix contre César en 1999 puis dans le dessin animé Astérix : Le Secret de la Potion Magique en 2018. Alain Chabat assure le rôle dans son adaptation du Combat des Chefs.
Dans les films en prise de vues réelles, Astérix a été incarné par Christian Clavier dans les deux premiers puis par Clovis Cornillac, Édouard Baer et Guillaume Canet.

### Obélix
Obélix (jeu de mots avec obélisque), apparaît dès le premier album. Il est le meilleur ami et le compagnon d'aventures d'Astérix. Il est grand et d'une très forte corpulence, avec de longues moustaches et nattes rouges. Il est vêtu d'un pantalon à rayures verticales bleues ciel et blanches, tenu par une large ceinture verte, lequel lui monte jusque sous les bras, le reste du torse et les bras étant nus. Il porte un petit casque en fer. Obélix est livreur de menhirs. Bien qu'aucun âge ne soit déterminé, il aurait environ 35 ans. Il est tombé dans la marmite de potion magique du druide Panoramix quand il était petit, ce qui le dote d'une force surhumaine permanente. Il raffole de la viande de sanglier et n'en mange rarement qu'un seul dans les repas au village. Son loisir préféré est de se bagarrer avec les légionnaires romains, si bien qu'une cohorte entière lui est offerte pour célébrer son anniversaire dans Obélix et Compagnie.

### Idéfix
Idéfix (jeu de mots avec l'expression idée fixe) est le chien d'Obélix. De très petite taille et entièrement blanc (à l'exception de sa truffe et de la pointe de ses oreilles, qui, dans les bandes dessinées, sont noires), il tient dans la main. Il apparaît discrètement dans Le Tour de Gaule, où il suit les deux héros tout au long de l'album. Dans les histoires suivantes, il prend une plus grande place. Il n'est nommé que dans l'album suivant, Astérix et Cléopâtre, à la suite d'un concours lancé par Goscinny dans l'hebdomadaire Pilote au cours de la publication par planches du Tour de Gaule. Il est le seul chien écologiste connu. En effet, il hurle à la mort lorsqu'on abat ou déracine un arbre.

### Panoramix
Panoramix (jeu de mots avec panoramique) est le druide du village et dépositaire du secret de fabrication de la potion magique. Il apparaît dès le premier album. Plutôt grand, il porte de longs cheveux et moustaches, ainsi qu'une très longue barbe qui tombe jusque par terre, tous blanchis par l'âge. Il est vêtu d'une longue tunique blanche et d'une cape rouge. Fier de ses principes et de son héritage, il ne faut pas compter sur lui pour révéler les ingrédients de sa fameuse potion. Il se fera appeler Paysagix (pour paysagique, mot inexistant mais qui insinue une similitude avec le terme panoramique) dans Astérix chez les Helvètes.
Il est également connu à l'étranger sous le nom de Miraculix en allemand.

### Abraracourcix

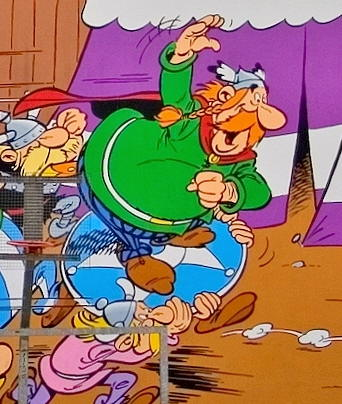
Abraracourcix

Abraracourcix (jeu de mots avec l'expression à bras raccourcis), apparaît dès le premier album. Fier et valeureux, ancien combattant de la bataille de Gergovie, il est le chef du village et, à ce titre, a le privilège d'être transporté sur son bouclier (qui auparavant appartenait à Vercingétorix, voir Le Bouclier arverne) par deux hommes plutôt maladroits (ces personnages varient d'un album à l'autre). De taille moyenne et de forte corpulence, il porte de longues moustaches et nattes rousses. Il est vêtu d'une tunique verte, un pantalon bleu à fines rayures noires, et une cape rouge. Il porte un petit casque ailé. il intervient dans toutes les aventures d'Astérix. Il est assez porté sur la fête et les festins, mais il ne refuse ni le combat, ni l'aide à un étranger dans le besoin.Son épouse s'appelle Bonemine, et même s'il est le chef, il doit parfois lui céder son pavois (Astérix en Hispanie p. 1, et autres ; La Rose et le Glaive est le dernier album où elle emprunte le pavois de son mari pour sortir), qu'elle utilise aussi comme arme pour menacer son mari (Le Bouclier arverne p. 48). Elle le chasse régulièrement de sa hutte lorsqu'ils se disputent (Le Devin, Le Bouclier arverne). Lui ne craint qu'une chose : c'est que le ciel lui tombe sur la tête, mais, comme il le dit lui-même : « c'est pas demain la veille ! ».
Il est doublé dans les premiers dessins animés par Pierre Tornade, Jean-Pierre Darras dans Astérix et la Surprise de César, Henri Poirier dans Astérix chez les Bretons et Astérix et le Coup du menhir, François Chaix dans Astérix et les Indiens, par Vincent Grass dans Astérix et les Vikings et par Serge Papagalli dans Astérix : Le Domaine des dieux et Astérix : Le Secret de la potion magique. Il est incarné au cinéma par Michel Galabru dans Astérix et Obélix contre César, Éric Thomas dans Astérix aux Jeux olympiques, Michel Duchaussoy dans Astérix et Obélix : Au service de Sa Majesté et Jérôme Commandeur dans Astérix et Obélix : L'Empire du Milieu. Il est également connu dans le monde sous le nom de Abraracourcix, en italien, Abraracúrcix, en espagnol, Majestix, en allemand et en suédois, Tonabrix, puis Vitalstatistix, en anglais, Heroïx, en néerlandais, Copdegarrotix, en catalan, Matasétix, en portugais du Brésil.

### Assurancetourix
Assurancetourix (jeu de mots avec l'expression assurance tous risques) est le barde du village. Il apparaît dès le premier album. Mince et de taille moyenne, il porte des longs cheveux et de longues moustaches blonds. Il est vêtu d'une tunique à carreaux bleus et blancs, d'un pantalon blanc et d'une cape rouge. Lui aussi intervient dans toutes les aventures, au moins pour se faire assommer au moment où il pense chanter pour saluer le départ des héros du village pour une nouvelle aventure, et pour se faire bâillonner et ligoter au moment du banquet final afin qu'il ne le perturbe pas par ses chants discordants.

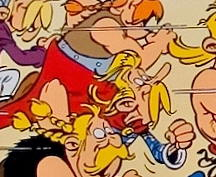
Assurancetourix et Ordralfabétix

Son chant est peu apprécié de ses compatriotes qui trouvent sa voix épouvantable. Bien qu'il tire des sons improbables de sa lyre, il est parfois autorisé à en jouer (à l'occasion d'un bal par exemple), mais à condition qu'il ne chante pas. Lui-même est convaincu de son talent et se considère comme un grand artiste incompris. Quand il chante, il déclenche parfois des pluies diluviennes — il fait même pleuvoir dans la hutte d'Abraracourcix — ou provoque des fuites éperdues d'animaux traumatisés. Le plus souvent son chant lui vaut de recevoir des coups sur la tête de son principal censeur, le forgeron Cétautomatix, et de se voir exclu des nombreux banquets qui agrémentent la vie du village et qu'il passe bâillonné et attaché au pied d'un arbre ou sur la terrasse de sa cabane perchée (à la fin du Bouclier arverne, cependant, il participe au banquet). Par deux fois il est celui qui sauve le village, dans Astérix et les Normands et Le Domaine des dieux. Quand il ne chante pas, il est considéré comme un compagnon agréable ; aussi, lorsqu'il est enlevé par des Romains, Astérix décide que tout doit être entrepris pour le libérer (voir Astérix gladiateur). En tant que barde, Assurancetourix fait également la classe aux enfants.
Doublé par Jacques Jouanneau dans Astérix le Gaulois et Astérix et Cléopâtre, par Edgar Givry dans Astérix et le coup du menhir, par Michel Tugot-Doris dans Astérix et les Indiens, par Bernard Alane dans Astérix et les Vikings et par Arnaud Léonard dans Astérix : Le Domaine des dieux et Astérix : Le Secret de la potion magique. Dans le film Astérix chez les Bretons le doubleur est inconnu. Il est interprété par Pierre Palmade dans Astérix et Obélix contre César, par Franck Dubosc dans Astérix aux Jeux olympiques et par Philippe Katerine dans Astérix et Obélix : L'Empire du Milieu.
Toutes ses chansons sont des chansons contemporaines françaises transposées dans le contexte antique. Il est également connu à l'étranger sous le nom de Troubadix en allemand et en suédois, Kakofoniks en polonais, Harmoniks en serbe, Cacofonix en anglais et portugais, Kakofonix en néerlandais, Asurancetúrix en espagnol, Malmuziks en espéranto.

## Personnages du village gaulois
Liste des principaux personnages du village, les irréductibles Gaulois armoricains qui résistent encore et toujours à l'envahisseur (l'Armorique correspond à l'actuelle Bretagne) :

### Principaux villageois
Les villageois présentés ici apparaissent de façon quasi permanente dans les aventures d'Astérix.

#### Agecanonix
Agecanonix (jeu de mots avec l'expression âge canonique) est le doyen du village. Ses colères illustrent l'irrascibilité du peuple gaulois portraitisé par les auteurs. Il est tellement vieux qu'il a atteint un âge canonique. Petit, il marche vouté à l'aide d'une canne. Il a de longues moustaches blanches et des cheveux blancs, longs dans la nuque et dégarnis sur le sommet du crâne. Il est vêtu d'une tunique bleue à manches longues et d'un pantalon blanc. Cependant, encore vert, il a une épouse bien plus jeune, la plus belle femme du village, simplement dénommée madame Agecanonix, qui lui donne des diminutifs affectueux, tel Agecanonichou. Il a participé à la bataille de Gergovie, d'où sa réplique : « c'est reparti comme en 52 ! ».
Il est nommé pour la première fois dans Astérix aux Jeux olympiques (où le lecteur apprend son âge : 93 ans), mais apparaît dès Astérix gladiateur. Il est déjà âgé à la naissance d'Astérix et Obélix. Dans Astérix et la Rentrée gauloise 35 ans plus tôt, il avait donc 58 ans. Il figure au début de l'album L'Anniversaire d'Astérix et Obélix - Le Livre d'or, alors que les personnages ont cinquante ans de plus, il aurait donc 143 ans.
Il apparaît dans la plupart des films d'animation et est notamment doublé par Georges Atlas dans Astérix chez les Bretons, par Paul Bisciglia dans Astérix et le Coup du menhir, par Gérard Surugue dans Astérix et les Vikings, par Laurent Morteau dans Astérix : Le Domaine des dieux et Astérix : Le Secret de la potion magique et par Alain Chabat dans Astérix et Obélix : Le Combat des chefs. Il est présent dans les films Astérix et Obélix contre César et dans Astérix aux Jeux olympiques où il est interprété par Sim et par Philippe Canet dans Astérix et Obélix : L'Empire du Milieu.
Il apparaît dans le jeu vidéo Astérix et Obélix XXL, où, capturé avec les autres villageois, Astérix et Obélix doivent le libérer avec son épouse en Helvétie.
Il est également connu dans le monde sous le nom de Methusalix en allemand (en référence au prétendu grand âge de Mathusalem), Geriatrix (traduisible par gériatrique) en anglais britannique, Arthritix (arthritis) en anglais américain, Senilix en finnois et suédois (provenant du latin senex, vieux, voire sénile), Edadepiedrix (Edad de piedra) et Vejestorix en espagnol, Dojeniks en espéranto (provenant de dojeno qui signifie doyen), Matusalemix en italien, allusion à Mathusalem comme en allemand, Nestorix en néerlandais, parce que le nom de Nestor, le plus vieux des héros grecs de la guerre de Troie, est devenu dans cette langue synonyme de vieillard sage et vénérable ou de doyen d'un groupe, Długowieczniks en polonais, Edatcanonix en occitan, par traduction littérale du français, Μαθουσαλίξ (Mathousalix) en grec moderne, Eskitopraks en turc, Gerijatriks en serbe.

#### MmeAgecanonix
Mme Agecanonix est l'épouse d'Agecanonix. Elle apparaît pour la première fois dans l'album La Zizanie. Elle est nettement plus jeune que son mari (qui a 93 ans) et plus grande que lui. Elle semble plutôt avoir dans les 35 ans, l'âge approximatif d'Astérix et Obélix. Elle est amie avec Bonemine, Iélosubmarine, Mme Cétautomatix et un personnage féminin corpulent mais anonyme, qui revient régulièrement. Elle est souvent habillée d'un corsage (dont le décolleté, à l'origine assez prononcé, fait place à partir de l'album Le Fils d'Astérix à un plus couvrant de forme carrée, analogue à celui des autres femmes du village, avant de revenir à sa forme d'origine dans Astérix chez les Pictes) et d'une jupe de même couleur lui couvrant les pieds, évasée et bordée de blanc. On ne voit ses pieds que sur la couverture de l'album Le Devin (où, dans les bras d'Agecanonix, elle montre ses mollets, chaussés de bottines vertes), dans l'album Le Domaine des dieux (où elle adopte momentanément la tenue des romaines avec sandales) et dans La rose et le glaive où, portant les braies de son mari trop courtes pour elle, ses chevilles et mollets sont mis à nus.
Elle apparaît dans la plupart des adaptations animées et est notamment doublée par Jeanine Forney dans Astérix et le Coup du menhir, par Luna Karys dans Astérix : Le Secret de la potion magique et par Marie Facundo dans Astérix et Obélix : Le Combat des chefs. Au cinéma, elle est interprétée par Arielle Dombasle dans le film Astérix et Obélix contre César et par Adriana Karembeu dans le film Astérix aux Jeux olympiques. Le personnel du Parc Astérix l'a nommée Taillefine. Curieusement les auteurs ne lui ont jamais donné de prénom.
Dans les jeux vidéo, elle apparaît dans Astérix Maxi-Delirium où elle est l'un des quatre personnages jouables et dans Astérix et Obélix XXL où elle a été faite prisonnière avec les autres villageois et emprisonnée en Helvétie avec son mari.

#### Bonemine
Bonemine (adaptation de l'expression bonne mine) est l'épouse du chef du village gaulois Abraracourcix. Elle est vue pour la première fois dans Le Combat des chefs mais nommée seulement dans Le Bouclier arverne. C'est une petite femme blonde, ayant les traits de Marthe Villalonga, qui a du caractère mais aussi une âme profondément romantique. Peu satisfaite de sa condition, elle préfèrerait que son mari rejoigne son beau-frère, Homéopatix, qui fait des affaires à Lutèce, ville de goût, plutôt que de rester l'épouse du chef d'un village de barbares. Elle n'apprécie pas particulièrement que son mari l'appelle « Mimine », mais l'appelle parfois « Cochonnet » (Le Devin ; La Rose et le Glaive). Cependant, elle sait tenir tête quand son statut de femme de chef est menacé (en se servant en général des poissons d'Ordralfabétix - La Zizanie p. 46). Dans l'album L'Anniversaire d'Astérix et Obélix - Le Livre d'or dont les premières pages se déroulent cinquante ans après les aventures d'Astérix, on découvre qu'elle et Abraracourcix ont eu un fils. Elle est amie avec Iélosubmarine, Mme Agecanonix, Mme Cétautomatix et une forte femme anonyme qui revient régulièrement. On la voit également souvent déambuler dans la BD avec deux autres femmes blondes anonymes, qui ont elles aussi du caractère et une âme romantique.
Elle apparaît dans la plupart des films d'animation où elle est notamment doublée par Nicole Vervil dans Les Douze Travaux d'Asterix, Évelyne Grandjean dans Astérix chez les Bretons, Marie-Anne Chazel dans Astérix et le Coup du menhir, par Claude Chantal dans Astérix et les Indiens, par Marion Game dans Astérix et les Vikings, par Florence Foresti dans Astérix : Le Domaine des dieux et Astérix : Le Secret de la potion magique et par Géraldine Nakache dans Astérix et Obélix : Le Combat des chefs. Au cinéma, elle est représentée sous les traits de Marianne Sägebrecht dans Astérix et Obélix contre César, Dorothée Jemma dans Astérix aux Jeux olympiques, puis Gaëlle Jeantet dans Astérix et Obélix : Au service de Sa Majesté, et est interprétée par Audrey Lamy dans Asterix et Obélix : L'Empire du Milieu.
Elle apparaît dans le jeu vidéo Astérix et Obélix XXL : capturée avec les autres villageois, elle doit être libérée par Astérix et Obélix en Grèce, où elle est emprisonnée avec Falbala.
Elle est également connue sous le nom de Impedimenta (en latin, les bagages d'un soldat ou voyageur, d'où le sens figuré de « entraves », « embarras ») en anglais britannique, Belladonna en anglais américain, Gutemine en allemand, Boénemine en picard, Beniamina en italien, Karabella (cara bella, beau visage) en espagnol, Caralinda en portugais (Portugal), Naftalina en portugais (Brésil), Hengerlice en hongrois, Dediğimdediks en turc, Smirgeline en finnois, Dobromina en polonais, प्यारी सिरर्ददा (Pyari Sirdarda) en hindi, Mimina en occitan, Bellefleur en néerlandais, Bombona en serbe.

#### Cétautomatix
Cétautomatix (jeu de mots avec la phrase c'est automatique) est le forgeron du village. Il apparaît dès le premier album bien qu'il y soit méconnaissable, son nom orne l'enseigne au dessus de son atelier. Costaud et plutôt irascible, il empêche souvent le barde Assurancetourix de chanter, en le bâillonnant ou en l'assommant. Il se plaint de manière récurrente du manque de fraîcheur et de l'odeur des poissons d'Ordralfabétix, avec qui il se bagarre régulièrement. Sa physionomie a longtemps été changeante d'un album à l'autre. Plutôt bedonnant dans Astérix le Gaulois et Le Tour de Gaule d'Astérix, il est ensuite représenté en brute épaisse dans Astérix et les Normands, avant de trouver son physique définitif : grand et à gros bras. De même, la couleur de ses cheveux et de sa moustache varie d'un album à l'autre : tantôt blonde, tantôt rousse. Il est vêtu d'un pantalon rouge, et son torse est nu, recouvert uniquement d'un long tablier marron. Il sait évoluer dans son travail en fonction des besoins des clients (ou de son propre orgueil), puisqu'il se change en livreur de menhirs dans Obélix et compagnie et vendeur d'antiquités dans Le Domaine des dieux.
Il est marié et a une fille, ainsi qu'un fils qui apparaît dans Astérix en Corse, puis disparaît, remplacé par une fille, et réapparaît dans La Fille de Vercingétorix sous le nom de Selfix (d'après la mode récente des selfies). Au début de l'album L'Anniversaire d'Astérix et Obélix - Le Livre d'or, où tous les personnages sont vieillis de cinquante ans, Cétautomatix a à nouveau un fils, sans qu'on puisse savoir s'il s'agit de celui vu dans Astérix en Corse et La Fille de Vercingétorix, car il semble bien trop jeune pour avoir plus de cinquante ans. Petit, Cétautomatix avait un cheveu sur la langue comme on le voit dans Astérix et la Rentrée gauloise où, enfant, il assiste à La Naissance d'Astérix et Obélix : il serait donc un peu plus âgé que ces derniers.
Il apparaît dans la plupart des films d'animation où il est notamment doublé par Georges Atlas dans Les Douze Travaux d'Astérix, par Michel Gatineau dans Astérix et la Surprise de César et Astérix chez les Bretons, par Jean-Claude de Goros dans Astérix et le Coup du menhir, par Pascal Renwick dans Astérix et les Vikings, par Lionnel Astier dans Astérix : Le Domaine des dieux et Astérix : Le Secret de la potion magique et par Pio Marmaï dans Astérix et Obélix : Le Combat des chefs. Dans les films, il est interprété par Jean-Roger Milo dans Astérix et Obélix contre César, par Eduardo Gomez dans Astérix aux Jeux olympiques et par André Kalmes dans Astérix et Obélix : L'Empire du Milieu.
Dans les jeux vidéo, il apparaît dans Astérix Maxi-Delirium où il est personnage non-joueur et figurant et dans Astérix et Obélix XXL où, capturé avec les autres villageois, il doit être libéré par Astérix et Obélix en Normandie où il est emprisonné avec Ordralfabétix.
Il est également connu sous le nom de Fulliautomatix en anglais (jeu de mots sur fully automatic), Automatix en italien en allemand et en portugais, Caravellix en finnois, Smidefix en suédois, Esautomatix (es automático) en espagnol, Hoefnix en néerlandais, Chétautomatix en picard, Tamotomatiks en turc, Vasökölix en hongrois, Metaloplastiks en serbe.

#### MmeCétautomatix
Mme Cétautomatix est l'épouse de Cétautomatix. Blonde, elle porte une robe rouge et un chignon. Comme son mari, elle remet en question la fraîcheur des poissons d'Ordralfabétix, ce qui ne l'empêche pas d'aller à la poissonnerie pour papoter avec ses amies. Ils ont une fille, et aussi un fils qui apparaît dans Astérix en Corse mais celui-ci disparaît par la suite, remplacé par une fille, puis réapparaît dans La Fille de Vercingétorix où il prend le nom de Selfix. Au début de l'album L'Anniversaire d'Astérix et Obélix - Le Livre d'or, où tous les personnages sont vieillis de cinquante ans, ils ont à nouveau un fils, sans qu'il soit possible de savoir s'il s'agit de ce même fils vu dans Astérix en Corse et La Fille de Vercingétorix, car ce dernier semble bien trop jeune pour avoir plus de cinquante ans. L'épouse de Cétautomatix apparaît pour la première fois dans La Zizanie. Elle est amie avec Bonemine, Iélosubmarine, Mme Agecanonix et une femme forte mais anonyme qui revient régulièrement.
Elle apparaît dans la plupart des adaptations animées et est notamment doublée par Paule Emanuele dans Astérix et le Coup du menhir. Elle apparaît dans les films Astérix et Obélix contre César et Astérix aux Jeux olympiques où elle est interprétée par des actrices non créditées.

#### Falbala
Falbala (falbala : ornement d'un vêtement, souvent trop voyant). Elle est blonde, plutôt grande et souvent vêtue d'une robe blanche et bleue. C'est un peu l'archétype de la très jolie femme et de la jeune première quasiment hollywoodienne, une « bombe », comme on dit en argot. Son charme incontestable agira fortement sur Obélix, et même Astérix, pourtant plus raisonnable, y succombera finalement aussi, et jusqu'à Idéfix. Elle est la fille de Plantaquatix. Lors de sa première apparition dans Astérix légionnaire (en 1966), on apprend qu'elle a quitté le village gaulois pour suivre des études à Condate (Rennes) où elle a rencontré Tragicomix avec qui elle se marie à la fin de l'aventure. Elle vit par la suite à Condate. Cette version diverge quelque peu dans les adaptations faites de la série originale. Dans le dessin animé Astérix et la Surprise de César, elle porte une robe violette et un nœud rose fuchsia ; elle y est la nièce d'Abraracourcix, le père de Tragicomix est dit être Asdepix, chef d'un autre village gaulois d'Armorique — ces relations familiales ne sont pas indiquées dans la bande dessinée. Toujours dans Astérix et la Surprise de César, il est dit qu'elle a quitté le village gaulois pour suivre des études à Lutèce. Dans Astérix et Obélix contre César, elle revient au village gaulois après l'avoir quitté pour les mêmes raisons que dans la bande dessinée, elle est allée suivre des études à Condate où elle a fait la connaissance de Tragicomix qui vient la retrouver au village. Albert Uderzo a donné à Falbala des traits proches de ceux de l'épouse de René Goscinny. Le scénariste d'Astérix s'était marié peu avant la conception de l'album Astérix légionnaire. Dans cet album, Obélix en tombe amoureux avant d'apprendre qu'elle est fiancée à Tragicomix. Ce dernier est engagé de force dans les armées de César et pour le retrouver, Astérix et Obélix s'engagent également. Ils le retrouvent en Afrique. Au retour des deux amis, elle pose un baiser sur le nez d'Astérix, qui en est ému au point de ne pas participer au banquet final. On la retrouve dans l'album La Galère d'Obélix, où elle tente de ranimer Obélix, changé en statue de granit. Elle apparaît également dans l'album Astérix et Latraviata, où l'actrice Latraviata prend sa place. Elle est présente dans l'une des mini-histoires d'Astérix et la Rentrée gauloise, où Obélix cherche à obtenir un baiser d'elle en profitant de la tradition hivernale de s'embrasser sous le gui ; il n'y arrivera pas, et c'est finalement Idéfix qui sera embrassé par la belle Gauloise.

#### Iélosubmarine
Iélosubmarine (jeu de mots avec Yellow Submarine, « le sous-marin jaune » en anglais) est l'épouse d'Ordralfabétix, avec qui elle vend et prépare des poissons. Son nom provient de la célèbre chanson des Beatles Yellow Submarine. Elle a un fils, appelé Surimix (jeu de mots avec Surimi, préparation à base de poisson) dans La Fille de Vercingétorix, qui a un défaut de prononciation, et un frère (nommé Blinix (jeu de mots avec blini) dans La Fille de Vercingétorix). Elle est amie avec Bonemine, Mme Agecanonix, Mme Cétautomatix et une femme forte, mais anonyme, qui revient régulièrement. On la découvre pour la première fois en même temps que son mari dans Astérix en Hispanie.
Elle apparaît dans la plupart des films d'animation où elle est notamment doublée par Danièle Hazan dans Astérix et le Coup du menhir, par Joëlle Sevilla dans Astérix : Le Domaine des dieux et Astérix : Le Secret de la potion magique et par Barbara Tissier dans Astérix et Obélix : Le Combat des chefs. Elle apparaît dans les films Astérix et Obélix contre César et Astérix aux Jeux olympiques où elle est interprétée par des actrices non créditées et par Tatiana Gousseff dans Astérix et Obélix : L'Empire du Milieu.
Elle est également connue sous le nom de Jellosubmarine en allemand, Bacteria en anglais, Javajavaline en coréen, Yelosubmarin en espagnol, Ielosubmarine en italien, Forentientje en néerlandais (voor een tientje, « billet de dix »), Γελοουσαμπμαρίνα (Geloousabmarína) en grec moderne.

#### Ordralfabétix
Ordralfabétix (jeu de mots avec le terme ordre alphabétique) apparaît pour la première fois dans Astérix en Hispanie. Il est le poissonnier du village, et le manque de fraîcheur de ses poissons cause régulièrement des bagarres. Physiquement, il est de forte corpulence, avec des longues moustaches et une natte blondes, vêtu d'une peau de bête noire et d'un pantalon rouge et toujours pieds-nus. Dans La Grande Traversée, on apprend que, bien qu'habitant sur la côte armoricaine (bretonne), il ne s'approvisionne que chez les meilleurs grossistes de Lutèce ou Massalia, qui le livrent en char à bœufs, ce qui explique l'état de sa marchandise. Ordralfabétix dispose néanmoins d'un bateau de pêche (voir Astérix en Hispanie), dont il ne doit cependant pas se servir souvent : « La mer ? Quel rapport entre la mer et mes poissons ? » déclare-t-il dans La Grande Traversée. Pourtant, dans La Zizanie, il arrive avec un filet rempli de poissons tout droit sortis de la mer, et la fraîcheur de ses poissons n'est remise en cause, surtout par son voisin Cétautomatix, qu'à partir des albums suivants. Il serait, grâce à un marchandage fait avec Obélix, le créateur et le propriétaire du site historique de Carnac (voir Astérix en Hispanie, encore que dans le Fils d'Astérix une autre explication soit suggérée). Il est marié à Iélosubmarine (Yellow Submarine) qui tient la poissonnerie avec lui et ils ont un fils appelé Surimix qui apparaît dans La Fille de Vercingétorix, qui zozote et qui, tout comme Cétautomatix, a les cheveux soit blonds (voir Astérix en Corse), soit roux (voir La Rose et le Glaive); il a également un frère appelé Blinix (La Fille de Vercingétorix). On le voit dans Astérix et la Rentrée gauloise où enfant il assiste à La Naissance d'Astérix et Obélix et serait donc un peu plus âgé que ces derniers.
Il apparaît dans la plupart des films d'animation où il est notamment doublé par Yves Barsacq dans Astérix chez les Bretons, par Jean Dautremay dans Astérix et les Indiens, par Bernard Métraux dans Astérix et les Vikings, par François Morel dans Astérix : Le Domaine des dieux et Astérix : Le Secret de la potion magique et par Alexandre Astier dans Astérix et Obélix : Le Combat des chefs. Il est interprété par Jean-Jacques Devaux dans Astérix et Obélix contre César, par Tony Gaultier dans Astérix aux Jeux olympiques et par Jason Chicandier dans Astérix et Obélix : L'Empire du Milieu.
Dans les jeux vidéo, il apparaît dans Astérix Maxi-Delirium où il est personnage non-joueur et figurant et dans Astérix et Obélix XXL où capturé avec les autres villageois, il doit être libéré par Astérix et Obélix en Normandie où il est emprisonné avec Cétautomatix.
Il est également connu à l'étranger sous le nom de Verleihnix (« ne prête rien ») en allemand, Epidemmix en américain, Unhygienix en anglais, Gollagollatrix en coréen, Ordenalfabetix en espagnol, Ordinalfabetix en italien, Kostunrix en néerlandais, Pichonnix (pichon, « poisson ») en picard, Ahigieniks en polonais, Ordralfabetix en occitan, Amaryllix en finnois, Αλφαβητίξ (Alphavitix) en grec moderne, Palamutiks (Palamut, Pélamide) en turc, Aerobiks en serbe.

### Villageois secondaires
Cette section contient la liste des villageois apparus une à deux fois dans les albums, avant de disparaître et d'être parfois remplacés par d'autres. Certains d'entre eux sont définitifs (Plantaquatix), d'autres temporaires.

#### Allégorix
Allégorix (jeu de mots avec allégorique) est un habitant du village des irréductibles Gaulois. Son nom est cité dans Astérix et les Normands par Abraracourcix lorsque celui-ci se moque des noms normands finissant en « -af » mais on ne peut l'identifier. Il est aussi connu à l'étranger sous le nom de Harmonix en anglais, Vitaminix en finnois.

#### Analgésix
Analgésix (jeu de mots avec analgésique) est le premier villageois embauché par Obélix dans sa nouvelle entreprise de menhirs dans Obélix et compagnie.

#### Arrierboutix
Arrierboutix (jeu de mots avec arrière-boutique) est un villageois embauché par Obélix dans Obélix et compagnie. Il est aussi connu sous le nom de Atlantix en anglais.

#### Aventurépix
Aventurépix (jeu de mots avec la locution aventure épique) est un habitant du village des irréductibles Gaulois. Son nom est seulement cité dans Astérix et les Normands par Abraracourcix lorsque celui-ci se moque des noms normands finissant en « -af » sans qu'on puisse le voir. Il est aussi connu sous le nom de Acoustix en anglais.

#### Bellodalix
Bellodalix (jeu de mots avec la belle odalisque, tableau célèbre de Ingres) a pour rôle de garder l'entrée du village gaulois. Il apparaît dans Le Fils d'Astérix. Il est aussi connu sous le nom de Fotogenix en anglais

#### Blinix
Blinix (jeu de mots avec blinis) est le fils d'Ordralfabétix le poissonnier et apparaît dans La Fille de Vercingétorix. Il est le frère de Surimix et l'ami de Selfix, le fils de Cétautomatix le forgeron ; il dit étudier à Condate avec Selfix, mais raconte également venir parfois en stage d'observation chez ses parents.

#### Boulimix
Boulimix (jeu de mots avec boulimique) est un habitant du village des irréductibles Gaulois. Son nom est seulement cité dans Astérix et les Normands par Abraracourcix sans qu'on puisse le voir, lorsque celui-ci se moque des noms normands finissant en « -af ». Il est aussi connu sous le nom de Operatix en anglais.

#### Cétaubofix
Cétaubofix (jeu de mots avec la phrase c'est au beau fixe) est le père de Cétautomatix, et était le forgeron du village avant que son fils ne prenne la relève. Selon lui, le chef (autrement dit le père d'Abraracourcix) devrait « faire le chef chez lui avant de vouloir le faire au village », ce qui déclenche des bagarres. Il apparaît dans l'histoire courte La Naissance d'Astérix parue dans Astérix et la Rentrée gauloise. Il est également connu sous le nom de Chétaussolédavrix en picard, Autogenix en allemand, Semiautomatix en anglais, Esautomatix en occitan.

#### Cétyounix
Cétyounix (jeu de mots avec c'est unique, prononcé avec l'accent anglais) est un habitant du village gaulois. Il apparaît dans Astérix le Gaulois. Il participe à la danse lors de la fête donnée en présence du légionnaire espion Caligula Minus, alias Caliguliminix. Il est également connu sous le nom de Tenansix en anglais, Denkdirnix, en allemand, Friekix, en néerlandais, Calcomanix (calcomanía, décalcomanie) en espagnol, Cetionix, en portugais.

#### Chanteclairix
Chanteclairix (déformation du nom de Chantecler, coq du récit moyenâgeux le Roman de Renart) est le coq du village. Ami d'Idéfix, celui-ci lui permettra de vaincre son ennemi à l'aide de la potion magique. Il apparaît dans la plupart des albums d'Astérix, mais n'est clairement nommé qu'à partir de l'histoire courte Chanteclairix publiée dans Astérix et la Rentrée gauloise. Il est également connu sous le nom de Canteclairix en version picarde et néerlandais, Chantecleerix en anglais, Betporix en version occitane, Kokolorix, en allemand, Quiriquix, en espagnol (référence à l'onomatopée espagnole pour le cri du coq).

#### Choucroutgarnix
Choucroutgarnix (jeu de mots avec choucroute garnie) est l'un des villageois qu'Obélix embauche pour chasser le sanglier dans Obélix et compagnie. Il est aussi connu sous le nom de Adriatix en anglais.

#### Déboitemenduménix
Déboitemenduménix (jeu de mots avec le terme déboîtement du ménisque) est un paysan du village gaulois apparaissant dans Le Fils d'Astérix. Il est aussi connu sous le nom de Bucolix en anglais.

#### Elèvedelix
Elèvedelix (jeu de mots avec le terme élève de l'X) est un habitant du village gaulois qui apparaît dans Astérix et les Normands. Son nom fait référence au nom donné, dans un argot étudiant, aux élèves de polytechnique, l'X étant le nom parfois donné à l'école polytechnique. Il est donc logiquement aussi connu sous le nom de Polytechnix en anglais.

#### Galantine
Galantine (galantine). Curieusement il y a deux Galantines dans les aventures d'Astérix : la première est l'épouse de Homéopatix, frère de Bonemine, et apparaît dans l'album Les Lauriers de César. Également connue sous le nom de Scarlatina en anglais, elle n'a aucun rapport avec l'autre Galantine, qu'Obélix embrasse sous le gui en croyant embrasser Falbala dans Astérix et la Rentrée gauloise.

#### Harenbaltix
Harenbaltix (jeu de mots avec le terme hareng baltique) est un villageois, employé d'Obélix dans Obélix et Compagnie. Il est aussi connu sous le nom de Baltix en version anglaise.

#### Keskonrix
Keskonrix (jeu de mots avec l'expression qu'est-ce-qu'on risque ?) est un enfant du village muni d'un carquois et d'un arc. Au cours d'une chasse au marcassin dans Astérix Gladiateur, il voit une patrouille romaine capturer Assurancetourix le barde. Il court alors au village prévenir Astérix. Dans Astérix et Cléopâtre il guette le retour d'Astérix, Panoramix, Obélix et Idéfix. Il est aussi connu à l'étranger sous le nom de Picanmix (pick and mix (en)), en anglais, Nognix, en néerlandais, Codornix (codorniz, caille), en espagnol.

#### Linguistix
Linguistix (jeu de mots avec linguistique) est un villageois, employé d'Obélix dans Obélix et compagnie. Il est aussi connu sous le nom de Pacifix en anglais.

#### Monosyllabix
Monosyllabix (jeu de mots avec monosyllabique) est un habitant du village, employé d'Obélix comme fabricant de menhirs dans Obélix et Compagnie.

#### Le Noiraud (coq)
le Noiraud fait partie des nombreux gallinacés représentés tout au long des aventures d'Astérix. Une histoire centrée autour de ces personnages récurrents a été publiée dans l'album Astérix et la Rentrée gauloise sous le nom de Chanteclairix. Il est le seul poussin noir du village d'Astérix, et a failli se faire capturer par l'aigle Impérial. Il semble être le fils de Chanteclairix et de La Roussette.

#### Oftalmologix
Oftalmologix (jeu de mots avec ophtalmologique) est le père d'Ordralfabétix et était le poissonnier du village avant que son fils ne prenne la relève. Il apparaît dans La naissance d'Astérix parue dans Astérix et la Rentrée gauloise. Il est également connu sous le nom de Otchulix en picard, Verliernix en allemand, Unhealthix en anglais.

#### Ouiskix
Ouiskix (whisky) est un habitant du village qui reçoit de l'eau de malt dans Astérix chez les Pictes.

#### Petitélégrafix
Petitélégrafix (jeu de mots avec la locution petit télégraphiste) est un habitant du village, employé d'Obélix comme fabricant de menhirs dans Obélix et Compagnie. Il est également connu sous le nom de Polysyllabix en anglais. Il ne doit pas être confondu avec Télégrafix, pigeon voyageur d'Alafolix dans le film Astérix aux Jeux olympiques, ni avec Télégraf, guerrier viking dans le dessin animé Astérix et les Vikings, ni avec un autre Télégraf, guerrier normand dans le film Astérix et Obélix : Au service de sa Majesté.

#### Plantaquatix
Plantaquatix (jeu de mots avec la locution plante aquatique) est le père de Falbala. Il est présent deux fois dans la série, dans Astérix légionnaire et dans Astérix et Latraviata. Son nom allemand est Quantaplanckix.

#### Porquépix
Porquépix (jeu de mots avec porc-épic) est un des rares noms attribués à plusieurs personnages. Le premier est un habitant du village. Son nom est seulement cité par Abraracourcix, sans qu'on puisse l'identifier, dans Astérix et les Normands, lorsque celui-ci se moque des noms normands finissant en « -af ». Il est aussi connu sous le nom de Polyphonix en anglais. Il y a un autre Porquépix, marchand de vins et charbon de Gergovie dans l'album Le Bouclier arverne. Et un troisième qui s'orthographie Porc-Epix, vendeur de charcuteries sur le marché de Condate dans l'album Astérix et le chaudron.

#### Rézowifix
Rézowifix (jeu de mots avec réseau Wi-Fi) est un lecteur assidu de L'Écho de Condate que lui apporte le facteur Pneumatix. Il apparaît dans Le Papyrus de César.

#### La Roussette (poule)
la Roussette est une poule du village. Elle fait partie des nombreux gallinacés représentés tout au long des aventures d'Astérix. Une histoire centrée autour de ces personnages récurrents a été publiée dans l'album Astérix et la Rentrée gauloise sous le nom de Chanteclairix. Elle semble être la femelle de Chanteclairix et la mère du Noiraud. Elle est aussi connue sous le nom de Henna en anglais.

#### Selfix
Selfix (selfie) est le fils de Cétautomatix qui apparaît dans La Fille de Vercingétorix. Il effectue quelquefois des stages d'observation chez son père forgeron, bien qu'il étudie à Condate avec son ami Blinix, fils d'Ordralfabétix. Bien qu'on ne les voie jamais ensemble, il a une sœur puisque Cétautomatix a également une fille. Il n'a aucun rapport avec un autre Selfix, druide dans le film Le Secret de la potion magique.

#### Simplebasix
Simplebasix (jeu de mots avec la locution simple basique) est le garde du village dans La Fille de Vercingétorix. Il porte un casque à visière réalisée par Selfix, appelé « casquette » par ce dernier. Son nom est une allusion aux paroles de la chanson Basique du rappeur Orelsan.

## Les Gaulois étrangers au village

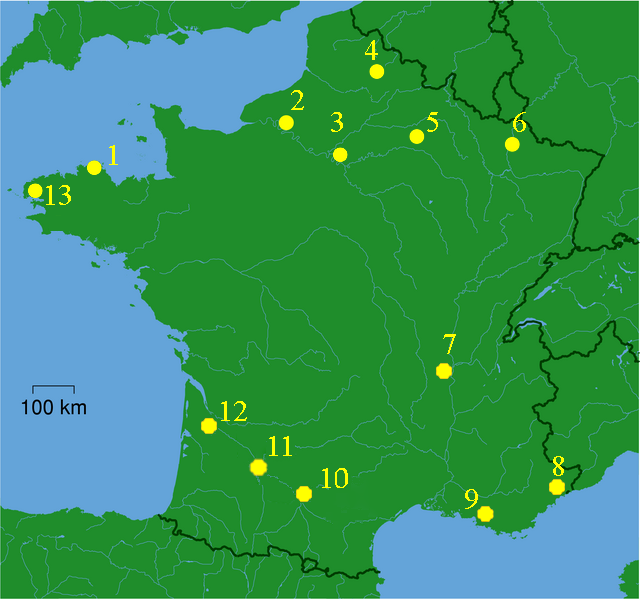
Carte des lieux visités dans l'album Le Tour de Gaule d'Astérix. Les lieux sont parfois situés (très) approximativement.

Les habitants du reste de la Gaule rencontrés par Astérix et ses amis en Armorique, en Gaule celtique, en Gaule aquitaine en Gaule narbonnaise et en Gaule belgique ce qui correspond à peu près à la France et à la Belgique.

### Les Gaulois d'Armorique
Cette section regroupe les Gaulois vivant en Armorique et à Condate.

#### Antibiotix
Antibiotix (jeu de mots avec antibiotique) est marchand de sangliers sur le marché de Condate. Il apparaît dans Astérix et le chaudron.

#### Astronomix
Astronomix (jeu de mots avec astronomique) est le père d'Astérix. Il a quitté le village pour ouvrir une boutique de souvenirs d'Armorique, « Le Contemporain », à Condate en compagnie d'Obélodalix, père d'Obélix. Il apparaît trois fois au fil des aventures, dans Comment Obélix est tombé dans la marmite du druide quand il était petit (bien qu'on ne cite pas son nom), dans Astérix et la Rentrée gauloise (éd. 2003, histoire En 35 avant J.-C.) et dans Astérix et Latraviata. Il apparait également dans Astérix et ses amis sans que son nom soit cité.

#### Bioétix
Bioétix (jeu de mots avec bioéthique) est un dentiste qu'Astérix et Obélix rencontrent à la FIAC (Foire Itinérante de l'Artisanat Celte) de Darioritum (Vannes) quand Agecanonix a besoin de se faire extraire une dent. Il apparait dans Astérix et la Transitalique.

#### Changélédix
Changélédix (jeu de mots avec le terme changer les disques), originaire de Gésocribate, est capitaine de navire transportant des menhirs. Il apparaît pour la première fois dans Le Tour de Gaule d'Astérix. On le retrouve dans Astérix en Corse, alors qu'il vient pour le banquet anniversaire de la victoire de Gergovie. Son nom a deux orthographes : Changélédix dans Le Tour de Gaule d'Astérix, et Changéledix dans Astérix en Corse. Il est également connu à l'étranger sous le nom de Seniorservix en anglais, Numalfix en allemand, Ammenooitnix en néerlandais, Canárix en espagnol, Cambiamusix en italien, Cabeçudix en portugais.

#### Distributiondéprix
Distributiondéprix (jeu de mots avec la phrase distribution des prix) est un prétendu expert en courses hippiques qui propose des « conseils » à Astérix et Obélix à l'hippodrome de Condate dans Astérix et le chaudron. Physiquement c'est la transposition en humain du renard arnaqueur Grand-coquin, personnage du Pinocchio de Walt Disney.

#### Gélatine
Gélatine (gélatine) est l'épouse d'Obélodalix et la mère d'Obélix. Elle apparaît trois fois au fil des aventures, dans Comment Obélix est tombé dans la marmite du druide quand il était petit (bien qu'on ne cite pas son nom), dans Astérix et la Rentrée gauloise (histoire En 35 av. J.-C.) et dans Astérix et Latraviata. Elle apparaît aussi dans un épisode de la mini-série d'animation Astérix et Obélix : Le Combat des chefs où sa voix est doublée par Marie Bouvier.

#### Moralélastix
Moralélastix (jeu de mots avec le terme morale élastique) est un chef gaulois non apprécié d'Abraracourcix parce qu'il est avare et collabore avec les Romains. Il confie, puis vole au village gaulois un chaudron plein de sesterces, faisant endosser la responsabilité de la disparition à Astérix, afin de ne pas payer l'impôt à César (ou de se les faire rembourser par Astérix et les Gaulois de son village). Il apparaît dans Astérix et le Chaudron. Il est également connu à l'étranger sous le nom de Whosemoralsarelastix en anglais, Moraalelastix en néerlandais. Il n'a aucun rapport avec un autre Moralélastix, un habitant du village gaulois qui apparaît dans le dessin animé Astérix et la Surprise de César.

#### Obélodalix
Obélodalix (jeu de mots avec la locution "ô belle odalisque") est le père d'Obélix. Il a quitté le village et sa carrière de menhirs (qu'il a, semble-t-il, léguée à son fils) pour Condate afin d'y ouvrir une boutique de souvenirs d'Armorique, « Le Contemporain », avec Astronomix. Il apparaît trois fois au fil des aventures, dans Comment Obélix est tombé dans la marmite du druide quand il était petit (bien qu'on ne cite pas son nom), dans Astérix et Latraviata et dans Astérix et la Rentrée gauloise.

#### Pneumatix
Pneumatix (pneumatique) est facteur. On ne sait pas s'il vit ou non dans le village, mais il vient y livrer le courrier, et ce peu importe son poids : en particulier, un des villageois est abonné au catalogue de la manufacture d'armes et chars, parodie du catalogue de Manufrance, mais gravé sur des plaques de marbre, ce qui le rend particulièrement lourd. Pneumatix apparaît tout d'abord dans Astérix et les Normands, puis on le revoit dans Astérix légionnaire et enfin dans L'anniversaire d'Astérix et Obélix - Le Livre d'or avant une apparition éclair dans Le Papyrus de César.

#### Pocatalitix
Pocatalitix (pot catalytique) est un vendeur de chars neufs et d'occasion à Darioritum. Il apparaît dans l'album Astérix et la Transitalique.

#### Porc-Epix
Porc-Epix (porc-épic) est vendeur de charcuteries sur le marché de Condate. Il apparaît dans Astérix et le chaudron. Il ne doit pas être confondu avec Porquépix, un habitant du village dans Astérix et les Normands, ni avec un autre Porquépix, marchands de vin et charbon de Gergovie dans l'album Le Bouclier arverne.

#### Praline
Praline (praline) est l'épouse d'Astronomix et la mère d'Astérix. Elle apparaît trois fois au fil des aventures, dans Comment Obélix est tombé dans la marmite du druide quand il était petit (bien qu'on n'y cite pas son nom), dans Astérix et la Rentrée gauloise (histoire En 85 av. J.-C.) et dans Astérix et Latraviata. Elle est aussi connue sous le nom de Sarsaparilla (salsepareille, en espagnol), en anglais, Praliné, en espagnol.

#### Prolix
Prolix (prolixe) est un faux devin qui profite de la crédulité des habitants du village gaulois pour subvenir à ses besoins et s'enrichir. Il apparaît dans Le Devin. Il apparaît également dans le dessin animé Astérix et le Coup du menhir qui adapte en partie Le Devin où Julien Guiomar lui prête sa voix. Il est interprété par Daniel Prévost dans le film Astérix et Obélix contre César. Il est également connu à l'étranger sous le nom de Lügfix en allemand, Xynix (contraction de ik zie niks: « je ne vois rien ») en néerlandais, Gaduliks (de gaduła : « un bavard ») en polonais.

#### Selfservix
Selfservix (self-service) est le tenancier de l'auberge « Chez Selfservix ». Il apparaît dans Astérix et les Normands.

#### Tragicomix
Tragicomix (tragi-comique) est le fiancé de la belle Falbala ; ils se sont connus à Condate pendant leurs études. Après leur mariage, ils ouvrent un commerce de location de chars et de vente de chevaux dans cette ville. On le retrouve dans Astérix légionnaire et Astérix et Latraviata. Son physique est très largement inspiré de celui de Jean Marais. D'après le dessin animé Astérix et la Surprise de César, il est le fils du chef d'un village armoricain, Asdepix. Dans le dessin animé Astérix et la Surprise de César, il est doublé par Thierry Ragueneau. Dans Astérix et Obélix contre César, le film de Claude Zidi, il est interprété par Hardy Krüger Jr.. Il ne doit pas être confondu avec Comix, fils du chef Tournedix dans Le Grand Fossé.

#### Uniprix
Uniprix (d'après l'enseigne Uniprix) est un marchand ambulant que l'on rencontre dans Obélix et compagnie.

### Les Gaulois de Lutèce
Cette section regroupe les Gaulois de Lutèce.

#### Amérix
Amérix (Amérique) est fabricant de serpes à Lutèce et cousin lointain d'Obélix, à qui il ressemble beaucoup, sauf qu'il a la taille d'Astérix. Il apparaît dans La Serpe d'or. Au début des années soixante, Astérix et Obélix furent les vedettes de deux trente-trois tours produits par la firme Festival dont l'un était l'adaptation de l'album La Serpe d'or, réalisé par Jacques Garnier et Gérard Barbier, Paul Préboist prêtait sa voix à Amérix et au récitant. Il est également connu à l'étranger sous le nom de Metallurgix en anglais, Talentix en allemand.

#### Avoranfix
Avoranfix (à vos rangs, fixe) est le lieutenant du chef des trafiquants de serpes à Lutèce, le préfet Gracchus Pleindastus (plein d'astuce). Avec ses vêtements romains, il est le premier représentant gallo-romain des aventures d'Astérix. Il apparaît dans La Serpe d'or. Il est également connu à l'étranger sous le nom de Navishtrix en anglais, Bossix en allemand, Paralympix en néerlandais, Avorangofix en italien.

#### Boxoffix
Boxoffix (box-office) est un acteur de théâtre de la Comédie-Gauloise (en référence à la Comédie-Française), qui joue sur la scène des Arènes de Lutèce. Il apparaît dans L'Iris blanc et prend les traits de l'acteur Jean Rochefort.

#### Brunococatrix
Brunococatrix (Bruno Coquatrix) est « Grand organisateur de spectacles à Lutèce ». Il est cité dans La Rose et le glaive

#### Cosmétix
Cosmétix (cosmétique) est un coiffeur pour dames que Maestria fait venir de Lutèce. Il apparaît dans La Rose et le glaive.

#### Diorix
Diorix (Dior) est un créateur de mode lutécien cité par Maestria dans La Rose et le Glaive.

#### Galantine
Galantine (galantine) est l'épouse d'Homéopatix. Elle apparaît dans Les Lauriers de César et L'Iris blanc. Elle n'a aucun rapport avec une autre Galantine, qu'Obélix embrasse sous le gui en croyant embrasser Falbala dans l'album Astérix et la Rentrée gauloise.

#### Goudurix
Goudurix (goût du risque), fils d'Océanonix et neveu d'Abraracourcix, est un adolescent branché et oisif de Lutèce, amateur de chars sportifs et de danse Monkix. Il est le héros de l'album Astérix et les Normands. Il est également connu à l'étranger sous le nom de Justforkix en anglais, Grautvornix en allemand, Hippix en néerlandais, Gudurix en espagnol, Menabotte en italien (Spaccaossix en la versione italienne du film Astérix et les Vikings), Skandaliks en polonais. Il est également le héros du film d'animation Astérix et les Vikings librement adapté de l'album Astérix et les Normands dans lequel il tombe amoureux d'Abba, fille du chef Viking Grossebaf, avant de se marier avec elle. C'est Lorànt Deutsch qui lui prête sa voix. Il est interprété par Vincent Lacoste dans le film Astérix et Obélix : Au service de sa Majesté. Il est le personnage principal dans les « Livres dont vous êtes le héros » basés sur l'univers d'Astérix. Des montagnes russes du Parc Astérix lui sont dédiées.

#### Herpès
Herpès (herpès, avec référence à la marque Hermès) est un créateur de mode lutécien dont le nom apparaît dans La Rose et le Glaive.

#### Homéopatix
Homéopatix (homéopathique) est le beau-frère lutécien d'Abraracourcix, et le grand frère de Bonemine. Il apparaît pour la première fois dans Les Lauriers de César. Il incarne tous les traits désagréables du Lutécien (Parisien) vis-à-vis du reste de la Gaule provinciale : antipathie qui existe encore aujourd'hui avec l'opposition Paris / province (« le reste de la Gaule, c'est bon que pour les sangliers » Les Lauriers de César). Lorsque Bonemine cite son nom en présence d'Abraracourcix celui-ci répond toujours « Homéopatix est un imbécile ». Il est mentionné dans l'album Le Devin par sa petite sœur Bonemine et dans le dessin animé Astérix et le Coup du menhir. Il apparaît une deuxième fois dans l'Iris Blanc quand Vicévertus emmène Bonemine à Lutèce.

#### Lentix
Lentix (lentisque) est l'homme de main d'Avoranfix et fait partie de sa bande de trafiquants de serpes. Il apparaît dans La Serpe d'or. Il est également connu à l'étranger sous le nom de Clovogarlix en anglais, Stupidix en allemand, Fitnix en néerlandais.

#### Macrobiotix
Macrobiotix (macrobiotique) est le restaurateur de l'auberge lutécienne Aux Divins Délices. Il est adepte de nouvelle cuisine et apparaît dans L'Iris blanc.

#### Océanonix
Océanonix (Oceano Nox, poème de Victor Hugo) : bien qu'il n'apparaisse pas dans les albums, on sait qu'Océanonix est le frère d'Abraracourcix et le père de Goudurix), et qu'il vit à Lutèce. Il a vaillamment combattu les Romains et a été l'un des artisans de la victoire de Gergovie. On le voit cependant dans le film Astérix et les Vikings où Luc Florian lui prête sa voix dans la version française. Il est cité dans Astérix et les Normands.

#### Premiéprix
Premiéprix (premier prix) est l'aide de camp de Retraitarix. Il accueillera le comité olympique à Lutèce. Il apparaît dans Lutèce olympique dans Astérix et la Rentrée gauloise. Il est également connu à l'étranger sous le nom de Prumiéprix en picard, Civilservix en anglais.

#### Retraitarix
Retraitarix (retraite à risque) est le « grand chef de la tribu des Parisii à Lutèce ». Son nom est cité dans Lutèce olympique éditée dans Astérix et la Rentrée gauloise. Il est également connu à l'étranger sous le nom de Raquafrix en picard, Partipolitix en anglais.

#### Saintgésix
Saingésix (Saintges, un ami de régiment d'Albert Uderzo) est marchand de vin à Lutèce. Son nom apparaît dans La Serpe d'or. Il est également connu à l'étranger sous le nom de Alcoholix en anglais, Bordorix en néerlandais, Sanix en italien.

### Les Gaulois Arvernes
Cette section regroupe les Gaulois Arvernes

#### Adictosérix
Adictosérix (addict aux séries) est un pisteur biturige (habitant du futur territoire du Berry) qui a servi et trahi Vercingétorix durant le siège d'Alésia, le menant à la défaite. Après que le chef a jeté les armes aux pieds de César, ce dernier le charge de retrouver le torque, signe de ralliement des Gaulois, porté par la fille de Vercingétorix, Adrénaline. Avec l'aide des Romains, il arrive à la capturer, mais il est mis en déroute par Astérix, Obélix et Idéfix, et le torque qu'il convoite tombe dans la mer. Aux dernières nouvelles, il était poursuivi par un requin pendant qu'il regagnait la côte à la nage en ruminant sa vengeance. Il est l'antagoniste principal de l'album La Fille de Vercingétorix.

#### Adrénaline
Adrénaline (adrénaline) est la fille de Vercingétorix. Elle est l'héroïne de l'histoire La Fille de Vercingétorix. Adolescente rebelle et fugueuse, elle est confiée au village gaulois par le FARC, Front Arverne de Résistance Checrète - avec l'accent arverne (voir Farc), le temps de trouver un bateau pour l'emmener à Londinium en Bretagne pour rallier les Gaulois afin de reconquérir la Gaule. En effet, en tant que fille du chef, elle a hérité de son torque qu'elle porte autour du cou, signe de ralliement de la résistance arverne. Mais elle fugue pendant son séjour au village à bord du navire pirate, traquée par le traître Adictosérix. Elle est sauvée par Astérix et Obélix au détriment du navire pirate et du torque qui coulent. De retour au village où les FARC sont revenus avec le bateau de Letitbix, elle renonce au combat et préfère s'en aller avec Letitbix vers une île lointaine dans les tropiques.

#### Alambix
Alambix (alambic) possède une auberge à Gergovie. Il y vend du vin et du charbon comme tous les autres habitants de sa rue. On le rencontre pour la première fois dans Le Bouclier arverne, comme l'un des détenteurs du fameux bouclier. On le retrouve dans Astérix en Corse, alors qu'il vient pour le banquet anniversaire de la victoire de Gergovie. Il n'a aucun rapport avec un autre Alambix, l'un des deux assistants gaulois du faux devin Prolix dans le film Astérix et Obélix contre César. Il est également connu à l'étranger sous le nom de Winesanspirix en anglais, Alkoholix en allemand, Droesemix en néerlandais, Amppelix en finnois.

#### Bainpublix
Bainpublix (Bains publics) est un Arverne. Il est le beau-frère d'Alambix et partage la même profession : marchand de vins et de charbon. Il apparaît dans Le Bouclier arverne

#### Diagnostix
Diagnostix (diagnostic) est un druide, ami de Panoramix. Il s'occupe de l'établissement thermal d'Aquae Calidae. Il apparaît dans Le Bouclier arverne.

#### Ipocalorix
Ipocalorix (hypocalorique) est un Arverne et fait partie du FARC (Front Arverne de Résistance Checrète). Il apparaît dans La Fille de Vercingétorix aux côtés de son second, Monolitix, avec qui il a élevé Adrénaline, la fille de Vercingétorix.

#### Monolitix
Monolitix (monolithique) est un Arverne et fait partie du FARC (Front Arverne de Résistance Checrète). La Fille de Vercingétorix aux côtés d'Ipocalorix, avec qui il a élevé Adrénaline, la fille de Vercingétorix.

#### Percaline
Percaline (percaline : un type d'étoffe) est hôtesse d'accueil dans la fabrique de roues de Lucius Coquelus située à Nemessos. . Elle apparaît dans Le Bouclier arverne.

#### Porquépix
Porquépix (porc-épic) est l'un des nombreux marchands de vin et charbon de Gergovie. Il apparaît dans Le Bouclier arverne. Il n'a aucun rapport avec un autre Porquépix, un habitant du village dans Astérix et les Normands. Il ne doit pas être confondu non plus avec Porc-Epix, vendeur de charcuteries sur le marché de Condate dans l'album Astérix et le chaudron.

#### Pronostix
Pronostix (pronostic) est un habitant de Gergovie qui vend du vin et du charbon, la même chose qu'Alambix : son nom se voit sur l'enseigne de son magasin et il est peut-être l'un des hommes qui se rencontrent chez Alambix p. 17. dans l'album Le Bouclier arverne. Il n'a aucun rapport avec un autre Pronostix, le druide gérant de l'établissement thermal de Borvo dans le même album Le Bouclier arverne. C'est d'ailleurs le seul nom donné à deux personnages qui apparaissent dans le même épisode.

#### Vercingétorix
Vercingétorix, personnage historique, est l'ancien possesseur du Bouclier arverne. Il apparaît pour la première fois dans une case d'Astérix le Gaulois où il jette ses armes aux pieds de César tout en conservant sa dignité de chef après la défaite d'Alésia scellant la mainmise de Rome sur la Gaule. La même scène est reprise dans Le Bouclier arverne lors du résumé du destin du bouclier. Il réapparaît une troisième fois dans les souvenirs de César dans l'album Le Domaine des dieux où il se rend de nouveau après le siège d'Alésia, mais cette fois dans une attitude beaucoup plus soumise car César ne veut pas avouer à ses conseillers la vérité sur l'humiliation qu'il a subie : Vercingétorix a jeté ses armes non pas à ses pieds, mais SUR ses pieds. Il réapparait en flash back dans l'album La Fille de Vercingétorix où il avait confié à sa fille Adrénaline le torque pour un éventuel ralliement de la Gaule contre les Romains. On apprendra qu'il a été trahi par Adictosérix conduisant à la défaite à Alésia.

### Les Belges
Ils sont les habitants de la Gaule belgique, territoire correspondant à la Belgique et au Luxembourg actuels ainsi qu'aux régions françaises actuelles du Nord-Pas-de-Calais, de Picardie, de Champagne-Ardenne, de Lorraine et d'Alsace. Faisant partie de la Gaule, ils portent des noms se finissant en -ix. Ils sont reconnaissables à leur alimentation, à leur tour de taille et à leur stratégie (foncer dans le tas). En dehors bien entendu d'Astérix chez les Belges, ils apparaissent dans divers autres albums : Astérix et les Goths avec le druide Septantesix, Le Domaine des Dieux où ils interprètent même leur hymne national La Brabançonne et parmi les galériens de La Galère d'Obélix.

#### Amoniake
Amoniake (ammoniac) est une paysanne belge, assez douée pour la dentelle (et donc sans doute de Bruxelles). Elle est l'épouse de Boetanix et la mère de Manneken.

#### Boetanix
Boetanix (botanique, du nom d'un célèbre jardin bruxellois) est un paysan belge, mari d'Amoniake et père de Manneken.

#### Gueuselambix
Gueuselambix (gueuze lambic, type de bière belge) est l'un des deux chefs du village belge qu'Astérix, Obélix et Abraracourcix doivent « défier » pour montrer à César qui sont les plus braves. Il est Nervien. Il est également connu à l'étranger sous le nom de Beefix en anglais, Stellartoix en allemand, Gueusealambix en espagnol et Vandendomme en néerlandais.

#### Madamboevarix
Madamboevarix (Madame Bovary, héroïne d'un roman de Gustave Flaubert) est un guerrier belge suession.

#### Maelenkolix
Maelenkolix (mélancolique) est un guerrier belge bellovaque.

#### Manneken
Manneken (« petit homme » en flamand, cf le Manneken Pis) est un jeune garçon belge. Fils des paysans Boetanix et Amoniake, il boirait de la bière en cachette selon les dires de son père – ce qui lui donne envie d'uriner. Il ne doit pas être confondu avec Mannekenpix, cuisinier belge dans le film Les Douze Travaux d'Astérix.

#### Mouléfix
Mouléfix (Moules et frites) est un Belge engagé volontaire dans la Légion romaine, dans la même centurie qu'Astérix et Obélix. Sa coupe de cheveux rappelle celle de Tintin. Il apparaît dans Astérix légionnaire.

#### Nicotine
Nicotine (nicotine) est l'épouse de Gueuselambix et la caricature d'Annie Cordy.

#### Nonantesix
Nonantesix (nonante-six : 96 en français de Belgique et de Suisse) est un aurige belge qui participe à la course Transitalique dans Astérix et la Transitalique.

#### Vandeuléflix
Vandeuléflix (vingt-deux les flics) est un guerrier belge éburon.

#### Vanendfaillevesix
Vanendfaillevesix (de l'anglais avec un fort accent belge : one and five six), le jeu de mots peut potentiellement concerner la ville de Vannes, dans le Morbihan, département 56, se disant « Vannes en fiv-six », ou un van, véhicule courant en Belgique, immatriculé 56 d'où « Van en five-six » est l'autre chef du village, comme pour caricaturer la présence de deux communautés (Wallons et Flamands) au sein d'un même État. Il est Ménapien. Il est connu à l'étranger sous le nom de Brawnix en anglais, Egmontix en allemand, Vanerix en néerlandais, Vancomolóquix en espagnol.

#### Vendécosmétix
Vendécosmétix (vend des cosmétiques) est un guerrier belge ménapien.

### Les druides
Cette section regroupe les druides (principalement gaulois et belges) qui apparaissent au cours des différentes aventures d'Astérix et Obélix.

#### Amnésix
Amnésix (amnésique) est le druide qu'Abraracourcix appelle pour soigner Panoramix dans Le Combat des chefs. Il est également connu à l'étranger sous le nom de Psychoanalytix en anglais, Anjovix en néerlandais.

#### Apollosix
Apollosix (Apollo 6) est le druide qui rédige l'horoscope paraissant dans L'Écho de Condate. Son nom (ainsi que l'un des horoscopes qu'il a écrits) est cité dans Le Papyrus de César.

#### Archéoptérix
Archéoptérix (archaeopteryx) est le druide gardien du secret de la connaissance des Gaulois, qu'il grave dans sa mémoire afin de la transmettre aux nouvelles générations par tradition orale. Il vit dans la forêt des Carnutes et a été le maître de Panoramix lorsque celui-ci étudiait le druidisme. Il apparaît dans Le Papyrus de César.

#### Barométrix
Barométrix (barométrique) est un druide. C'est l'inventeur du système permettant de réduire les potages et les marmites en poudre. Il le présentera au concours du meilleur druide de la forêt des Carnutes. Il apparaît dans Astérix et les Goths. Il est également connu à l'étranger sous le nom de Suffix en anglais, Praktifix en allemand, Aerobix en néerlandais.

#### Boufiltre
Boufiltre (bout filtre) est l'assistante du druide Amnésix. Elle apparaît dans Le Combat des chefs. Bien qu'étant gauloise, elle est une des rares à ne pas avoir un nom finissant par "-ine": c'est une "Gauloise" (cigarette) bout-filtre. Elle est aussi connue sous le nom de Bicarbonatofsoda (Bicarbonat of soda), en anglais, Gibtermine, en allemand (donne des rendez-vous), Boelimia, en néerlandais.

#### Cicatrix
Cicatrix (cicatrice) est un druide. C'est l'inventeur de la potion permettant de faire pousser instantanément des fleurs. Il la présente au concours du meilleur druide de la forêt des Carnutes. Il apparaît dans Astérix et les Goths. Il est également connu à l'étranger sous le nom de Botanix en anglais, Florix en allemand, Potpourrix en néerlandais.

#### Diagnostix
Diagnostix (diagnostic) est un druide, ami de Panoramix. Il s'occupe de l'établissement thermal d'Aquae Calidae. Il apparaît dans Le Bouclier arverne.

#### Gasdechix
Gasdechix (gaz de schiste) est un druide gaulois, ancien camarade de classe de Panoramix. Il est parfois druide de garde dans la forêt des Carnutes. Il apparaît dans Le Papyrus de César.

#### Informatix
Informatix (informatique) est un druide présent à la réunion annuelle des druides à la forêt des Carnutes dans Le Devin. Il a appris à Panoramix des choses très intéressantes sur l'avenir des druides.

#### Mac Robiotik
Mac Robiotik (macrobiotique) est le druide picte du clan Mac Oloch dans Astérix chez les Pictes.

#### Patologix
Patologix (pathologique) est le druide du village d'Ocatarinetabellatchitchix. Il ne cueille pas le gui avec une serpe d'or comme Panoramix, il attend que le gui tombe. Il apparaît dans Astérix en Corse.

#### Préfix
Préfix (préfixe) est un druide. C'est l'inventeur de la poudre qui fait pleuvoir. Il la présente au concours du meilleur druide de la forêt des Carnutes. Il apparaît dans Astérix et les Goths. Il est également connu à l'étranger sous le nom de Barometrix en allemand.

#### Pronostix
Pronostix (pronostic) est le druide gérant de l'établissement thermal de Borvo dans l'album Le Bouclier arverne. Il n'a aucun rapport avec un autre Pronostix, un habitant de Gergovie qui vend du vin et du charbon, dans le même album Le Bouclier arverne. C'est d'ailleurs le seul nom donné à deux personnages qui apparaissent dans le même épisode.

#### Pyrotecnix
Pyrotecnix (pyrotechnique) est habituellement le druide de garde dans la forêt des Carnutes. Il apparaît dans Le Papyrus de César.

#### Septantesix
Septantesix (septante-six : 76 en français de Belgique) est un druide. C'est l'inventeur d'une potion qui rend insensible à la douleur. Il la présente au concours du meilleur druide de la forêt des Carnutes. Il apparaît dans Astérix et les Goths. Il apparaît également dans le jeu vidéo Astérix et Obélix XXL 2 : Mission Las Vegum (Las Vegas) où il est l'un des trois druides réunis avec Panoramix dans la forêt des Carnutes qui est enlevé par les Romains. Un druide gaulois lui ressemblant apparaît dans le jeu vidéo suivant Astérix aux Jeux olympiques, mais il est nommé Formadivix, de même que dans le film d'animation Astérix : Le Secret de la potion magique sous le nom d'Atmosférix. Il est également connu à l'étranger sous le nom de Valueaddedtax en anglais, Spürnix en allemand, Settantasix en italien, Setentaisix en espagnol, Mannekepix en néerlandais.

### Autres Gaulois

#### Acidcloridrix
Acidcloridrix (acide chlorhydrique) est un espion gaulois au service de Jules César en Tunisie. Son nom de code est HCL (HCl étant la formule chimique de l'acide chlorhydrique). Il apparaît dans l'album Astérix légionnaire. Il apparaît dans le jeu vidéo Astérix et Obélix XXL en tant que meilleur espion de Jules César renvoyé par celui-ci après sa victoire sur le village gaulois. Il va donc venir en aide à Astérix et Obélix tout au long de l'aventure pour leur donner des conseils et les aider à retrouver leurs amis capturés et avoir sa revanche. Il n'est pas nommé dans le jeu, mais il est reconnaissable et inspire le personnage de Sam Fichaure qui tiendra le même rôle dans les jeux vidéo Astérix et Obélix XXL 2 : Mission Las Vegum et Astérix aux Jeux olympiques.

#### Acidenitrix
Acidenitrix (acide nitrique) est le conseiller du chef Ségrégationnix. Il est peut-être atteint de triméthylaminurie à cause de sa fâcheuse tendance à sentir le hareng. Physiquement, son visage ressemble d'ailleurs à un poisson. C'est parfois un traître et il n'a pas hésité à pactiser avec les Romains ou à enlever Fanzine, n'agissant que pour servir ses intérêts. Il apparaît dans Le Grand Fossé. Il est également connu à l'étranger sous le nom de Codfix en anglais, Greulix en allemand, Arsenicummix en néerlandais, Pichonporix (pichon pori, poisson pourri) en picard, Acidonix en italien, Anabolix en finnois.

#### Angine
Angine (angine) est l'épouse d'Orthopédix. Elle apparaît dans Le Cadeau de César. Elle a une fille : Zaza, et une soeur à Lutèce, qui a épousé un Lutécien appelé Dithyrambix, ce qui la rapproche de Bonemine.

#### Aniline
Aniline (aniline) est la nourrice de Fanzine. Elle apparaît dans Le Grand Fossé. Elle est également connue à l'étranger sous le nom de Angelica en anglais, Grüblerine en allemand, Anilina en espagnol, Neulémine (Nœux-les-Mines) en picard.

#### Aplusbégalix
Aplusbégalix (A+B=X) est le chef du village gallo-romain de Sérum. Il défie Abraracourcix dans Le Combat des chefs. Il est également connu à l'étranger sous le nom de Cassius Ceramix en anglais, Augenblix en allemand, Nogalfix en néerlandais, Elpiubelgalix en italien, Prorromanix en espagnol, Apluzbeiks en serbe.

#### Asthmatix
Asthmatix (asthmatique) est l'ancien chef du village coupé en deux et dirigé par Ségrégationnix et Tournedix. Il est cité dans Le Grand Fossé. Il est également connu à l'étranger sous le nom de Assapix (assapi, « assoiffé ») en picard.

#### Beaufix
Beaufix (beau fixe ou beau-fils) est le chef clandestin de Lugdunum. Il est également invité au village gaulois dans Astérix en Corse pour fêter l'anniversaire de la bataille de Gergovie. Il apparaît pour la première fois dans Le Tour de Gaule d'Astérix. Il est également connu à l'étranger sous le nom de Jellibabix en anglais, Schönfix en allemand, Jansix en néerlandais, Pépix en espagnol, Figliastrix en italien.

#### Berlix
Berlix (Berlitz) est professeur de langues vivantes (à savoir le latin) dans le village de Sérum. Il apparaît dans Le Combat des chefs.

#### Catédralgotix
Catédralgotix (cathédrale gothique) est un élève du professeur Berlix. Il apparaît dans Le Combat des chefs.

#### Comix
Comix (comics) est le fils du chef Tournedix dans Le Grand Fossé, c'est le « Roméo » de cette parodie du chef-d'œuvre de Shakespeare. Il devient le chef du village du grand fossé à la fin de l'album. Il est également connu à l'étranger sous le nom de Histrionix en anglais, Grünix en allemand, Fonsix (Alphonse, le héros de Léopold Simons) en picard. Il ne doit pas être confondu avec Tragicomix, le fiancé de la belle Falbala dans l'album dans Astérix légionnaire.

#### Coriza ou Zaza
Coriza (coryza), souvent surnommée Zaza, est la fille d'Orthopédix et d'Angine. Elle n'est pas à l'aise dans le village des irréductibles et ne souhaite que rentrer à Lutèce. Obélix en tombe amoureux, mais c'est Astérix que Zaza préfère à la suite de son duel avec Roméomontaigus (Roméo et Juliette, Roméo Montaigu). Elle apparaît dans Le Cadeau de César. Elle est aussi connue sous le nom de Influenza, en anglais, Zechine (Zechi), en allemand.

#### Pierre Decoubertix
Pierre Decoubertix (Pierre de Coubertin) est un athlète gaulois qui remporta les Jeux olympiques en Grèce un siècle avant les aventures d'Astérix. C'est le premier athlète non grec à avoir été couronné par les lauriers de la victoire. Son nom est cité dans Lutèce olympique publiée dans Astérix et la Rentrée gauloise. Il est également connu sous le nom de Pierre Edcoubertix en picard.

#### Dithyrambix
Dithyrambix (dithyrambique) est le beau-frère d'Orthopédix. Il est à Orthopédix ce que Homéopatix est à Abraracourcix. Il est cité dans Le Cadeau de César.

#### Doublepolémix
Doublepolémix (double polémique) est un colporteur de nouvelles et correspondant à Rome du Matin de Lutèce. C'est lui qui apporte à Astérix et ses amis le passage manquant du livre La Guerre des Gaules de César, qui parle du village d'Astérix et de ses amis. C'est une caricature de Julian Assange. Il apparaît dans Le Papyrus de César.

#### Éponine
Éponine (éponine) est vendeuse de coquillages et de poissons à Massilia. Elle est l'épouse de César Labeldecadix. Éponine peut être une référence à un personnage du roman de Victor Hugo Les Misérables. Elle apparaît dans Le Tour de Gaule d'Astérix. Elle est également connue à l'étranger sous le nom de Hydrophobia en anglais, Minna en allemand, Anorexia en néerlandais.

#### Fanzine
Fanzine (fanzine) est la fille du chef Ségrégationnix dans Le Grand Fossé, c'est la « Juliette » de cette parodie du chef-d'œuvre de Shakespeare Roméo et Juliette. Elle est également connue à l'étranger sous le nom de Melodrama en anglais, Grienoline en allemand, Zulmine (Zulma, l'héroïne de Léopold Simons) en picard.

#### Goscinnyrix
Goscinnyrix (René Goscinny) est la caricature de René Goscinny, scénariste de la série, avec le corps d'Astérix. Il apparaît avec Uderzorix dans une caricature où est inscrite la phrase latine Vis comica, « force comique ». Cette image a été utilisée par l'éditeur de la série en frontispice des albums. La même illustration est reprise dans l'album Astérix et la Rentrée gauloise (histoire Les Auteurs en scène), puis comme affiche d'un film mettant en scène Astérix et Obélix dans L'anniversaire d'Astérix et Obélix - Le Livre d'or, dans les pensées d'Éléonoradus. Dans le même album, leurs noms sont aussi utilisés dans les songes de Gélatine (mais sans l'image).

#### Industrichimix
Industrichimix (industrie chimique) est un enfant ayant perdu ses parents dans l'affluence de la fête foraine créée spécialement pour le combat entre Abraracourcix et Aplusbégalix. Il attend ses parents à la garderie. Il apparaît dans Le Combat des chefs.

#### César Labeldecadix
César Labeldecadix (La Belle de Cadix) est le tenancier de « La Taverne des Nautes » à Massilia. On le retrouve dans Astérix en Corse, alors qu'il vient pour le banquet anniversaire de la victoire de Gergovie. Il apparaît sous les traits de Raimu pour la première fois dans Le Tour de Gaule d'Astérix. Il est également connu à l'étranger sous le nom de César Drinklikafix en anglais, Cäsar Kneipix en allemand, César Grandprix en néerlandais, Cesar Labelladecadix en italien

#### Letitbix
Letitbix (Let It Be, chanson des Beatles) est un jeune capitaine qui transporte des graines de fleurs d'îles en îles. Il est engagé par les FARC (Front Arverne de Résistance Checrète, avec l'accent arverne!) pour les faire passer avec la fille de Vercingétorix, Adrénaline, en Bretagne. Mais cette dernière refuse de continuer le combat et sympathise avec le marin : ils s'en vont naviguer vers une île lointaine sous les tropiques. Il apparaît dans La Fille de Vercingétorix.

#### Maestria
Maestria (maestria) est le barde féminin qui prendra la place d'Assurancetourix, mais qui aidera finalement les villageois à combattre une légion romaine féminine dans La Rose et le glaive. Elle est aussi connue sous le nom de Bravura, en anglais, Magistra, en espagnol.

#### Odalix
Odalix (odalisque) est un habitant d'Aginum, patron de l'auberge à son nom, qui trahit Astérix et Obélix et essaie de les livrer aux Romains. Il apparaît dans Le Tour de Gaule d'Astérix. Il est également connu à l'étranger sous le nom de Uptotrix en anglais, Appendix en néerlandais.

#### Orthopédix
Orthopédix (orthopédique) est un aubergiste à Aurasio, il hérite du cadeau de César bien qu'il n'en soit pas le destinataire ; il se voit donc contraint par son épouse Angine de défier Abraracourcix pour devenir chef du village. Il a une fille : Zaza. Il tient l'unique auberge du village et est le voisin d'Ordralfabétix dans Le Cadeau de César. Il est la caricature d'André Alerme. Il est également connu à l'étranger sous le nom de Orthopaedix en anglais, Orthopädix en allemand, Appendix en néerlandais.

#### Périférix
Périférix (périphérique) est un esclave gaulois détenu chez les Vikings. Il apparaît dans La Grande Traversée. Il ne doit pas être confondu avec Périféric, guerrier goth participant à l'enlèvement de Panoramix dans la forêt des Carnutes dans l'album Astérix et les Goths.

#### Plaintcontrix
Plaintcontrix (plainte contre X) tient un restaurant face au cirque Maxime à Rome. Il apparaît pour la première fois dans Astérix gladiateur. Il sera invité au village gaulois dans Astérix en Corse pour fêter l'anniversaire de la bataille de Gergovie. Il est également connu à l'étranger sous le nom de Instantmix en anglais, Zwezerix en néerlandais, Jabalix en espagnol, Querelcontrix en italien. Il ne doit pas être confondu avec Plaintecontrix, druide dans le film Astérix et Obélix contre César.

#### Quatrédeusix
Quatrédeusix (quatre et deux, six) trahit Astérix et Obélix en les dénonçant aux Romains. Il habite près de Divodorum. Il est possible qu'il soit cousin avec le Ménapien Vanendfaillevesix. Il apparaît dans Le Tour de Gaule d'Astérix. Il est également connu à l'étranger sous le nom de 'Unpatriotix en anglais, Heuchlerix en allemand, Salamitactix en néerlandais, Cuadrix en espagnol, Centotredix en italien, Narigudix en portugais.

#### Racinecubix
Racinecubix (racine cubique) est un garde dans le village du Grand Fossé. Il apparaît dans Le Grand Fossé. Il est également connu sous le nom de Grodégordix (gros dégordi, gros dégourdi) en picard.

#### Ségrégationnix
Ségrégationnix (ségrégationniste) est le chef de la moitié droite du village au Grand Fossé, et le père de Fanzine. Il apparaît dans Le Grand Fossé. Il est également connu à l'étranger sous le nom de Majestix en anglais, Grobianix en allemand, Desséparatix (desséparer, séparer) en [Quoi ?].

#### Soutienlogistix
Soutienlogistix (soutien logistique) est un régisseur de spectacle qui apparaît dans les songes de Gélatine. Il mettrait en scène le spectacle d'Obélix. Son nom apparaît donc dans L'anniversaire d'Astérix et Obélix - Le Livre d'or.

#### Théorix
Théorix (théorique) est un habitant du village au Grand Fossé. Comme il n'a pu se décider pour le parti d'un des deux chefs, sa hutte se trouve au-dessus du fossé. Il apparaît dans Le Grand Fossé. Il est également connu à l'étranger sous le nom de Quoctindix (quo qu't'in dis?, « qu'est-ce-que tu en dis ? ») en picard. Il ne doit pas être confondu avec Théoric, un guerrier goth dans l'album Astérix et les Goths.

#### Tournedix
Tournedix (tourne disque) est le chef de la moitié gauche du village au Grand Fossé. Il est également le père de Comix. Il a combattu à Gergovie avec Abraracourcix. Il apparaît dans Le Grand Fossé. Il est également connu à l'étranger sous le nom de Cleverdix en anglais, Griesgramix en allemand, Tocadiscx en espagnol, Chétoutamix (ch'est toute à mi, « tout est à moi ») en picard.

#### Uderzorix
Uderzorix (Albert Uderzo) est la caricature d'Albert Uderzo, dessinateur de la série, avec le corps d'Obélix. Il apparaît avec Goscinnyrix dans une caricature où est inscrite la phrase Vis comica,"force comique". Cette image a été utilisée par l'éditeur de la série en frontispice des albums. La même illustration est reprise dans l'album Astérix et la Rentrée gauloise (histoire Les Auteurs en scène), puis comme affiche d'un film mettant en scène Astérix et Obélix dans L'anniversaire d'Astérix et Obélix - Le Livre d'or, dans les pensées d'Éléonoradus. Dans le même album, leurs noms sont aussi utilisés dans les songes de Gélatine (mais sans l'image).

#### Zérozérosix
Zérozérosix (006, allusion à James Bond 007) est un druide gaulois ayant raté six fois l'examen pour être druide. À la septième fois, les examinateurs ont décidé de lui accorder sa licence. Il travaille comme espion au service des Romains. On le trouve dans l'album L'Odyssée d'Astérix. Il communique par une mouche voyageuse, qui a d'ailleurs la fâcheuse habitude d'atterrir dans les potages. Il a inventé le char en boîte et cherche comment plier les chevaux pour les mettre dans cette boîte. Dans l'Odyssée d'Astérix, il veut prendre le commandement de Rome. Il s'agit d'une caricature de Sean Connery qui a personnifié à plusieurs reprises l'agent secret James Bond connu sous le matricule 007. Il fait d'ailleurs référence à la nationalité de l'acteur quand il verse à Panoramix une liqueur de grain distillée en Calédonie (Écosse ancienne). Il est également connu à l'étranger sous le nom de Dubbelosix en anglais, Nullnullsix en allemand, Nulnulnix en néerlandais, Ceroceroseix en espagnol, Zerozeroseix en italien.

## Romains
Les Latins, habitants de la ville de Rome et de sa région, le Latium, se sont mélangés avec les Sabins. Dans les aventures d'Astérix, le terme « Romains » semble s'appliquer aux habitants de toute l'Italie actuelle qui, à cette époque, avaient étendu leur domination sur une grande partie du bassin méditerranéen. Cependant, dans l'album Astérix et la Transitalique, il est précisé que, comme dans la réalité, cette Italie est divisée (le peuple Vénète entre autres, est mentionné) et que César a bien du mal à la maintenir unie. Malgré cela, la plus grande partie de la péninsule est, en -50, considérée comme largement « romanisée ».

### Garnisons des quatre camps retranchés autour du village
En raison des relèves régulières dans les camps romains, les personnages formant les garnisons changent très régulièrement.

#### Absolumentexclus
Absolumentexclus (absolument exclus) est centurion au camp retranché de Babaorum dans Obélix et compagnie. Sa centurie servira de cadeau d'anniversaire pour Obélix.

#### Caius Aérobus
Caius Aérobus (aérobus) est le centurion commandant le camp retranché d'Aquarium et apparaît sous les traits de Lino Ventura dans La Zizanie. Il est également connu à l'étranger sous le nom de Felix Platypus, en anglais.

#### Antivirus
Antivirus (antivirus) est un légionnaire romain du camp de Babaorum, chargé de la relève des pigeons. Il apparaît dans Le Papyrus de César. Il n'a aucun rapport avec un autre Caius Antivirus, jeune centurion dans le film Astérix et Obélix : mission Cléopâtre d'Alain Chabat.

#### Arrédebus
Arrédebus (arrêt de bus) est un légionnaire en patrouille dans Astérix et les Normands.

#### Asparagus
Asparagus (asparagus) est un légionnaire du camp retranché de Babaorum chargé de guetter le village gaulois en l'absence d'Astérix, Obélix et Panoramix dans Le Papyrus de César. Cette « asperge » est camouflée en sapin.

#### Avantipopulus
Avantipopulus (avanti popolo, « en avant le peuple » en italien) est le centurion du camp retranché de Petibonum dans Le ciel lui tombe sur la tête.
 Biscornus (biscornu) est le centurion qui a précédé Absolumentexclus au camp retranché de Babaorum dans Obélix et compagnie. Sa seule occupation dans le camp : attendre la relève. Il est également connu à l'étranger sous le nom de Scrofulus en anglais, Beifus en allemand, Disparatus en espagnol, Zoïssetus en néerlandais.

#### Caius Bonus
Caius Bonus (bonus) est le centurion du camp de Petibonum dans Astérix le Gaulois. Il cherche à connaître le secret de la force des Gaulois, d'abord pour les vaincre, puis pour prendre la place de César. Mais Astérix et Panoramix se joueront de lui en lui faisant boire, ainsi qu'à sa garnison, une potion qui fait pousser barbe et cheveux à grande vitesse, et ils révèleront son plan à César lorsque ce dernier débarquera à Petibonum. En punition, le général le bannira avec ses hommes vers la Mongolie inférieure. Caius Bonus apparaît dans le dessin-animé Astérix le Gaulois, Pierre Tornade lui prête sa voix. Il est joué par Jean-Pierre Castaldi dans le film Astérix et Obélix contre César et Asterix aux Jeux Olympiques. Il est également connu à l'étranger sous le nom de Crismus Bonus, en anglais.

#### Claudius Bouilleurdecrus
Claudius Bouilleurdecrus (bouilleur de crus) est un légionnaire romain qui, arrivé au terme de son service militaire, recevra un terrain à Nicae dans Le Cadeau de César. Mais il préfère se réengager dans la légion et est muté au camp de Laudanum en tant qu'optione.

#### Calamitus
Calamitus (calamité) est décurion au camp de Babaorum avant d'être promu centurion dans Marmaille et Pagaille. Il est marié et a des enfants, dont Rébus, qui se lieront d'amitié avec les enfants du village gaulois voisin.

#### Claudius Cornedurus
Claudius Cornedurus (corne d'urus) est un légionnaire du camp d'Aquarium sélectionné pour représenter Rome aux Jeux olympiques. Il sera par la suite promu centurion par César après avoir rapporté la palme d'or qu'Astérix lui a donnée dans Astérix aux Jeux olympiques. Dans le film issu de cet album, Astérix aux Jeux olympiques c'est Jérôme Le Banner qui joue son rôle. Il apparaît également dans le jeu vidéo Astérix aux Jeux olympiques, l'adaptation du film. C'est aussi un personnage jouable dans le mode olympique.

#### Cornemus
Cornemus (cornemuse) est décurion au camp de Babaorum avant d'être promu centurion dans Marmaille et Pagaille. Il est marié et a des enfants, dont Caïus, qui se lieront d'amitié avec les enfants du village gaulois voisin.

#### Deprus
Deprus (de Prusse) est légionnaire dans le camp fortifié d'Aquarium dans Astérix aux Jeux olympiques. Comme il est nouveau, les autres légionnaires l'appellent le bleu, ce qui produit un nouveau jeu de mots « bleu Deprus » (Bleu de Prusse).

#### Caius Faipalgugus
Caius Faipalgugus (fais pas l'gugusse) est centurion au camp retranché de Petibonum dans Le Devin. Persuadé par ce dernier qu'il montera en grade, (et prendra peut-être la place de César), il sera dégradé au rang de simple légionnaire à la fin de l'histoire. Caïus Faipalgugus apparaît (sans être nommé précisément) dans le dessin animé Astérix et le Coup du menhir, qui adapte en partie les événements de l'album Le Devin. Il y est interprété par Roger Lumont. Dans l'adaptation animée de l'album Astérix chez les Bretons, le personnage du Général Motus (interprété par Nicolas Silberg) ressemble étrangement à Faipalgugus sur le plan physique. C'est également le cas pour le centurion dans Astérix et les Indiens, ayant tous deux une forte ressemblance, bien que celui du dessin animé ne soit pas explicitement nommé et emploie souvent des mots italiens. Il y est doublé en français par Yves Pignot. L'adaptation du dessin animé en livre nomme le personnage Trolleybus.

#### Fercorus
Fercorus (faire chorus) est centurion du camp de Babaorum dans Astérix en Hispanie.

#### Lucius Fleurdelotus
Lucius Fleurdelotus (fleur de lotus) est l'inspecteur général envoyé par Jules César qui fera construire une palissade autour du village gaulois dans Le Tour de Gaule d'Astérix. Il est également connu à l'étranger sous le nom de Overanxius en anglais, Lucius Nichtsalsverdrus en allemand, Lucius Finessus en néerlandais.

#### Gazpachoandalus
Gazpachoandalus (gaspacho andalou) est centurion du camp retranché de Babaorum dans Astérix en Corse. Il n'a aucun rapport avec un autre Caius Gaspachoandalus, général romain dans le film Astérix et Obélix : mission Cléopâtre.

#### Justodessus
Justodessus (juste au-dessus) est décurion au camp de Babaorum avant d'être promu centurion dans Marmaille et Pagaille. Il est marié et a des enfants qui se lieront d'amitié avec les enfants du village gaulois voisin.

#### Langélus
Langélus (l'angélus) est centurion au camp retranché de Babaorum dans Le Combat des chefs.

#### Caius Marchéopus
Caius Marchéopus (marché aux puces) est légionnaire dans le camp fortifié de Petibonum dans Astérix le Gaulois. Il garde la tente où est détenu Panoramix au moment où Astérix y pénètre, puis part chercher du renfort auprès de Caius Bonus. Il est également connu à l'étranger sous le nom de Caius Flebitus en anglais, Gaius Barfus en allemand, Caius Capitopus en espagnol, Gaius Nogalwidus en néerlandais, Caius Feiradaladracapus en portugais.

#### Caligula Minus
Caligula Minus (minus) est légionnaire dans le camp fortifié de Petibonum dans Astérix le Gaulois. Il est désigné volontaire pour espionner les Gaulois afin de découvrir le secret de leur force. il se déguise en Gaulois, sous le nom de Caliguliminix, et réussit sa mission même s'il est accidentellement démasqué par Astérix. Il apparaît dans le dessin animé Astérix le Gaulois, Roger Carel lui prête sa voix. Il est également connu à l'étranger sous le nom de Caligula Mincucelus, en néerlandais. Il n'a aucun rapport avec un autre Hercules Minus, marchand d'amphores cité dans le film Les Douze Travaux d'Astérix.

#### Montladsus
Montladsus (monte là-dessus) est un légionnaire particulièrement petit dans le camp retranché d'Aquarium dans La Zizanie.

#### Tullius Mordicus
Tullius Mordicus (mordicus) est centurion au camp retranché d'Aquarium. Il est également l'entraîneur de Cornedurus dans Astérix aux Jeux olympiques. Dans le film du même nom, il change d'apparence et de grade, devenant centurion de la garde prétorienne de Brutus, il est joué par Alexandre Astier mais il est appelé seulement Mordicus. Il est également connu à l'étranger sous le nom de Tullius Borricus en espagnol. Il n'a aucun rapport avec un autre Mordicus, légionnaire dans le film Astérix et Obélix : mission Cléopâtre.

#### Gracchus Nenjetépus
Gracchus Nenjetépus (n'en jetez plus) est Centurion du camp de Petibonum, on le retrouve dans Astérix gladiateur et Le Tour de Gaule d'Astérix. Seul centurion à apparaître dans deux aventures à la suite, il est le premier Romain à assister au banquet final avant le questeur Malosinus. Il est également connu à l'étranger sous le nom de Gracchus Armisurplus en anglais, Gracchus Grutjus en néerlandais, Graco Linus en espagnol, Gracchus Nontelopus en italien.

#### Tullius Octopus
Tullius Octopus (octopus) est légionnaire dans le camp fortifié de Petibonum dans Astérix le Gaulois. Il est chargé de capturer Panoramix et d'apporter des fraises. Il réussit ses deux missions et obtient deux permissions pour aller à Rome voir les jeux du cirque. Il n'est plus revu par la suite, il ne sera donc pas impliqué dans le complot de son maître et ne sera pas banni vers la Mongolie Inférieure avec le reste de ses camarades.

#### Olibrius
Olibrius (olibrius) est un jeune légionnaire en patrouille dans Astérix et les Normands. Il apparait également dans le dessin animé qui en est adapté, Astérix et les Vikings, où il est doublé par Stéphane Fourreau dans la version française. Il n'a aucun rapport avec un autre Olibrius, chef de la garde personnelle de Jules César dans le film Astérix et Obélix contre César.

#### Oranjajus
Oranjajus (orange à jus) est un légionnaire du camp retranché de Babaorum dans L'Iris blanc.

#### Oursenplus
Oursenplus (jeu de mots avec ours en peluche), est centurion du camp retranché d'Aquarium dans Le Domaine des dieux. Le jeu de mots sur son nom fonctionne en prononçant le -s final en -ch, mais n'est pas utilisé comme tel dans l'album comme c'était le cas dans l'album Le bouclier Arverne où l'accent local (auvergnat) jouait sur cette prononciation. Il apparaît également dans le film d'animation qui en est adapté, Astérix : Le Domaine des dieux où il est doublé par Alexandre Astier, co-réalisateur du film. Il est également connu à l'étranger sous le nom de Plantigradus en espagnol.

#### Perclus
Perclus (perclus) est l'aide de camp de Langélus dans Le Combat des chefs.

#### Plutoqueprévus
Plutoqueprévus (plus tôt que prévu) est légionnaire dans le camp fortifié de Babaorum. Il reçoit une marmite sur la tête durant une patrouille et est forcé d'aller espionner le village gaulois dans Le Combat des chefs, caché dans un tronc d'arbre. Il sera adopté par un hibou, charmé par un arbre qui parle, bouge et sent le poisson.

#### Julius Pompilius
Julius Pompilius (d'après Numa Pompilius) est légionnaire dans le camp fortifié de Petibonum dans Astérix le Gaulois. Il est également connu à l'étranger sous le nom de Julius Pompus en anglais, Julius Malus en néerlandais.

#### Claudius Prenlomnibus
Claudius Prenlomnibus (prend l'omnibus) est le stratège romain à l'origine de la centurie composée de femmes dans La Rose et le glaive. En espagnol, il s'appelle Claudius Cogeláutobus [coge el autobús  (« prends l'autobus »).

#### Claudius Quintilius
Claudius Quintilius (sur le radical de quintus, « cinquième » en latin, ou d'après Quintillus) est légionnaire dans le camp fortifié de Petibonum dans Astérix le Gaulois. Il est également connu à l'étranger sous le nom de Carolus Stachus, en allemand. Il n'a aucun rapport avec un autre Quintilius, centurion en patrouille à Camaracum dans Le Tour de Gaule d'Astérix.

#### Marcus Sacapus
Marcus Sacapus (sac à puces) est l'aide de camp de Caius Bonus dans le camp fortifié de Petibonum dans Astérix le Gaulois. Il est aussi fourbe et sans scrupules que son chef qui l'entraîne dans sa course au trône de Jules César. Son rôle : souffre-douleur. À la fin de l'histoire, Astérix le torture, en le tirant par sa longue barbe qu'une potion de Panoramix a fait pousser de façon démesurée : « Je te tiens par la barbichette... – Voulez-vous me lâcher ? ». Astérix obéit immédiatement et Marcus Sacapus effectue un vol plané. Il apparaît dans le dessin animé Astérix le Gaulois, Pierre Trabaud lui prête sa voix. Il est également connu à l'étranger sous le nom de Marcus Ginantonicus en anglais, Marcus Ecus en allemand, Marcus Gribus en néerlandais.

#### Savancosinus
Savancosinus (savant Cosinus, en référence - hommage à la bande dessinée de Christophe) est un gigantesque légionnaire assez idiot du camp retranché d'Aquarium dans La Zizanie.

#### Gracchus Sextilius
Gracchus Sextilius (de Gracchus, nom des Gracques + Sextilius, nom d'une famille romaine, sur le radical de sextus, « sixième » en latin) est légionnaire dans le camp fortifié de Petibonum dans Astérix le Gaulois. Il est également connu à l'étranger sous le nom de Gracchus Torschus, en allemand.

#### Sipilinclus
Sipilinclus (six piles incluses) est le centurion du camp retranché de Babaorum dans L'Iris blanc.

#### Tullius Stratocumulus
Tullius Stratocumulus (stratocumulus) est centurion dans le camp retranché d'Aquarium dans Astérix chez les Bretons. Il apparaît dans le dessin animé Astérix chez les Bretons où il est doublé par Roger Lumont.

#### Talaberlus
Talaberlus (t'as la berlue) est décurion au camp de Babaorum avant d'être promu centurion dans Marmaille et Pagaille. Il est marié et a des enfants, dont Rosa, qui se lieront d'amitié avec les enfants du village gaulois voisin.

#### Taxensus
Taxensus (taxe en sus) est un légionnaire envoyé en mission dans le village gaulois pour trouver Césarion laissé devant la porte d'Astérix. Il se déguise en vendeur ambulant de hochets sous le nom de Taxesurléprix (taxe sur les prix) dans Le Fils d'Astérix.

#### Ultrarépendus
Ultrarépendus (ultra + répandu) est centurion dans le camp retranché de Babaorum dans Le Papyrus de César.

### Romains de Rome

#### Bacillus
Bacillus (bacillus) est le co-aurige de Coronavirus, tricheur et vénal. Il apparaît dans Astérix et la Transitalique.

#### Lactus Bifidus
Lactus Bifidus (lacté + bifidus, bactérie présente dans le lait) est un sénateur paresseux, responsable des voies romaines. Il organise la course transitalique et est chargé par Jules César de faire en sorte que la victoire revienne à un Romain. Il inscrit deux de ses esclaves cimbres dans la course pour qu'ils puissent saboter les chars et assurer la victoire à Coronavirus l'aurige romain. Découvrant sa tricherie, Jules César l'envoie en Cyrénaïque (la Libye). Bifidus est marié à Mozzarella. Il apparaît dans Astérix et la Transitalique.

#### Briseradius
Briseradius (brise radius) était entraîneur de gladiateurs sous les ordres de Caius Obtus dans Astérix gladiateur. Après avoir rencontré Astérix et Obélix à l'école de gladiateurs, il démissionne et reprend la fabrique de dentelles de son père. Briseradius apparaît dans le dessin-animé Astérix et la Surprise de César en tant que décurion, puis entraîneur à l'école de gladiateurs de Caius Obtus où Roger Lumont lui prête sa voix. Après la défaite de ses gladiateurs face à Astérix et Obélix, il se défenestre. Il est également connu à l'étranger sous le nom de Insalubrius en anglais, Bestiarius en espagnol, Ignoramus en néerlandais, Perdigiornus en italien, Briseradio en portugais.

#### Marcus Junius Brutus
Marcus Junius Brutus (personnage historique) est présenté comme le fils adoptif et unique héritier de César (ce qui, historiquement, n'est pas exact) et il a une fâcheuse tendance à jouer avec des couteaux. César lui lance très souvent la célèbre réplique « Tu quoque mi fili » ou « Toi aussi, mon fils », dans des circonstances dont la légèreté contraste avec les circonstances historiques de cette phrase (l'assassinat de César dont Brutus apparaît comme le principal conspirateur) — par exemple pour l'épisode du déjeuner dans La Zizanie, où il se montre partisan de la manière forte contre les Gaulois. Dans Les Douze Travaux d'Astérix, Brutus siège avec les conseillers de César et « joue » constamment avec un couteau. César finit par lui dire « Brutus ! Cesse de jouer avec ce couteau ! Tu finiras par blesser quelqu'un ! » (il se blesse effectivement lui-même). Il apparaît pour la première fois dans Astérix gladiateur où César lui dit une première fois la fameuse phrase pour le faire applaudir à son tour dans le stade, clin d'œil au fait que ces mots — ici pleins de joie — sont les derniers de César tombé sous le couteau de Brutus. Un encadré note que cette citation fait partie des pages roses du Petit Larousse compilant des expressions antiques. Brutus apparaît également dans La Zizanie, Le Devin et La Fille de Vercingétorix où il est représenté avec un couteau, clin d'œil au fait qu'il assassinera ainsi César. Sa dernière apparition est dans Le Fils d'Astérix. Albert Uderzo donne là une tournure très différente à ce personnage jusque-là réduit à faire pâle figure dans l'ombre de son père. Il devient en effet menaçant, prêt à tout pour écarter la menace que représente son jeune rival Césarion, fils de César et Cléopâtre. Il finit par brûler le village des irréductibles, puis César l'exile en Germanie supérieure en lui disant à nouveau Tu quoque fili (Toi aussi mon fils tu iras là-bas). Il est également une caricature de l'acteur Tony Curtis. Il est mentionné dans les albums Obélix et compagnie et L'Anniversaire d'Astérix et Obélix - Le Livre d'or. Il est interprété au cinéma successivement par Didier Cauchy dans Astérix et Obélix contre César, Victor Loukianenko dans Astérix et Obélix : Mission Cléopâtre et Benoît Poelvoorde, dans le film Astérix aux Jeux olympiques, le seul où son rôle est important. Il apparaît également dans le jeu vidéo Astérix aux Jeux olympiques, l'adaptation du film du même nom où il est l'ennemi principal. Il tente de créer une grande armée invincible grâce à une clé qui lui permet d'ouvrir des portes surdimensionnelles afin de voyager entre plusieurs mondes parallèles. Benoît Poelvoorde, son interprète dans le film, lui prête sa voix. C'est aussi un personnage jouable dans le mode olympique. Il n'a aucun rapport avec un autre Romanus Brutus, légionnaire dans le film Astérix et Obélix : Au service de sa Majesté.

#### Cépaderefus
Cépaderefus (c'est pas de refus) est, semble-t-il, le propriétaire de la Taverne Cépaderefus à Rome. Son nom apparaît dans Les Lauriers de César.

#### Jules César
Jules César, de son vrai nom Caius Julius Caesar, imperator romain, est présenté comme le conquérant de la Gaule, irrité par la résistance du village d'Astérix. Adversaire acharné, mais magnanime, il serait prêt à tout pour anéantir les irréductibles Gaulois, mais envoie ses légionnaires reconstruire leur village après sa destruction par Brutus (Le fils d'Astérix). Il veut sauver son honneur et « l'unité des peuples de l'Empire » et remplace même l'aurige romain Coronavirus après son abandon dans Astérix et la Transitalique. Astérix et Obélix affectent souvent de l'appeler familièrement par son « petit nom » : « Jules », comme si c'était son prénom, et comme s'ils étaient intimes, ce qu'ils sont d'une certaine façon. Ce pour s'amuser, mais aussi par insolence, pour rabattre la morgue et la superbe du « grand Imperator de Rome » et du « grand conquérant », de même qu'ils infligent des roustes mémorables à ses « invincibles légions romaines ». « Jules », prénom français, est en latin un nomen gentilice , celui de la gens Iulia, une des plus anciennes familles patriciennes de Rome, à laquelle César appartenait. César apparaît dès le premier album : Astérix le Gaulois. Jean Parédès lui prête sa voix dans le dessin animé Astérix et Cléopâtre. Dans Les Douze Travaux d'Astérix, Jean Martinelli lui succède. Il est interprété par Gottfried John dans Astérix et Obélix contre César, puis par Alain Chabat dans Astérix et Obélix : Mission Cléopâtre, par Alain Delon dans Astérix aux Jeux olympiques, enfin par Fabrice Luchini dans Astérix et Obélix : Au service de sa Majesté.

#### Gracchus Cétinconsensus
Gracchus Cétinconsensus (Gracchus, nom des Gracques + c'est un consensus) est l'amiral, responsable de la flotte de Rome, qui se fait voler la galère de César (baptisée l'Avé César) par une bande d'esclaves menés par Spartakis dans La Galère d'Obélix. Il est également connu à l'étranger sous le nom de Crustacius en anglais, Gracchus Submersus en allemand, Juventus en néerlandais, Gracus Portafolius en espagnol.

#### Marcus Licinius Crassus
Marcus Licinius Crassus, personnage historique, était membre du triumvirat gouvernant Rome avec Jules César et Pompée. À la date où les aventures d'Astérix se déroulent, Crassus est décédé. Il est cité dans Astérix et Latraviata où Astérix explique à Obélix qu'après sa mort, César a évincé Pompée pour conserver le pouvoir, ce qui conduit à la guerre civile romaine qui se déroule alors. Historiquement, Crassus a été tué dans la campagne qu'il menait contre les Parthes en -53, parallèlement à la guerre des Gaules que menait César.

#### Doicrochus
Doicrochus (doigt crochu) est conseiller de Jules César dans Obélix et compagnie.

#### Tibérius Entreméfrancorus
Tibérius Entreméfrancorus (entremets Francorusse, marque de desserts) est l'un des secrétaires de César dans l'album Les Lauriers de César. Il ne doit pas être confondu avec Francorus, légionnaire dans le film Astérix et Obélix : mission Cléopâtre.

#### Garedefréjus
Garedefréjus (gare de Fréjus) est esclave chez Claudius Quiquilfus dans Les Lauriers de César.

#### Guilus
Guilus (Guy Lux, animateur TV dont il est la caricature) est animateur aux arènes du cirque Maxime à Rome dans Le Domaine des dieux. Il est également connu à l'étranger sous le nom de Showbusinus en anglais, Francocampus en allemand, Gaies Gaieszeverus en néerlandais, Matius Pratus en espagnol.

#### Habeascorpus
Habeascorpus (Habeas Corpus) est le chef d'une bande de brigands dont le QG se trouve dans les catacombes de Rome dans Les Lauriers de César.

#### Lupus
Lupus (lupus : loup, en latin ; c'est aussi en français le nom d'une maladie, le lupus) est un gladiateur, cité dans Astérix gladiateur. Il est également connu à l'étranger sous le nom de Porpus, en anglais. Il n'a aucun rapport avec un autre Crésus Lupus, fabricant de garum qui sponsorise la course Transitalique dans l'album Astérix et la Transitalique.

#### Claudius Malentendus
Claudius Malentendus (malentendu) est vendeur de menhirs et « représentant de l'industrie du menhir romain » dans Obélix et compagnie.

#### Mozzarella
Mozzarella (mozzarella) est l'épouse du sénateur Lactus Bifidus. Apparaissent dans Astérix et la Transitalique.

#### Caius Obtus
Caius Obtus (obtus) est le lanista qui cherche à dresser Astérix et Obélix dans Astérix gladiateur. Il est mentionné par Obélix dans l'album suivant, demandant à Lucius Fleurdelotus de lui passer le bonjour quand il sera à Rome. Il apparaît dans le dessin-animé Astérix et la Surprise de César où Pierre Mondy lui prête sa voix. Il est chargé par César d'organiser son triomphe, une fête pour célébrer ses victoires sur tous les pays qu'il a vaincus. S'il réussit, il en fera l'homme le plus riche de Rome, mais s'il échoue, il sera jeté aux lions. Cherchant au marché aux esclaves des hommes valides pour les jeux du cirque, il tombe sur Tragicomix et Falbala. Quand il apprend qu'ils viennent d'Armorique, il les achète et les présente à César. Il cherche ensuite à mettre la main sur Astérix et Obélix (surtout ce dernier, ayant vu comment il a vaincu ses gardes du corps) mais il échouera. Mais Astérix et Obélix se jouent de lui et sauvent leurs amis, ce qui cause la destruction partielle du Colisée (un édifice qui n'existait pas encore), et Caius Obtus finira dévoré par une lionne, hors-écran. Il est également connu à l'étranger sous le nom de Caius Fatuous en anglais, Cayo Obtusus en espagnol, Gaius Vullus en néerlandais.

#### Bonus Promoplus
Bonus Promoplus (promo plus) est le conseiller et éditeur de Jules César qui lui soumet l'idée de supprimer le passage sur ses défaites face aux irréductibles Gaulois. Ce personnage fait référence, sans en être une véritable caricature, à la fois à Jacques Séguéla, Patrick Buisson et Henri Guaino. Il apparaît dans Le Papyrus de César.

#### Prospectus
Prospectus (prospectus) est le vice-amiral chargé de retrouver la galère de César dans l'album La Galère d'Obélix. Il n'a aucun rapport avec un autre Prospectus, sénateur romain dans le film d'animation Astérix : Le Domaine des dieux, ni avec un autre Prospectus, dans le téléfilm Deux Romains en Gaule.

#### Alpaga Quiquilfus
Alpaga Quiquilfus (alpagua et qui qu'ils fussent) se rencontre dans Les Lauriers de César. Elle est l'épouse de Claudius Quiquilfus et la mère de Gracchus Quiquilfus et Tibia Quiquilfus. Elle est connue à l'étranger sous le nom de Fibula en anglais.

#### Claudius Quiquilfus
Claudius Quiquilfus (qui qu'ils fussent) est le chef de famille Quiquilfus qui achète Astérix et Obélix au marchand d'esclaves dans Les Lauriers de César. Il est l'époux d'Alpaga Quiquilfus et le père de Gracchus Quiquilfus et Tibia Quiquilfus. Il ne doit pas être confondu avec Quelquilfus, légionnaire romain cité dans Le Tour de Gaule d'Astérix.

#### Gracchus Quiquilfus
Gracchus Quiquilfus (qui qu'ils fussent) est le fils de Claudius Quiquilfus et d'Alpaga Quiquilfus, et le frère de Tibia Quiquilfus. C'est un jeune fêtard dans Les Lauriers de César.

#### Tibia Quiquilfus
Tibia Quiquilfus (tibia et qui qu'ils fussent) est la fille de Claudius Quiquilfus et d'Alpaga Quiquilfus, et la sœur de Gracchus Quiquilfus, dans Les Lauriers de César.

#### Reflus
Reflus (reflux) est un général romain accompagnant Jules César tout le long de l'album Astérix et la Transitalique.

#### Titus Résidus
Titus Résidus (résidus) est l'avocat commis d'office à Astérix et Obélix dans Les Lauriers de César.

#### Rictus
Rictus (rictus) est geôlier au cirque Maxime de Rome dans Astérix gladiateur. Il est également connu à l'étranger sous le nom de Appianglorious en anglais, Lacchus en néerlandais.

#### Sousentendus
Sousentendus (sous-entendu) est un sénateur romain dans Astérix chez les Belges.

#### Caius Soutienmordicus
Caius Soutienmordicus (soutient mordicus) est le chef de la police secrète romaine qui envoie Zérozérosix au village gaulois pour découvrir la recette de la potion magique. Il apparaît sous les traits de Bernard Blier dans L'Odyssée d'Astérix. Il est également connu à l'étranger sous le nom de Devius Surreptitus en anglais, Fielhastaelfinus en espagnol, Gaius Commissarus en néerlandais, Gaius Musencus en allemand.

#### Stradivarius
Stradivarius (Stradivarius) est un sénateur romain dans La Zizanie.

#### Claudius Tadedétritus
Claudius Tadedétritus (tas de détritus) est le chef des services secrets de Jules César. Il apparaît dans Lutèce olympique de Astérix et la Rentrée gauloise. Il est également connu à l'étranger sous le nom de Mondfienquipus en picard, Inglorius Pithecanthropus en anglais.

#### Thermocumulus
Thermocumulus (thermo + cumulus) est un sénateur qui accuse son collègue Bifidus, responsable des voies romaines, de financer ses orgies avec les fonds publics destinés à l'entretien des routes. C'est pour répondre à cette accusation que Bifidus organise la course Transitalique. Il remet la coupe Transitalique à Jules César pour qu'il la donne à Obélix. Il apparaît dans les deux premières et deux dernières pages de Astérix et la Transitalique.

#### Tifus
Tifus (typhus) est un riche marchand d'esclaves, fournisseur de Jules César, qui vend Astérix et Obélix dans Les Lauriers de César.

#### Tiramisus
Tiramisus (tiramisu, gâteau italien) est un Romain participant aux orgies du sénateur Lactus Bifidus et de son épouse Mozzarella. Il est cité par celle-ci à la p. 4 de l'album Astérix et la Transitalique.

#### Vicévertus
Vicévertus (vices et vertus) est médecin-chef des armées romaines de Jules César et conseiller de César. Il est l'inventeur d'une nouvelle méthode de pensée positive appelée « L'Iris Blanc ». Il apparaît dans L'Iris blanc. Sa philosophie peut rappeler celle de Paulo Coelho et son aspect Bernard-Henri Lévy.

#### Ziguépus
Ziguépus (Zig et Puce, en référence - hommage à la bande dessinée de Alain Saint-Ogan) est geôlier au cirque Maxime de Rome dans Astérix gladiateur. Il est également connu à l'étranger sous le nom de Sendervictorius en anglais, Zigepus en allemand, Belbus en néerlandais, Autobus en espagnol.

### Romains en Gaule

#### Caligula Alavacomgetepus
Caligula Alavacomgetepus (jeu de mots avec l'expression à la va-comme-je-te-pousse) est le préfet des Gaules dans Astérix gladiateur. Il offre un cadeau original à Jules César, à savoir le barde Assurancetourix. Il est la caricature de Georges Fronval. Il est également connu à l'étranger sous le nom de Odius Asparagus en anglais, Calígula Pocospelus en espagnol, Caligula Biboppus en néerlandais, Caligula Vacomevien en italien, Caligula Gaudeamusigiturus en finnois.

#### Anglaigus
Anglaigus (jeu de mots avec le terme angle aigu) est le jeune architecte envoyé par César pour construire, près du village gaulois, le Domaine des Dieux dans l'album du même nom. Il apparaît dans le film d'animation qui en est adapté, Astérix : Le Domaine des dieux où il est doublé par Lorànt Deutsch. Il est également connu à l'étranger sous le nom de Squareonthehypothenus en anglais, Quadratus en allemand, Anguloagudus en espagnol, Campus en néerlandais, Anglobtusus en portugais, Angolacutus en italien.

#### Gracchus Arquebus
Gracchus Arquebus (de Gracchus, nom des Gracques + un jeu de mots avec le mot arquebuse) est garçon de bain à Borvo dans Le Bouclier arverne.

#### Ballondebaudrus
Ballondebaudrus (jeu de mots avec le terme ballon de baudruche). Ce jeu de mots ne fonctionne pleinement que lorsque le nom est prononcé par un arverne (lieu d'action de l'album où il apparaît), qui, comme ses descendants auvergnats, prononce les S comme des CH. C'est un centurion ivrogne qui échange le bouclier contre du vin dans Le Bouclier arverne.

#### Belinconnus
Belinconnus (jeu de mots avec la locution bel inconnu) est l'instructeur de la centurie dans laquelle Astérix et Obélix se sont engagés dans Astérix légionnaire.

#### Claudius Blocus
Claudius Blocus (blocus) est tribun militaire dans l'album Le Devin. Il n'a aucun rapport avec un autre Caius Blocus, légionnaire romain envoyé comme espion au village gaulois dans le dessin animé Astérix et le Coup du menhir.

#### Bonusmalus
Bonusmalus (bonus malus) est le préfet de Condate dans Astérix et Latraviata : il fait appel aux services de Latraviata qui se fait passer pour Falbala.

#### Cartapus
Cartapus (jeu de mots avec le terme carte à puce) est le Romain chargé par Bonusmalus de conduire Latraviata au village gaulois dans Astérix et Latraviata. Il n'a aucun rapport avec un autre Cartapus, qui est d'ailleurs une femme, chargée par César d'espionner le chantier du palais que Cléopâtre lui a promis en échange d'excuses au peuple égyptien, dans le film Astérix et Obélix : Mission Cléopâtre.

#### Lucius Coquelus
Lucius Coquelus (jeu de mots avec la maladie coqueluche), ce jeu de mots ne fonctionne pleinement que lorsque le nom est prononcé par un arverne (lieu d'action de l'album où il apparaît), qui, comme ses descendants auvergnats, prononce les S comme des CH. Il est le premier détenteur du bouclier Arverne (après Vercingétorix), et est propriétaire d'une fabrique de roues (qui rappelle le groupe Michelin) à Nemessos dans Le Bouclier arverne.

#### Cornelia
Cornelia (dans la Rome antique, Cornelia est le nom des femmes issues de la gens des Cornelii) est la « première collaboratrice » de Lucius Coquelus. Elle apparaît dans Le Bouclier arverne. Elle est également connue à l'étranger sous le nom d'Anaesthesia en anglais.

#### Marcus Cubitus
Marcus Cubitus (cubitus + référence - hommage à la bande dessinée de Dupa ?) est un légionnaire en patrouille dans Astérix et les Goths. Son uniforme lui est volé par Obélix. Il est également connu à l'étranger sous le nom de Marcus Ubiquitus en anglais, Marcus Konfus en allemand, Marcus Decubitus en néerlandais. Il n'a aucun rapport avec un autre Cubitus, chef de cohorte romain du camp d'Aquarium dans les films d'animation Astérix : Le Domaine des dieux et Astérix : Le Secret de la potion magique.

#### Tullius Cumulonimbus
Tullius Cumulonimbus (cumulonimbus) est le centurion du camp romain situé tout près du village au grand fossé dans l'album du même nom. Il est également connu à l'étranger sous le nom de Viendonboirénegoutedjus (viens donc boire eune goutte ed jus, d'après la chanson Eune goutte ed jus d'Edmond Tanière), en picard.

#### Tullius Détritus
Tullius Détritus (détritus) est le stratège romain chargé par César de semer la zizanie dans le village gaulois dans La Zizanie. Le personnage est rebaptisé Lucius Détritus dans le film Astérix et Obélix contre César, où il est interprété par Roberto Benigni. S'il est toujours aussi ignoble, ses fonctions changent puisqu'il n'est plus civil, mais gouverneur romain chargé de superviser en Armorique les préparatifs de l'invasion de la Grande-Bretagne par César. Il cherchera à renverser celui-ci quand il s'emparera de Panoramix et de la potion magique. Mais Astérix et Obélix feront échouer son plan. Dans le film, son sort final est inconnu. Il est également connu à l'étranger sous le nom de Tortuous Convolvulus en anglais, Tullius Destructivus en allemand, Cassius Catastrofus en néerlandais, Perfectus Detritus en espagnol, Tullius Intrigius en finnois.

#### Éléonoradus
Éléonoradus (Eleonora Duse, grande comédienne italienne) est metteur en scène au théâtre de Condate dans Astérix et le chaudron. Il est donné à manger aux lions quand Obélix insulte les Romains.

#### Encorutilfaluquejelesus
Encorutilfaluquejelesus (jeu de mots avec la phrase "encore eût-il fallu que je le susse", imparfait du subjonctif du verbe savoir), est le préfet de Lugdunum dans Le Tour de Gaule d'Astérix. Il est également connu à l'étranger sous le nom de Poisonus Fungus en anglais, Unnutzus en allemand, Judascus en néerlandais, Selavessisaputus en italien, Façanhudus en portugais.

#### Julius Epinedecactus
Julius Epinedecactus (épine de cactus) est le préfet des Gaules chargé du recensement dans Le Fils d'Astérix. Il a en réalité mission de retrouver Césarion par ordre de Brutus ; pour cela, il se travestit et prend le nom de Rosaépine (rose à épines).

#### Caius Eucaliptus
Caius Eucaliptus (eucalyptus) est collecteur d'impôts et ami de Gracchus Garovirus dans Astérix chez les Helvètes. Il est un grand amateur d'orgies et très friand des tripes de sanglier frites dans de la graisse d'urus avec du miel. Il est également connu à l'étranger sous le nom de Gaius Raffcus en allemand, Appius Eucaliptus en néerlandais.

#### Faimoiducuscus
Faimoiducuscus (jeu de mots avec la phrase fais-moi du couscous), allusion à la chanson de Bob Azzam, « Fais-moi le couscous, chéri », qui avait obtenu un grand succès à l'époque de l'album. Le jeu de mots prend donc tout son sel lorsque son épouse lui répond " oh oui, Faimoiducuscus chéri". C'est un Romain en croisière romantique sur la Seine avec son épouse Flavia, que l'on rencontre dans Le Tour de Gaule d'Astérix. Il est également connu à l'étranger sous le nom de Radius en anglais, Gaudeamus en allemand, Parvenus en néerlandais, Fammilcuscus en italien, Saisdefrutus en portugais, Federicus en espagnol.

#### Faitexcus
Faitexcus (faites excuse) est un légionnaire à l'air particulièrement stupide, victime des herbes magiques du druide Septantesix. Il apparaît dans Astérix et les Goths. Il est également connu à l'étranger sous le nom de Cadaverus en anglais, Fidibus en allemand, Excuustruüs en néerlandais, Chiediscus en italien, Papalvus en portugais, Pideperdonus en espagnol.

#### Tullius Fanfrelus
Tullius Fanfrelus (jeu de mots avec fanfreluche) est le tribun envoyé par César à Gergovie dans Le Bouclier arverne. Avec son nom, Goscinny a trouvé un effet comique en deux temps en quelques sortes : car Fanfrelus prononcé avec le S, comme pour la plupart des noms Romains, ne signifie rien en soi. Même si l'on devine le mot recherché. Mais, puisque le pays Arverne est l'Auvergne, lorsqu'il est prononcé avec l'accent Auvergnat historique, qui transforme les S en CH, Fanfrelus devient Fanfreluche. Et tout l'effet comique de ce nom se révèle. Il est également connu à l'étranger sous le nom de Noxius Vapus en anglais, Tullius Firlefanzus en allemand, Tullius Lusuncus en néerlandais, Tulius Boligrafus en espagnol.

#### Flavia
Flavia (la gens Flavia est une famille plébéienne de la Rome antique) est l'épouse de Faimoiducuscus. Elle apparaît dans Le Tour de Gaule d'Astérix. Elle est également connue à l'étranger sous le nom d'Ulna, en anglais.

#### Fellinus
Fellinus (Fellini) est le traiteur organisant les orgies de Gracchus Garovirus dans Astérix chez les Helvètes.

#### Garotiphus
Garotiphus (gare au typhus) est un centurion romain figurant dans Astérix et Latraviata.

#### Gracchus Garovirus
Gracchus Garovirus (gare au virus) est le gouverneur de Condate dans Astérix chez les Helvètes. Son seul but est de s'enrichir durant son mandat aux dépens de Rome et d'organiser des orgies. Il est également connu à l'étranger sous le nom de Varius Flavus en anglais, Agrippus Virus en allemand, Delirus en néerlandais, Ojoalvirus en espagnol

#### Hotelterminus
Hotelterminus (hôtel Terminus) est le centurion chef de la centurie dans laquelle Astérix et Obélix se sont engagés dans Astérix légionnaire.

#### Julius Humérus
Julius Humérus (humérus) est un légionnaire en patrouille dans Astérix et les Goths. Son uniforme lui est volé par Astérix. Il est également connu à l'étranger sous le nom de Julius Monotonus en anglais, Julius Bazillus en allemand, Julius Bolus en néerlandais. Il n'a aucun rapport avec un autre Humérus, légionnaire romain du camp d'Aquarium dans le film d'animation Astérix : Le Domaine des dieux.

#### Claudius Hypoténus
Claudius Hypoténus (hypoténuse) est garçon de bain à Borvo dans Le Bouclier arverne. Il n'a aucun rapport avec Hypothénus, ingénieur dans le film Astérix et Obélix contre César.

#### Caius Joligibus
Caius Joligibus (joli gibus) est un légionnaire romain alcoolique et particulièrement tire-au-flanc, en garnison en pays Arverne dans Le Bouclier arverne. Il sera promu centurion à la fin de l'album. Il est également connu à l'étranger sous le nom de Caïus Pusillanimus en anglais, Gaius Faulus en allemand, Caius Magnificus en espagnol, Gaius Slampapus en néerlandais.

#### Juleraimus
Juleraimus (Jules Raimu) est un acteur jouant dans la pièce d'Eleonoradus dans Astérix et le chaudron.

#### Latraviata
Latraviata (La Traviata) est une tragédienne de Rome et se fait passer pour la belle Falbala dans Astérix et Latraviata, afin de récupérer les armes de Pompée (ex-allié de César). Elle recevra, de la part d'Astérix, ce que Jules César appelle un « moi d'or » (en référence aux Césars du cinéma) au grand étonnement de celui-ci.

#### Claudius Malosinus
Claudius Malosinus (mal aux sinus) est questeur romain, c'est-à-dire inspecteur des comptes, envoyé pour surveiller les comptes de Gracchus Garovirus dans Astérix chez les Helvètes, il est un des rares Romains à avoir pu participer au banquet des Gaulois. Dans le film Astérix et Obélix contre César, il est envoyé par César réclamer les impôts au village gaulois, mais il est battu par les Gaulois, qui récupèrent tout l'argent des impôts.

#### Claudius Metrobus
Claudius Metrobus (Métrobus ou métro bus) est guide à Lutèce dans La Serpe d'or. Il est également connu à l'étranger sous le nom de Claudius Omnibus, en anglais.

#### Milexcus
Milexcus (mille excuses) est un légionnaire romain qu'Astérix et Obélix trouvent en panne de char et dépannent dans Le Tour de Gaule d'Astérix. Il est également connu à l'étranger sous le nom de Spongefingus en anglais, Excus en allemand, Plusminus en néerlandais, Distraidus en portugais.

#### Motus
Motus (motus) est général, commandant de garnison de Burdigala dans Le Tour de Gaule d'Astérix. Il est également général des armées romaines en Bretagne dans le dessin animé Astérix chez les Bretons où il est doublé par Nicolas Silberg. Il participe à la victoire de César face à l'armée bretonne. Motus sera vaincu par Astérix, Obélix, Idéfix et les irréductibles Bretons. Il est également connu à l'étranger sous le nom de Luiwammus en néerlandais, Nutus en italien.

#### Motussébouchecousus
Motussébouchecousus (motus et bouche cousue) est un décurion, chargé par Garotiphus de trouver les légionnaires traîtres à la solde de Pompée dans Astérix et Latraviata.

#### Nenpeuplus
Nenpeuplus (n'en peut plus) est un général romain en patrouille dans Astérix et les Goths. Il est également connu à l'étranger sous le nom de Cantankerus en anglais, Strategus en allemand, Noppus en néerlandais, Merluzius en espagnol.

#### Numerusclausus
Numerusclausus (numerus clausus) est un agent romain qui s'occupe du recensement de l'empire. Il apparaît dans Astérix chez les Pictes.

#### Pamplemus
Pamplemus (pamplemousse) est un légionnaire chargé de surveiller la frontière entre la Gaule et la Germanie dans Astérix et les Goths. Il est également connu à l'étranger sous le nom de Arteriosclerosus en anglais, Pampelmus en allemand, Piccetanus en néerlandais, Naranjus en espagnol.

#### Pardessus
Pardessus (pardessus) est un légionnaire chargé de surveiller la frontière entre la Gaule et la Germanie dans Astérix et les Goths. Il est également connu à l'étranger sous le nom de Gastroenteritus en anglais, Appelmus en allemand, Overjassus en néerlandais, Delachinus en espagnol, Soprabitus en italien.

#### Marcus Perrus
Marcus Perrus (perruche) est un ancien garçon de bain à Borvo, reconverti en aubergiste. Il a été détenteur du bouclier arverne dans l'album du même nom.

#### Petilarus
Petilarus (Petit Larousse) est chef de patrouille dans Le Tour de Gaule d'Astérix. Il est également connu à l'étranger sous le nom de Fishfingus en anglais, Vandalus en néerlandais.

#### Gracchus Pleindastus
Gracchus Pleindastus (plein d'astuce) est préfet à Lutèce, mais aussi chef suprême des trafiquants de serpes dans La Serpe d'or. Il est la caricature de Charles Laughton. Ce personnage est inspiré de Sir Humphrey Pengallan joué par ce même acteur dans le film d'Alfred Hitchcock, la Taverne de la Jamaïque. Il est également connu à l'étranger sous le nom de Surplus Dairiprodus en anglais, Gracchus Überdrus en allemand, Gracchus Hommelus en néerlandais, Gracus Astutus en espagnol.

#### Plexus
Plexus (plexus) est un brigand romain qui se fait capturer et emmener à Burdigala dans Le Tour de Gaule d'Astérix. Il est également connu à l'étranger sous le nom de Villanus en anglais, Sinus en allemand.

#### Cnéus Pompée
Cnéus Pompée, personnage historique (voir Pompée), était consul et formait le Premier Triumvirat de Rome avec César et Crassus avant d'être vaincu dans la guerre civile avec César après la mort de Crassus. Il essaie de lever une armée contre César dans Astérix et Latraviata avant de se faire voler son glaive et son casque qui atterriront dans les mains d'Astérix et d'Obélix. César affronte également des troupes romaines restées fidèles à Pompée, commandées par Metellus Scipion et alliées au roi Juba Ier de Numidie lors de ses campagnes en Afrique du Nord, dans Astérix légionnaire où on assiste à la bataille de Thapsus qui opposait populares et optimates. Cependant, bien que cet album soit situé chronologiquement avant Astérix et Latraviata puisqu'on y rencontre pour la première fois Falbala et Tragicomix qui reviennent dans ce dernier, la bataille de Thapsus a historiquement eu lieu après la mort de Pompée où César poursuit ses derniers fidèles lors de ses campagnes en Afrique du nord qui font suite à sa rencontre avec Cléopâtre en Égypte.

#### Processus
Processus (processus) est le légionnaire chargé de graver la liste des engagés volontaires dans le bureau des renseignements du quartier général de la légion à Condate dans Astérix légionnaire.

#### Quelquilfus
Quelquilfus (quels qu'ils fussent) est un légionnaire romain cité dans Le Tour de Gaule d'Astérix. Il est également connu à l'étranger sous le nom de Fibrositus en anglais, Possiamus en allemand, Clerus en néerlandais, Federicus en espagnol, Qualefus en italien, Fulanus en portugais. Il ne doit pas être confondu avec Claudius Quiquilfus et sa famille, riches romains dans Les Lauriers de César.

#### Quintilius
Quintilius (sur le radical de quintus, « cinquième » en latin, ou d'après Quintillus) est un centurion en patrouille à Camaracum dans Le Tour de Gaule d'Astérix. Il est également connu à l'étranger sous le nom de Goldenslumbus en anglais, Messenvorcus en néerlandais. Il n'a aucun rapport avec un autre Claudius Quintilius, légionnaire dans le camp fortifié de Petibonum dans Astérix le Gaulois.

#### Radius
Radius (radius) est un brigand romain capturé et emmené à Burdigala dans l'album Le Tour de Gaule d'Astérix. Il est également connu à l'étranger sous le nom de Unscrupulus en anglais, Cosinus en allemand, Solarus en néerlandais. Il n'a aucun rapport avec un autre Radius, légionnaire romain qui apparaît dans le film d'animation Astérix : Le Domaine des dieux.

#### Roméomontaigus
Roméomontaigus (Roméo Montaigu) est un légionnaire ivrogne qui apparaît pour la première fois dans Le Cadeau de César, puis dans Astérix et Latraviata.

#### Saudepus
Saudepus (saut de puce) est le légionnaire qui surveille la porte du camp romain situé tout près du village au grand fossé dans l'album du même nom. Il est également connu à l'étranger sous le nom de Saudénepus (saut d'ène puche, saut d'une puce), en picard.

#### Caius Saugrenus
Caius Saugrenus (saugrenu) est un jeune Romain sorti de la Nouvelle École d'Affranchis (parodie de l'ENA). Il essaie de provoquer la décadence des habitants du village gaulois en achetant leurs menhirs dans Obélix et compagnie, afin de les « amollir » par leur richesse soudaine (dans le but de mieux les vaincre ou les assimiler, selon les desseins de César). Il est la caricature de Jacques Chirac. C'est la seule fois (sous la plume d'Uderzo et Goscinny) où un personnage de la série est représenté sous les traits d'un homme politique. Le journaliste et éditeur Aymar du Chatenet, par ailleurs conjoint d'Anne Goscinny, la fille de René, explique une telle exception par un désir de revanche ironique du scénariste d'Astérix. En effet, pendant trois ans, dans les années 1970, René Goscinny, avec Jean Tabary au dessin, avait commenté l'actualité dans Le Journal du dimanche au moyen d'une planche par semaine de « l'ignoble vizir Iznogoud ». Or, « toutes les personnalités politiques seront brocardées, seul Jacques Chirac n'appréciera guère la plaisanterie ». En 1974, Jacques Chirac, alors premier ministre sous la présidence de Valéry Giscard d'Estaing, s'était rendu officiellement en Irak pour négocier avec Saddam Hussein afin d'obtenir le marché de la télévision en couleurs pour le procédé français SÉCAM, en concurrence avec le procédé allemand PAL. Goscinny et Tabary avaient axé leur planche satirique de la semaine sur cet événement, où ils faisaient dire à Chirac, s'adressant à Iznogoud : — « Mon cher grand vizir, j'admire votre façon de gouverner! » Ce à quoi ce dernier répond : — « Oh c'est très simple, quand j'ai des problèmes, je vise à la tête : j'empale… ». (On connaît l'usage intensif que l'ignoble vizir fait de ce châtiment dans ses albums). Et Chatenet de conclure : « Rien de bien méchant, mais Chirac fait savoir qu'il ne goûte pas ce genre d'humour. C'est sans doute l'unique fois qu'un homme politique s'en est pris à Goscinny. Toujours est-il que, deux ans plus tard, Chirac réapparaît sous les traits caricaturaux d'un conseiller de César, Caius Saugrenus, le technocrate prétentieux de l'album Obélix et Compagnie ». C'est l'unique fois où la bande dessinée d'Astérix donne dans la caricature politique. Il est également connu à l'étranger sous le nom de Caius Preposterus en anglais, Caius Coyuntural en espagnol, Adolescentus en néerlandais, Technokratus en allemand.

#### Tadevirus
Tadevirus (tas de virus) est décurion au camp romain situé près du village au grand fossé dans l'album du même nom. Il est également connu à l'étranger sous le nom de Fouchaalus (fous cha à l'uche, mets ça à la poubelle), en picard.

#### Tikedbus
Tikedbus (ticket de bus) est dépanneur de char dans Le Tour de Gaule d'Astérix. Il est également connu à l'étranger sous le nom de Nervus Illnus en anglais, Omnibus en allemand, Terminus en néerlandais, Safadus en portugais. Il n'a aucun rapport avec un autre Tickedbus, général romain dans le film Astérix et Obélix contre César. Il ne doit pas être confondu avec Ticketbus, légionnaire dans le téléfilm Deux Romains en Gaule.

#### Tohubohus
Tohubohus (tohu-bohu) est centurion au camp retranché de Laudanum dans Le Cadeau de César. Sa morphologie est différente des autres centurions de la plupart des albums qui sont de gros personnages.

#### Tomatojus
Tomatojus (tomate au jus, boîte de conserve de tomates pelées) est masseur à Borvo dans Le Bouclier arverne.

#### Veracrus
Veracrus (Veracruz) est un des membres de l'équipage du navire qui conduit Tullius Détritus en Gaule dans La Zizanie.

#### Victoiralapirus
Victoiralapirus (victoire à la Pyrrhus) est un des membres de l'équipage du navire qui conduit Tullius Détritus en Gaule dans La Zizanie.

#### Yapadebonus
Yapadebonus (y'a pas de bonus) est le cuisinier de Gracchus Cétinconsensus dans La Galère d'Obélix.

#### Yenapus
Yenapus (y'en a plus) est le préfet de Tolosa dans Le Tour de Gaule d'Astérix. Il est également connu à l'étranger sous le nom de Adipus en anglais, *Mitgenus en allemand, Meniscus en néerlandais, Telefonus en espagnol, Noncenepius en italien, Acabadus en portugais.

### Autres Romains

#### L'ancien
L'Ancien : surnom de Marcus Porcius Caton, dit Caton l'Ancien (voir à « C »).

#### Aplusdanlbus
Aplusdanlbus (À plus dans l'bus) est un légionnaire pris dans la cascade créée par Obélix dans Astérix et le Griffon.

#### Astrus
Astrus (astre) est décurion dans L'Illustrissime Belcantus.

#### Bégonia
Bégonia (bégonia) est la demi-sœur de la cousine par alliance de Jules César. Elle apparaît dans Astérix en Hispanie.

#### Belcantus
Belcantus (bel canto), surnommé l'illustrissime, est le plus célèbre chanteur de l'Empire Romain. Il a remporté de grands succès en Gaule avec l'épopée intitulée Les Aventuriers du Royaume perdu. Il apparaît dans L'illustrissime Belcantus.

#### Brisemenus
Brisemenus (brise menu, de l'expression « les briser menues ») est un légionnaire chargé de garder Kalachnikovna avec le reste de sa légion, il tombe amoureux d'elle. Il partira et se perdra dans les steppes pour aller chercher des Perce-neiges avec les autres, laissant Célastus seul dans le camp.

#### Canalplus
Canalplus (d'après la chaîne Canal+) est un mécène romain dont le nom est cité dans les songes de Gélatine. Il financerait le spectacle d'Obélix. Son nom apparaît dans L'anniversaire d'Astérix et Obélix - Le Livre d'or. Il n'a aucun rapport avec un autre Canalplus, personnage cité dans Astérix et la Surprise de César à qui le présentateur des jeux du cirque commande une bière.

#### Carlus
Carlus, en soi, n'est pas un jeu de mots, mais le devient dans la phrase prononcée dans l'album Astérix et la Rentrée gauloise (dans l'histoire « Astérix tel que vous ne l'avez jamais vu… ») : « T'as vu monter Carlus ? ». Cela devient alors un jeu de mots faisant référence à la chanson d'Annie Cordy : T'as vu Monte-Carlo ?. À noter que ce Carlus n'apparaît pas à l'image.

#### Marcus Porcius Caton
Marcus Porcius Caton, dit Caton l'Ancien ou Caton le Censeur, personnage historique nommé ainsi par différenciation avec son arrière-petit-fils, Marcus Porcius Caton dit « Caton le Jeune » ou d'Utique, est un politicien, écrivain et militaire romain né en 234 avant J.-C. et mort en 149 avant J.-C., soit un siècle avant les aventures d'Astérix et Obélix. Il est cité dans l'album Les Lauriers de César, où l'avocat commis d'office pour Astérix et Obélix et le procureur ont tous les deux l'idée de commencer leur réquisitoire par sa célèbre formule « Delenda Carthago » (« il faut détruire Carthage ») qu'il aurait prononcée dans une harangue à la veille de la troisième guerre punique. L'avocat dit : « “Delenda Carthago” comme disait le grand Caton ! », tandis que le procureur dit : « “Delenda Carthago” comme disait Caton le Grand ! ».

#### Cédupeuojus
Cédupeuojus (jeu de mots avec l'expression c'est du peu au jus, expression militaire signifiant « c'est pour bientôt ») est un légionnaire du camp romain de Thapsus en Tunisie dans Astérix légionnaire.

#### Célastus
Célastus (jeu de mots avec la locution C'est l'astuce) est un vétéran charger de surveiller Kalachnikovna dans le camp romain avec ses hommes qui en sont tombés amoureux, à tel point qu'il est abandonné par eux, perdus en allant cueillir des perce-neige.

#### Chaussetrus
Chaussetrus (jeu de mots avec chaussette russe) est un légionnaire spécialiste de la lutte participant aux Jeux olympiques à Olympie dans Astérix aux Jeux olympiques.

#### Choléramorbus
Choléramorbus (de choléra morbus qui désigne la gastro-entérite saisonnière) est le medicamentarius de Jules César dans l'album L'anniversaire d'Astérix et Obélix - Le Livre d'or. Il est également connu à l'étranger sous le nom de Choleramorbus en anglais.

#### Chorus
Chorus (chorus) est le légionnaire chargé par César de détruire le palais que Numérobis construit dans Astérix et Cléopâtre. Il est également connu à l'étranger sous le nom de Operachorus en anglais, *Hebbus en néerlandais.

#### Coronavirus
Coronavirus (coronavirus), de son vrai nom Testus Sterone (testostérone), est un aurige masqué romain, originaire de Sicile, et adulé par les Romains. Il est franc et honnête, mais manipulé par son co-aurige Bacillus, qui lui fait gagner toutes leurs courses en trichant à son insu. Il est la caricature d'Alain Prost.

#### Cristus
Cristus (dans le jeu de mots « monter Cristus » pour Monte-Cristo) est un légionnaire, apparu dans l'album Astérix et la Rentrée gauloise dans l'histoire Astérix tel que vous ne l'avez jamais vu….

#### Dansonjus
Dansonjus (dans son jus) est le centurion qui accompagne Terrinconus avec sa légion pendant l'expédition pour trouver le Griffon dans Astérix et le Griffon.

#### Décubitus
Décubitus (décubitus) est un légionnaire romain qui indique la route pour Rome à Kiçah dans Astérix chez Rahàzade.

#### Déodora
Déodora (Ce nom évoque celui de Théodora, impératrice romaine) Déodora (déodorant) est une proconsule apparue dans l'album Astérix et la Rentrée gauloise, dans l'histoire Astérix tel que vous ne l'avez jamais vu…. Elle est également connue à l'étranger sous le nom de (proconsuless) Dédora, en anglais.

#### Caius Diplodocus
Caius Diplodocus (diplodocus) est le gouverneur de Geneva dans Astérix chez les Helvètes, grand amateur d'orgies. Il est également connu à l'étranger sous le nom de Feistus Raclettus, en allemand.

#### Dolcevita
Dolcevita (expression italienne : la dolce vita, « vie douce », aisée, oisive, la « belle vie », la « grande vie », qui est aussi le titre d'un célèbre film de Federico Fellini : La dolce vita, et d'un album du chanteur Christophe). C'est une citoyenne romaine de l'aristocratie qu'on voit à la p. 17 de l'album Astérix et la Transitalique, montée sur un char avec son mari, en plein embouteillage dû à la course de chars.

#### Fakenius
Fakenius (fake news) est un légionnaire au corps de couleur verte qui se poses des questions complotistes. Il apparaît dans Astérix et le Griffon.

#### Fredus
Fredus (Fred, diminutif de Frédéric) est un légionnaire, apparu dans l'album Astérix et la Rentrée gauloise, dans l'histoire Astérix tel que vous ne l'avez jamais vu….

#### Ibernatus
Ibernatus (d'après le film Hibernatus) est un légionnaire pris dans la cascade créée par Obélix dans Astérix et le Griffon.

#### Caius Infarctus
Caius Infarctus (infarctus) est un des participants à l'orgie de Diplodocus à Geneva dans Astérix chez les Helvètes. Il perd par trois fois son morceau de pain dans la fondue, ce qui lui vaut de recevoir des coups de bâton (5), des coups de fouet (20) et enfin d'être jeté dans le Lacus Lemanus avec un poids attaché aux pieds comme le veut la règle.

#### L'Impérial
L'Impérial (aigle impérial) est l'aigle au centre de l'histoire Chanteclairix de l'album Astérix et la Rentrée gauloise.

#### Imporexpor
Imporexpor (import-export) est l'aigle impérial apprivoisé du camp retranché de Babaorum. Il apparaît dans Le Papyrus de César. Un autre aigle impérial apparaît comme protagoniste d'une autre histoire de la série : « l'Impérial » dans Chanteclairix de l'album Astérix et la Rentrée gauloise.

#### Jolicursus
Jolicursus (joli cursus) est un venator (gladiateur spécialisé dans le combat avec les animaux) qui accompagne Terrinconus lors de ses expéditions. Il ne pense qu'à lui quand on parle de ses anciennes expéditions et ne veut que se battre. Il est impatient de découvrir le bord du monde (qui n'existe malheureusement pas). Il apparaît dans Astérix et le Griffon.

#### Claudius Lapsus
Claudius Lapsus (lapsus) est un légionnaire romain en garnison à Londinium chargé de goûter les tonneaux de vin réquisitionnés dans Astérix chez les Bretons. Il est interprété par Tristan Ulloa dans le film Astérix et Obélix : Au service de Sa Majesté

#### Légéiatus
Légéiatus (léger hiatus) est un légionnaire, il est le cousin de Numerusclausus.

#### Crésus Lupus
Crésus Lupus (lupus : « loup » en latin ; le lupus est aussi une maladie de la peau) est un grand fabricant de garum qui sponsorise la course Transitalique. Il est la caricature de Silvio Berlusconi dans un rôle de parrain, proposant aux Gaulois une offre qu'ils ne peuvent pas refuser. Il apparaît dans Astérix et la Transitalique. Il n'a aucun rapport avec un autre Lupus, gladiateur, cité dans l'album Astérix gladiateur.

#### Metellus
Metellus, cognomen de Metellus Scipion, est membre de la branche des Caecilii Metelli de l'importante famille plébéienne romaine la gens Caecilia. Voir à « Scipion ».

#### Mercidetvenus
Mercidetvenus (Merci d'être venus) est un légionnaire pris dans la cascade créée par Obélix dans Astérix et le GriffonN

#### Namaspamus
Namaspamus (n'amasse pas mousse, du proverbe « pierre qui roule n'amasse pas mousse ») est un gradé romain en patrouille à Hispalis dans Astérix en Hispanie.

#### Nautilus
Nautilus (Nautilus) est un légionnaire pris dans la cascade créée par Obélix, Malheureusement il avait avec lui le fil de plomb destiné à bien aligner les troncs de la palissade du second camp, dans Astérix et le Griffon

#### Claudius Nonpossumus
Claudius Nonpossumus (Non possumus) est le centurion chargé de surveiller Pépé. Déguisé en Hispanique, il se fait appeler Dansonsurlepon y Davignon (dansons sur le pont d'Avignon) et El Hispanies quand il voudra quitter la légion pour devenir aurochero. Il apparaît dans Astérix en Hispanie. Il est également connu à l'étranger sous le nom de Spurius Brontosaurus en anglais, Claudius Bockschus en allemand.

#### Pacotéalargus
Pacotéalargus (pas coté à L'Argus) est l'homme le plus fort de la garde de Jules César dans Astérix et Cléopâtre. Il est également connu à l'étranger sous le nom de Superfluous en anglais, Grobianus en allemand, Cassius en néerlandais, Paquetelargus en espagnol.

#### Parterredecrocus
Parterredecrocus (parterre de crocus) est le centurion à qui César donne l'ordre de diriger sa garde personnelle lors de la bataille qui opposera Romains et Belges dans Astérix chez les Belges.

#### Ponce Pénates
Ponce Pénates (Ponce Pilate + pénates) est procurateur de Judée dans L'Odyssée d'Astérix. Il apparaît sous les traits de Jean Gabin. Il se lave tout le temps les mains en référence à la célèbre phrase de Ponce Pilate lors du procès du Christ : « Je m'en lave les mains ».

#### Perdudvus
Perdudvus (perdu de vue) est un légionnaire pris dans la cascade créée par Obélix dans Astérix et le Griffon.

#### Caius Roideprus
Caius Roideprus (roi de Prusse) est le gouverneur de Londinium dans Astérix chez les Bretons. Il est également connu à l'étranger sous le nom de Encyclopaedicus Britannicus en anglais, Caius Rodrigus en espagnol, Gajus Mordicus en néerlandais, Gaius Spiritus en allemand.

#### Saintlouisblus
Saintlouisblus (Saint Louis blues) est un légionnaire romain en garnison en Belgique dans Astérix chez les Belges.

#### Sciencinfus
Sciencinfus (science infuse) est un jeune légionnaire volontaire pour aller en Corse dans Astérix en Corse. Il apparaît dans Astérix et la Surprise de César, où il joue un rôle plus important. Toujours aussi arrogant, c'est lui qui capture Tragicomix et Falbala, pour montrer qu'il n'est pas un imbécile. Redoutant la colère des Gaulois, le centurion l'envoie dans la légion étrangère avec ses prisonniers. Il réapparaît plus tard dans le camp où sont envoyés Astérix et Obélix. Il sera éjecté d'une palissade.

#### Metellus Scipion
Metellus Scipion : d'après le personnage historique de Quintus Caecilius Metellus Pius Scipio Nasica, dit Metellus Scipion, homme politique romain (voir aussi à « M »), tribun de la plèbe en 59 av. J.-C. et consul en 52 av. J.-C. Beau-père de Pompée, qui épousa en cinquièmes noces sa fille Cornelia Metella, il fut un farouche ennemi de César alors chef de l'armée des Populares contre lequel il dirige les troupes des Optimates à la bataille de Thapsus avec Caton d'Utique et l'aide du roi Juba Ier de Numidie. Metellus Scipion apparaît dans Astérix légionnaire, où est reconstituée la bataille de Thapsus. Il est écœuré par le déroulement de celle-ci car les légionnaires de son armée et de celle de César vêtus de la même tenue sont incapables de différencier les alliés des ennemis ; il décide alors de faire sonner la retraite. Dans la réalité historique, tandis que Caton d'Utique et le roi Juba se suicident pour ne pas tomber vivants aux mains de César, Metellus Scipion périt en mer alors qu'il s'était embarqué sur une galère pour tenter de passer en Hispanie afin de poursuivre la guerre aux côtés des fils de Pompée, mais elle fut prise dans des vents contraires et coula.

#### Suelburnus
Suelburnus (jeu de mots avec l'expression faire suer le burnous) est le gouverneur de la Corse qui fait capturer et exiler Ocatarinetabellatchitchix en Gaule dans Astérix en Corse. Il est également connu à l'étranger sous le nom de Perfidius en anglais, Crassus Vampus en allemand, Sessinquartus en néerlandais, Sudalagordus en espagnol.

#### Terrinconus
Terrinconus (terre inconnue) est un cartographe, géographe et explorateur chargé par César de capturer le Griffon avec le centurion Dansonjus et son aide Jolicursus et qui leur sert de guide. Il retranscrit mal ce que disent les Sarmates qui écorchent les -e (Merci à la place de Paroles, Paroles.. à la 2e page [???]). Il ne croit pas que la terre soit plate. Il apparaît dans Astérix et le Griffon.

#### Claudius Trottemenus
Claudius Trottemenus (trotte-menu, appellation poétique de petits rongeurs comme la souris, dans la fable de La Fontaine « Le Chat et un vieux Rat ») est un légionnaire romain que rencontrent Astérix, Obélix et Abraracourcix dans Astérix chez les Belges.

#### Tutévucantabus
Tutévucantabus (Tu t'es vu quand t'as bu, slogan d'une campagne de prévention contre l'abus d'alcool des années 1990) est un légionnaire pris dans la cascade créée par Obélix dans Astérix et le Griffon.

#### Vivajuventus
Vivajuventus (viva Juventus) est « scribe-journaliste » pour le journal « Buccin Ligure ». Il apparaît à la p. 40 dans Astérix et la Transitalique.

#### Volfgangamadéus
Volfgangamadéus (Wolfgang Amadeus, pour Wolfgang Amadeus Mozart) est légat en Belgique dans Astérix chez les Belges

## Peuples d'Occident
Cette section regroupe tous les peuples issus de la partie située en Occident, les territoires entourant la Gaule (à l'exception de la Germanie, de la Corse et de la Transitalique).

### Bretons
Les habitants de la Bretagne, nom francisé de la province romaine de Britannia qui correspondait à l'Angleterre, au Pays de Galles et au sud de l'Écosse. Leurs noms finissent en -ax. Ils sont aisément reconnaissables à leur parler, à leur cuisine (sangliers bouillis servis avec une sauce à la menthe, le tout accompagné d'une cervoise tiède) et à leur manie de s'arrêter de combattre quotidiennement à 17 h pour boire de l'eau chaude (avec un nuage de lait, n'est-il pas!) ainsi qu'en fin de semaine. Ils inversent l'ordre des adjectifs et des noms.

#### Antrax
Antrax (anthrax) est un aubergiste breton dont le nom figure sur certains tonneaux de vin confisqués par les Romains. Son nom apparaît dans Astérix chez les Bretons.

#### Autodidax
Autodidax (autodidacte) est l'esclave de Claudius Quiquilfus chargé de la cuisine dans Les Lauriers de César.

#### Bidax
Bidax (bidasse) est le tenancier de l'auberge « Chez l'ami Bidax » (allusion à la chanson de Fernandel Avec l'ami Bidasse). Il est également supporter de l'équipe de rugby à XV de Camulodunum à qui il vendra le tonneau de Potion magique acheté au voleur. Il apparaît dans Astérix chez les Bretons.

#### Cassivellaunos
Cassivellaunos est le chef suprême des Bretons, personnage historique, sorte de Vercingétorix d'outre-Manche. Il apparaît dans Astérix chez les Bretons.

#### Danlax
Danlax (dans l'axe) est un aubergiste breton dont le nom figure sur certains tonneaux de vin confisqués par les Romains. Son nom apparaît dans Astérix chez les Bretons.

#### Ecotax
Ecotax (écotaxe) est un « co-aurige breton » qui participe à la course Transitalique.

#### Facederax
Facederax (face de rat) est un voleur breton qui s'empare de la charrette avec les tonneaux de vins dans l'album Astérix chez les Bretons. Il apparaît dans le dessin animé Astérix chez les Bretons où il est doublé par Gérard Croce dans la version française. Dans le film Astérix et Obélix : Au service de Sa Majesté, il est interprété par Michel Crémadès. Le nom Facederax a été en réalité inventé dans le dessin animé, le personnage était en effet anonyme dans l'album.

#### Faupayélatax
Faupayélatax (faut payer la taxe) est un Breton engagé volontaire dans la Légion romaine, dans la même centurie qu'Astérix et Obélix. Il est le seul à apprécier la nourriture qui y est servie (il la qualifie de « splendid » et de « wonderful »). Il apparaît dans Astérix légionnaire.

#### Furax
Furax (furax, « furieux » en argot), est un aubergiste breton dont le nom figure sur certains tonneaux de vin confisqués par les Romains. Son nom apparaît dans Astérix chez les Bretons.

#### Ipipourax
Ipipourax (hip, hip, hourra) est un joueur de l'équipe de rugby à XV de Camulodunum. Il apparaît dans Astérix chez les Bretons. Il est interprété par Jean-Louis Barcelona dans le film Astérix et Obélix : Au service de sa Majesté.

#### Jolitorax
Jolitorax (joli thorax) est le cousin germain d'Astérix, bien qu'il soit Breton. Il apparaît pour la première fois dans Astérix chez les Bretons, et on le revoit dans Astérix en Corse, alors qu'il vient pour le repas anniversaire de la victoire de Gergovie, ainsi qu'en dernière page du livre d'or d'Astérix. Sa fiancée est Ophélia. Dans le dessin animé Astérix chez les Bretons, il est doublé par Graham Bushnell pour la version française. Il a un neveu qui lui ressemble et qui fait partie des esclaves de Rome dans La Galère d'Obélix. Il est interprété par Guillaume Gallienne dans le film Astérix et Obélix : Au service de Sa Majesté (où il n'est d'ailleurs jamais fait mention d'un quelconque lien de parenté avec Astérix). Il est également connu à l'étranger sous le nom de Anticlimax en anglais, Teefax en allemand, Beltorax en italien, Buentorax en espagnol, Flegmatix en néerlandais.

#### Madmax
Madmax (en référence aux films Mad Max) est un aurige breton qui participe à la course Transitalique. Il apparaît dans Astérix et la Transitalique. Son char est saboté par les Cimbres à la solde de Bifidus et il ne pourra pas continuer la course avec son co-aurige Écotax.

#### Minimax
Minimax (minimax) est le tenancier de l'auberge « Le rieur sanglier ». Bien qu'apparaissant dans l'album Astérix chez les Bretons, le nom de celui-ci n'est cité que dans le film d'animation du même nom.

#### Petissax
Petissax (petit Saxe ou petit sac) est un aubergiste breton dont le nom figure sur certains tonneaux de vin confisqués par les Romains. Son nom apparaît dans Astérix chez les Bretons.

#### Petula
Petula (de Petula Clark) est une habitante de la banlieue de Londinium, au LVIII allée du parc, voisine du voleur de charrette (qui habite au LVII). Elle semble être mariée. Elle apparaît dans Astérix chez les Bretons.

#### Relax
Relax (relax, « détendu » en anglais) est le cousin de Surtax et le patron de l'auberge « La gauloise Amphore ». Il apparaît pour la première fois dans Astérix chez les Bretons. Il sera également invité au village gaulois dans Astérix en Corse pour fêter l'anniversaire de la bataille de Gergovie. Il est interprété par Bruno Paviot dans le film Astérix et Obélix : Au service de sa Majesté. Il n'a aucun rapport avec une autre Relax, aubergiste bretonne dans le film Astérix et Obélix : Au service de Sa Majesté, interprétée par Dolores Chaplin.

#### Surtax
Surtax (surtaxe) est le cousin de Relax. Il apparaît dans Astérix chez les Bretons.

#### Zebigbos
Zebigbos (the big boss, « le grand patron » en anglais) est le chef d'un petit village d'irréductibles Bretons qui résiste encore et toujours à l'envahisseur. Sorte d'équivalent à Abraracourcix d'outre-Manche, il lui ressemble par le physique et la forme du casque. Il envoie Jolitorax chercher de l'aide chez son cousin germain Astérix. Zebigbos est également celui qui fait du thé la nationale boisson. Il sera également invité au village gaulois dans Astérix en Corse pour fêter l'anniversaire de la bataille de Gergovie. Il apparaît pour la première fois dans Astérix chez les Bretons. Il est naturellement présent dans le dessin animé Astérix chez les Bretons, mais absent du film Astérix et Obélix : Au service de Sa Majesté où son rôle est en grande partie repris par la reine Cordélia jouée par Catherine Deneuve. Il est également connu à l'étranger sous le nom de Mykingdomforanos en anglais, « My kingdom for an 'orse », parodiant la célèbre phrase « Mon royaume pour un cheval » de Richard III, Sebigbos en allemand, Debikbos en néerlandais.

### Helvètes
Ce sont les habitants de l'Helvétie, partie orientale de la Gaule couvrant une partie du territoire actuel de la Suisse. Leurs noms se finissent en -ix, comme les autres Gaulois. Ils aiment la propreté, la fondue (qu'elle soit magique ou non), le Yodel, le tir à l'arc et ont des trous dans leurs fromages. Ils admirent également le courage des Gaulois face aux Romains. Devant les conséquences gravissimes de sa rencontre avec Astérix et Obélix (un coffre cassé), Zurix conclut que « ce sont des choses comme celles-là qui vous poussent à la neutralité… », allusion au statut de neutralité perpétuelle de la Suisse, instauré par le Congrès de Vienne de 1815.

#### Petisuix
Petisuix (petit-suisse) est le propriétaire de l'Auberge du Lac située au bord du Lacus Lemanus à Geneva. Il aide Astérix et Obélix en les logeant dans son établissement, cachant aux Romains leur présence et les emmenant chez Zurix. On le rencontre pour la première fois dans Astérix chez les Helvètes, puis dans Astérix en Corse lors du banquet pour la fête de l'anniversaire de la bataille de Gergovie. Comme tout Helvète qui se respecte, il est maniaque (il sera d'ailleurs déshonoré lorsqu'il devra marcher avec des chaussures sales dans son auberge). Il a aussi un très grand sens de l'exactitude en criant « coucou » toutes les heures, pour que ses clients retournent les sabliers dans leur chambre et aient ainsi l'heure exacte. Il est également connu à l'étranger sous le nom de Formagginix en italien.

#### Zurix
Zurix (Zurich) est banquier, par allusion à la ville de Zurich, célèbre centre de l'activité bancaire et financière en Suisse. C'est un ami de Petisuix, et son établissement se trouve à Genève. On le rencontre dans Astérix chez les Helvètes. Il passe un mauvais moment avec Astérix et Obélix lorsque ces derniers forcent son coffre et remettent ainsi en question l'infaillibilité de sa banque. Il est une caricature de banquier suisse : il ne loge les deux héros qu'après leur avoir fait signer une convention de compte dans les règles, il se base sur la confidentialité de son établissement pour justifier son accueil de Gaulois recherchés, et demande même une procuration pour que Petisuix puisse venir les chercher le lendemain. Il est également connu à l'étranger sous le nom de Vreneli en allemand. Il n'a aucun rapport avec un autre Zurix, druide maître du jeune Téléférix dans le film Astérix : Le Secret de la potion magique.

### Hiberniens
Les habitants de l'Hibernie, nom francisé de l'Hibernia, nom latin de l'Irlande, luttent contre les Romains aux côtés des Bretons et des Calédoniens pour défendre les îles britanniques

#### O'Torinolaringologix
O'Torinolaringologix (oto-rhino-laryngologique) est un habitant du village des irréductibles Bretons. Il est l'un des principaux adjoints de Zebigbos. Caricature d'Irlandais (Hibernien), il sera également invité au village gaulois dans Astérix en Corse pour fêter l'anniversaire de la bataille de Gergovie. Il apparaît pour la première fois dans Astérix chez les Bretons.

### Ibères
Ce sont les habitants de l'Hispanie, ou Ibérie. qui correspond aux territoires des actuels Espagne et Portugal. Elle était partagée en trois provinces, l'Hispanie ultérieure divisée entre la Bétique (l'actuelle Andalousie) et la Lusitanie (à peu près le Portugal actuel) et l'Hispanie citérieure devenue la Tarraconaise (à peu près l'Aragon, la Catalogne et les Asturies). Il semble que dans les aventures d'Astérix, le terme d'Ibères désigne plus généralement les habitants de la Bétique et de la Tarraconaise qui correspondent à peu près à l'Espagne actuelle, tandis que les habitants de la Lusitanie qui correspond plutôt au Portugal sont nommés Lusitaniens. Les Ibères caricaturent donc les actuels Espagnols.
Ils sont réputés pour leur fierté, leur cuisine épicée et leur danse de castagnettes. Leurs noms sont composées de deux parties se terminant en -on, reliés par « y » (le « et » espagnol), parodiant le système traditionnel des noms espagnols.

#### Dansonsurlepon y Davignon
Dansonsurlepon y Davignon (jeu de mots avec la phrase dansons sur le pont d'Avignon). Voir Nonpossumus dans la section « autres Romains ». Se fera aussi appeler El Hispanies.

#### Lachélechampignon y Causon
Lachélechampignon y Causon (jeu de mots avec la phrase lâchez le champignon et causons) est vendeur de chars à Pompaléo en Hispanie. Il apparaît dans Astérix en Hispanie.

#### Périclès Soupalognon y Crouton
Périclès Soupalognon y Crouton dit « Pépé » (par surnom diminutif), est un Ibère, fils de Soupalognon y Crouton. Grand ami d'Idéfix, il apparaît pour la première fois dans Astérix en Hispanie. Il explique son prénom par le fait qu'il a des ancêtres grecs. Enfant relativement capricieux, s'il essuie un refus, il retient sa respiration jusqu'à obtention de ce qu'il désire. Il est également connu à l'étranger sous le nom de Pericles Huevos y Bacon en anglais, Perikles Costa y Bravo en allemand, Pericle Salsadipeperon y Monton en italien, Pericles Sopalajo de Arriérez y Torrezno en espagnol, Pericles Paella y Peseta en néerlandais.

#### Soupalognon y Crouton
Soupalognon y Crouton (soupe à l'oignon et croûtons) est le chef d'un village ibère, non loin de Munda, qui résiste, lui aussi, encore et toujours à l'envahisseur romain dans Astérix en Hispanie. Il est en quelque sorte l'équivalent d'outre-Pyrénées d'Abraracourcix en Gaule et de Zebigbos en Bretagne. Il sera également invité au village gaulois dans Astérix en Corse pour fêter l'anniversaire de la bataille de Gergovie. Il a un fils du nom de Périclès, qu'on appelle plutôt par son surnom : Pépé (voir ci-dessus).

### Lusitaniens
Ce sont les habitants de la Lusitanie, qui correspond à peu près à l'actuel Portugal. Ils apparaissent à plusieurs reprises dans la série, sans être nommés (Le Domaine des Dieux). On ne découvre les spécificités de leurs noms (qui finissent en -ès) que dans l'album Astérix et la Transitalique. C'est le suffixe -ès/-es (marquant la filiation (« fils de »), équivalent portugais de l'espagnol -ez), présent dans beaucoup de noms de familles portugais.

#### Pataquès
Pataquès (pataquès, erreur de liaison dans le langage parlé) est un aurige lusitanien qui participe à la course Transitalique dans l'album Astérix et la Transitalique. Son char a toujours besoin d'être réparé.

#### Solilès
Solilès (sot-l'y-laisse, morceau de viande de poulet) est un « co-aurige » lusitanien qui participe à la course Transitalique. Il est constamment sous son char pour le réparer, ce qui fait que l'on ne voit jamais sa tête.

### Pictes
Les Pictes sont les habitants de la Calédonie, ancien nom de l'Écosse, également appelés Calédoniens. Leurs noms commencent par Mac, en référence aux noms de familles écossais commençant par cette particule. Correspondant aux actuels Écossais, ils luttent avec les Bretons pour défendre la Grande-Bretagne. La plupart apparaît dans Astérix chez les Pictes.

#### Arnica
Arnica (arnica) est une habitante du village de Mac Oloch.

#### Camomilla
Camomilla (de camomille ; avec peut-être une allusion à Camilla Shand, seconde épouse du Prince Charles) est la fiancée de Mac Oloch.

#### Catlapa
Catalpa (catalpa) est une habitante du village de Mac Oloch.

#### Mac Abbeh
Mac Abbeh (jeu de mots avec le terme macchabée). Rival de Mac Oloch, il est la caricature de Vincent Cassel.

#### Mac Anotérapix
Mac Anotérapix (jeu de mots avec le terme mécanothérapique) est un habitant du village des irréductibles Bretons, l'un des principaux adjoints de Zebigbos. Caricature d'Écossais, il sera également invité au village gaulois dans Astérix en Corse pour fêter l'anniversaire de la bataille de Gergovie. Il apparaît pour la première fois dans Astérix chez les Bretons.

#### Mac Atrell
Mac Atrell (jeu de mots en référence avec la Renault 4, aussi appelée 4L), est le grand-oncle de Mac Oloch.

#### Mac Aye
Mac Aye (jeu de mots avec la locution ma caille, qui peut aussi signifier « ma chérie » en argot) est un membre du clan Mac Abbeh.

#### Mac II
Mac II (Jeu de mots avec le terme aéronautique mach 2) est l'ancien roi des Pictes.

#### Mac Keul
Mac Keul (Jeu de mots avec la locution ma gueule) est un barde du village de Mac Oloch. Son nom fait référence à la chanson Ma gueule de Johnny Hallyday dont il est la caricature.

#### Mac Lop
Mac Lop (Jeu de mots avec la locution ma clope (cigarette en argot)) est un membre du clan Mac Abbeh.

#### Mac Mamah
Mac Mamah est la mère de Mac Oloch.

#### Mac Mini
Mac Mini (Mac mini) est le petit frère de Mac Oloch.

#### Mac Oloch
Mac Oloch (Jeu de mots avec l'expression ma coloc, abréviation courante pour colocation) est un guerrier picte amoureux de Camomilla. Il est également connu à l'étranger sous le nom de Mac Aroon en anglais, Mac Aphon en allemand, Mac Adam en néerlandais, Mac Keron en italien, Mac Brasa en portugais.

#### Mac Quenoth
Mac Quenoth (Jeu de mots avec l'expression ma quenotte, (petite dent en argot)) est un membre du clan Mac Oloch.

#### Mac Rampe
Mac Rampe (ma crampe) est un membre du clan Mac Oloch.

#### Mac Reese
Mac Reese (Jeu de mots avec l'expression ma crise) est un membre du clan Mac Oloch.

#### Mac Robiotik
Mac Robiotik (macrobiotique) est le druide du clan Mac Oloch.

#### Mac Stock
Mac Stock (mastoc) est un chef de clan participant à la cérémonie d'acclamation du nouveau roi des Pictes sur l'île au milieu du loch, armé d'un tronc pour assommer les candidats non éligibles.

## Peuples de Méditerranée
Cette section regroupe les peuples issus des bords de la Méditerranée dans l'Empire romain (à l'exception de l'Hispanie) jusqu'en Asie Mineure.

### Corses
Les habitants de la Corse contrôlent l'intérieur des terres en dépit des tentatives romaines de vaincre leur esprit combatif. Même si la Corse ne faisait pas partie de la Gaule et n'était pas de culture celtique, les auteurs ont choisi de terminer leurs noms en -ix, comme pour les autres peuples de Gaule, afin de les assimiler aux Corses modernes, faisant partie de la France. Ils apparaissent tous dans Astérix en Corse.

#### Caféolix
Caféolix (café au lit) est un aubergiste corse installé à Massilia. Il est également connu à l'étranger sous le nom de Caffèlattix en italien.

#### Carferrix
Carferrix (car ferry) est un guerrier corse du clan d'Ocatarinetabellatchitchix.

#### Chipolata
Chipolata (chipolata) est la sœur de Carferrix.

#### Désiderata
Désiderata (desiderata) est l'épouse de Minéralogix et la sœur de Tropolix.
Errata
 Errata (errata, pluriel de erratum en latin) est l'épouse de Sinfonix.

#### Ocatarinetabellatchitchix
Ocatarinetabellatchitchix (Ô Catarinetta bella, tchi-tchi) : ce chef, au nom bien souvent imprononçable pour les Romains et les pirates (il est appelé « Ocatarinetabellatsointsoin » par le légionnaire Sciensinfus et « Ocatarinetabellaploumploum » par le chef des pirates), est un des principaux protagonistes de l'album. C'est un chef de clan corse, affublé de tous les stéréotypes qui vont de pair avec son origine. Son nom vient des paroles d'une chanson du chanteur corse Tino Rossi : « Ô Catarinetta bella, tchi-tchi » : Assurancetourix dit que « le nom de cet homme m'inspire » la composition d'une chanson. Il aurait les traits d'un restaurateur de Bonifacio nommé Mimi Pugliesi. Il est également connu à l'étranger sous le nom de Boneywasawarriorwayayix (Boney was a warrior Way-ay-ya, premiers vers du chant de marin Boney) en anglais, Osolemirnix en allemand, Ocatarinetabelasciscix en italien et Ozewiezewozewiezewallakristallix en néerlandais.

#### Paléontologix
Paléontologix (paléontologique) est l'un des quatre petits vieux assis à l'entrée du village Corse d'Ocatarinetabellatchitchix, commentant ce qui se passe dans le village.

#### Parlomba
Parlomba (parlons bas) est l'épouse de Caféolix.

#### Patologix
Patologix (pathologique) est le druide du village d'Ocatarinetabellatchitchix. Il ne cueille pas le gui avec une serpe d'or comme Panoramix, il attend qu'il tombe.

#### Ramollix
Ramollix (ramolli) est l'un des quatre petits vieux assis à l'entrée du village corse d'Ocatarinetabellatchitchix, commentant ce qui se passe dans le village.

#### Salamix
Salamix (salami) est le seul légionnaire corse. Il s'est engagé après être tombé d'un châtaignier, le choc l'ayant rendu débile (« avant de lui faire comprendre quelque chose, on a le temps de tuer un âne à coups de figues molles »). C'est Astérix, à la suite d'une baffe, qui lui rendra toute sa raison et son patriotisme corse.

#### Squinotix
Squinotix (ski nautique) est le cousin de Figatellix. Il se cache dans le maquis depuis 32 ans « à cause de l'histoire de la grand-tante de Plaindetix ».

#### Plusieurs chefs corses
Appatix (apathique), Figatellix (figatelli, charcuterie corse), ennemi d'Ocatarinetabellatchitchix car c'est lui qui l'aurait dénoncé aux Romains, Herettix (hérétique), Minéralogix (minéralogique), Osterlix (Austerlitz), célèbre pour son sommeil (allusion au « soleil d'Austerlitz »), Plaindetix (plein de tiques ou plein de tics), Sinfonix (symphonique), Talassotérapix (thalassothérapique), Tropolix (trop poli : allusion probable à l'expression « trop poli pour être honnête »), Violonccellix (violoncelliste).

### Étrusques
Les Étrusques sont un peuple qui vit au centre de la péninsule italienne et au nord de l'Ombrie, du Latium et de Rome. Astérix et Obélix les rencontrent lors de la course transitalique (Astérix et la Transitalique). Bien que leurs noms individuels ne soient pas connus, ils sont réputés très bons auriges par les scribes-journalistes (p. 13) et par l'aubergiste à Parma (Parme) à la p. 20.

### Grecs
Les habitants de la Grèce antique qui correspondait à la Grèce actuelle ainsi qu'à une partie de la Turquie en Asie mineure se reconnaissent aisément à leur profil... grec, aux caractères bien particuliers utilisés dans leurs phylactères, ainsi qu'à leurs noms en -os, en -as, voire en -thène.

#### Calendos
Calendos (calendos, « camembert » en langage familier) est un « co-aurige » grec qui participe à la course Transitalique dans Astérix et la Transitalique.

#### Calvados
Calvados (Calvados) est un des nombreux cousins de Mixomatos. Il semble tenir un bureau de change. Il est cité dans Astérix aux Jeux olympiques.

#### Croquemithène
Croquemithène (jeu de mots avec le personnage mythique croque-mitaine) est un des nombreux cousins de Mixomatos. Il est également président du Sénat olympique. Il apparaît dans Astérix aux Jeux olympiques.

#### Fécarabos
Fécarabos (jeu de mots avec fée Carabosse) est un des nombreux cousins de Mixomatos. Il est également restaurateur. Il apparaît dans Astérix aux Jeux olympiques.

#### Garmonparnas
Garmonparnas (jeu de mots avec gare Montparnasse) est magistrat olympique. Il apparaît dans Astérix aux Jeux olympiques. Il apparaît également dans le jeu vidéo Astérix et Obélix XXL 2 : Mission Las Vegum, où il n'est pas magistrat, mais druide, l'un des trois réunis avec Panoramix dans la forêt des Carnutes qui est enlevé par les Romains. Un druide gaulois lui ressemblant apparaît dans le jeu vidéo suivant Astérix aux Jeux olympiques, mais il est nommé Élulamatrix.

#### Gâtessos
Gâtessos (gâte-sauce) est un cuisinier de Jules César acheté chez Tifus le marchand d'esclaves. Il apparaît dans Les Lauriers de César.

#### Invinoveritas
Invinoveritas (in vino veritas : proverbe latin qu'on trouve entre autres chez Pline l'Ancien, équivalent de « la vérité est au fond du verre » en français ) est un cousin par alliance de Mixomatos. Il est également propriétaire de l'auberge à Athènes où Astérix, Obélix et Agecanonix vont faire la fête. Son nom apparaît dans Astérix aux Jeux olympiques.

#### Ipsos
Ipsos (Ipsos) est l'astrologue grec de Jules César qui lui assure une grande prospérité grâce au succès des Commentaires sur la Guerre des Gaules. Il apparaît dans Le Papyrus de César.

#### Karédas
Karédas (jeu de mots avec l'expression carré d'as (combinaison de cartes au poker)) est un marchand grec qui repêche Astérix, Obélix et Assurancetourix à la suite de leur chute dans la mer dans Astérix chez Rahàzade - 1987. Il existe aussi un personnage des aventures de Tintin qui porte un nom tiré du même jeu de mots : Laszlo Carreidas, le milliardaire de Vol 714 pour Sydney - 1968.

#### Lebolos
Lebolos (le bolos) est un scribe-journaliste grec pour Sparte-Matin. Il apparaît à la page 40 dans Astérix et la Transitalique.

#### Lédeumagos
Lédeumagos (Les Deux Magots) est le patron de l'auberge lutécienne grecque Lédeumagos, il apparaît dans L'Iris blanc.

#### Mixomatos
Mixomatos (myxomatose) est le guide des Gaulois à Athènes. Il a pour particularité d'avoir de nombreux cousins. Il apparaît dans Astérix aux Jeux olympiques.

#### Okéibos
Okéibos (jeu de mots avec l'expression américaine (avec l'accent) O.K. Boss, (d'accord patron)) est le seul représentant de l'île de Rhodes aux Jeux olympiques. Il y gagne la palme d'or à la lutte. Il a plusieurs frères dont un qui lui est identique. Son surnom de colosse est un clin d'œil au Colosse de Rhodes. Il apparaît dans Astérix aux Jeux olympiques.

#### Plazadetoros
Plazadetoros (Plaza de Toros, nom espagnol donné aux arènes) est un Grec engagé volontaire dans la Légion romaine, dans la même centurie qu'Astérix et Obélix. Il apparaît dans Astérix légionnaire.

#### Plexiglas
Plexiglas (plexiglas) est un des nombreux cousins de Mixomatos. Il est également propriétaire d'une auberge à Athènes. Il est cité dans Astérix aux Jeux olympiques - 1968. Il existe aussi un personnage de Tintin qui porte un nom tiré du même jeu de mots : le maréchal Plekszy-Gladz, dictateur de la Bordurie, qui apparaît pour la première fois dans L'Affaire Tournesol - 1956.

#### Purmerino
Purmerinos (pur mérinos) est un aurige grec qui participe à la course Transitalique dans Astérix et la Transitalique.

#### Sacerdos
Sacerdos (sacerdoce) est l'esclave Grec d'Homéopatix, le frère de Bonemine. Il apparaît dans L'Iris blanc.
 Scarfas (Scarface) est un des nombreux cousins de Mixomatos. Il est également conducteur de char. Il est cité dans Astérix aux Jeux olympiques.

#### Spartakis
Spartakis (Spartacus) est un galérien grec, caricature de Kirk Douglas (qui fut l'interprète de Spartacus à l'écran), il est chef des esclaves rebelles qui ont détourné la galère de César. Il apparaît dans La Galère d'Obélix.

#### Trodéxès de Collagène
Trodéxès de Collagène (trop d'excès de collagène). C'est un voyageur qui a exploré le pays des Sarmates et qui a donné le nom de Griffon à la créature sous le lac. Il a rédigé un carnet de bord décrivant ses découvertes lors de ce voyage qui rapporte des informations pouvant mettre en danger le peuple sarmate, car elles incitent Terrinconus et Jules César à monter une expédition pour capturer le griffon. On le voit en flashback dans Astérix et le Griffon.

### Numides
Contrairement aux habitants berbères de la Numidie antique, située en Afrique du Nord, il s'agit de noirs d'Afrique subsaharienne. Leurs noms se terminent en -tha, d'après le roi historique Jugurtha de Numidie.

#### Bigdatha
Bigdatha (big data) est l'un des scribes numides muets au service de Promoplus. Il est mentionné dans Le Papyrus de César où il arrive à s'enfuir avec la partie censurée des écrits de César.

#### Duplicatha
Duplicatha (duplicata) est le chef des esclaves chargés de défricher la forêt pour y construire le Domaine des dieux dans l'album du même titre. Lorsqu'il se rebelle grâce à la potion magique, un gardien du camp des esclaves emploie à son propos l'expression « Il ne faut jamais parler sèchement à un Numide… ». Il apparaît naturellement dans le film d'animation Astérix : Le Domaine des dieux où il est doublé par Laurent Lafitte.

#### Juba Ierde Numidie
Juba Ier de Numidie est le dernier roi historique de Numidie orientale, pays des berbères. Il est mentionné dans Astérix légionnaire où il est allié contre César aux troupes romaines restées fidèles à Pompée en Afrique du Nord et commandées par Metellus Scipion.

### Ombriens
Les Ombriens sont les habitants de l'Ombrie, région de l'Italie près du Latium et de Rome. Lors de la course transitalique (Astérix et la Transitalique), Astérix et Obélix rencontrent deux irréductibles Ombriens, Erasmus et son compagnon au nom inconnu, alors qu'ils cherchent la roue perdue par les deux Koushites.

### Vénètes
Le peuple vénète habite là où est actuellement Venise, sans doute le seul peuple italique à vivre sur l'eau. Astérix et Obélix, dans Astérix et la Transitalique, se retrouvent près de Venexia (ancien nom de Venise) en voulant aller à Parma (Parme), les fausses bornes posées par les Romains les ayant induits en erreur.

## Peuples d'Orient
Cette section regroupe les peuples lointains d'Orient au-delà de l'Asie Mineure.

### Égyptiens
Ce sont les habitants de l'Égypte ancienne qui correspond à peu près à l'Égypte actuelle. On les reconnaît à leurs noms en -is et aux hiéroglyphes présents dans leurs phylactères.

#### Amonbofis
Amonbofis (à mon beau fils, avec mention du dieu Amon) est un architecte jaloux de Numérobis qui fait tout pour le voir finir dans le ventre d'un crocodile, y compris concocter un pudding à l'arsenic. Il apparaît dans Astérix et Cléopâtre et dans son adaptation en film d'animation où Bernard Lavalette lui prête sa voix. Dans le film, Astérix & Obélix : Mission Cléopâtre, c'est Gérard Darmon qui joue son rôle. Il est également connu à l'étranger sous le nom de Artifis en anglais, Pyradonis en allemand, Stocafis (Von Klappen dans le film) en italien, Paletabis en espagnol, Plurkis en néerlandais, Marnypopis en polonais.

#### Césarion
Ptolémée XV ou Césarion, personnage historique, est présenté comme le fils d'Astérix dans l'album du même nom. Il est en réalité le fils de Jules César et de Cléopâtre.

#### Cléopâtre
Cléopâtre VII, personnage historique, est la reine d'Égypte qui commande un palais à Numérobis. Elle a une relation amoureuse avec Jules César qui produira un enfant, Césarion, qu'elle cachera dans le village des irréductibles Gaulois (album Le Fils d'Astérix). César la décrit ainsi : « Elle est gentille, mais les épices lui montent facilement au nez - qu'elle a joli, d'ailleurs. », par allusion à la fameuse phrase du savant Blaise Pascal : « Si le nez de Cléopâtre eût été plus court, toute la face du monde aurait changé. ». Elle apparaît pour la première fois dans Astérix et Cléopâtre, mais elle est invoquée par César dès le premier album, Astérix le Gaulois, et son nom constitue la solution d'une charade (clé + eau + pâtre) dans Astérix gladiateur, Elle réapparaît brièvement dans les albums suivants réalisés par Albert Uderzo seul, Le Fils d'Astérix, La Galère d'Obélix et L'Anniversaire d'Astérix et Obélix - Le Livre d'or. Elle apparaît naturellement dans le dessin animé Astérix et Cléopâtre et dans Les Douze Travaux d'Astérix avec la voix de Micheline Dax. Dans le film, Astérix & Obélix : Mission Cléopâtre, c'est Monica Bellucci qui joue son rôle.

#### Courdeténis
Courdeténis (court de tennis) est un légionnaire engagé bien à tort, croyant qu'il entrait dans une auberge. Il montre une finesse toute relative en se moquant du capitaine du navire dans lequel les soldats s'embarquent (avec notamment les célèbres formules « poil au nez » et « poil aux mains »). Il apparaît dans Astérix légionnaire.

#### Ginfis
Ginfis (gin fizz) est l'un des espions de César. Il apparaît dans Astérix et Cléopâtre. Il est également connu à l'étranger sous le nom de : Mintjulep en anglais et Ginfiz en allemand.

#### Kefélapolis
Kefélapolis (que fait la police ?) est l'intendant égyptien du conseiller de César Bonus Promoplus. Il apparaît dans Le Papyrus de César.

#### Misenplis
Misenplis (mise en plis) est le scribe de Numérobis. Il parle le gaulois ainsi que toutes les langues « vivantes » (à l'époque) : le latin, le grec ancien, etc., en plus de l'égyptien ancien. Il apparaît dans Astérix et Cléopâtre. Il est également connu à l'étranger sous le nom de Exlibris (Ex-libris) en anglais, Sekretaris en allemand, Milapis en espagnol et Aapnootmis en néerlandais.

#### Numérobis
Numérobis (numéro bis) est l'architecte chargé par Cléopâtre de lui bâtir un palais en trois mois. Il apparaît dans Astérix et Cléopâtre. Il apparaît également dans l'adaptation animée avec la voix de Pierre Tornade, ainsi que dans le film Astérix & Obélix : Mission Cléopâtre, sous les traits de Jamel Debbouze où on apprend que Panoramix était un vieil ami de son père qui s'appelait Toumehéris (« tout me hérisse »). Il fait aussi une brève apparition à la fin du film Astérix aux Jeux olympiques, toujours joué par Jamel Debbouze. Dans les films, il éprouve également des difficultés à prononcer certains noms étrangers, c'est ainsi qu'il nomme Panoramix successivement Panagolfix et Panégérix (Panégyrique), Astérix, Amstérixme ou encore César, Sésame. Il croit aussi par erreur qu'Itinéris l'appelle Jadis. Il est également connu à l'étranger sous le nom de Edifis en anglais et Tekenis en néerlandais. Il ne doit pas être confondu avec Numérodis, invité au banquet dans le film Astérix aux Jeux olympiques.

#### Tourdepis
Tourdepis (tour de Pise) est un architecte, collègue de Numérobis, cité dans L'anniversaire d'Astérix et Obélix - Le Livre d'or.

#### Tournevis
Tournevis (tournevis) est le scribe d'Amonbofis. Il apparaît dans Astérix et Cléopâtre et dans son adaptation animée avec la voix de Jacques Balutin. Il est également connu à l'étranger sous le nom de Krukhut en anglais, Schraubzieris en allemand, Tornavis en espagnol et Kissebis en néerlandais.

#### Tumehéris
Tumehéris (tu me hérisses) est le capitaine du navire de Numérobis quand celui-ci part pour la Gaule demander l'aide de Panoramix. Il apparaît dans l'album Astérix et Cléopâtre ainsi que dans le long-métrage d'animation qui en est issu. Il est également présent dans le film Astérix & Obélix : Mission Cléopâtre où il est interprété par Samson Leguesse : son nom n'est pas prononcé, mais son navire est nommé, le Napadélis (n'a pas d'hélice). Il est également connu à l'étranger sous le nom de : Sethisbackup en anglais, Abstosis en allemand, Piramídis en espagnol et Businis en néerlandais.

### Indiens
On appelle ici « Indiens » les habitants du pays de l'Indus, en d'autres termes l'Inde actuelle, ou du sous-continent indien, qui apparaissent dans Astérix chez Rahàzade.

#### Cékouhaçà
Cékouhaçà (« c'est quoi ça ? ») est rajah dans la vallée de l'Indus et père de la princesse Rahãzade.

#### Kiçàh
Kiçàh (« qui ça ? ») est un fakir conducteur de tapis venu de la vallée du Gange pour chercher un chanteur qui fait tomber la pluie sur commande.

#### Kiwoàlàh
Kiwoàlàh (« qui voilà ? ») est le méchant gourou qui veut devenir Rajah à la place du Rajah. Il est le cousin d'Iznogoud, autre personnage de René Goscinny, le méchant vizir qui « veut être calife à la place du calife ».

#### Mercikhi
Mercikhi (« merci qui ? ») est fakir et serviteur de Kiwoàlàh.

#### Pourkoipàh
Pourkoipàh (« pourquoi pas ? ») est un dresseur d'éléphants.

#### Rahàzade
Rahàzade (rasade[réf. nécessaire]) est une princesse courageuse, prête à se sacrifier pour son peuple. Elle est la fille du rajah Cékouhaçà. Son nom est une référence à Shéhérazade (chez Rahàzade), princesse des Mille et une nuits.

#### Seurhàne
Seurhàne (d'après sœur Anne du conte de Perrault La Barbe Bleue) est une dame d'honneur, une gouvernante ou une suivante de la princesse Rahãzade.

### Judéens
Ce sont les habitants de la Judée qui correspond aux actuels territoires d'Israël. Ils sont le seul peuple à avoir une religion monothéiste, honorant un dieu unique. Ils apparaissent dans L'Odyssée d'Astérix.

#### Isaïe
Isaïe (d'après Isaïe, personnage biblique) est un Judéen rencontré par Astérix et Obélix devant Jérusalem.

#### Josué Pazihalé
Josué Pazihalé (j'osais pas y aller + nom biblique Josué) est un Judéen qui cache Astérix et Obélix dans une étable de Bethléem.

#### Saül Péhyé
Saül Péhyé (ça eût payé, sketch de Fernand Reynaud + nom biblique Saül) est guide. C'est la caricature de René Goscinny.

#### Samson Pludechorus
Samson Pludechorus (sans son, plus de chorus + nom biblique Samson), de son vrai nom Rosenblumenthalovitch, comportant une allusion au nom de famille Blumenthal, mais également une compilation des noms juifs « typiques » : Rosenblum, Blumenthal avec le suffixe patronymique russe -vitch (« fils de ») ; il y a aussi une mention, enchâssée dans cette compilation, de la menthe à l'eau, est vendeur d'huile de roche et ami du Phénicien Épidemaïs.

### Koushites
Ce sont les habitants du royaume de Koush, petit État au sud de l'Égypte, en Nubie, dans l'actuel Soudan. Leurs noms finissent en -fer. Ils s'expriment en hiéroglyphes, tels les Égyptiens (bien qu'il soient un peu différents). Les Koushites apparaissent pour la première fois dans Astérix et la Transitalique.

#### Niphéniafer
Niphéniafer (ni fait ni à faire) est une princesse koushite qui participe à la course Transitalique comme aurige.

#### Toutunafer
Toutunafer (toute une affaire) est une princesse koushite qui participe à la course Transitalique comme co-aurige. Elle a un petit penchant pour Idéfix, au grand dam d'Obélix.

### Phéniciens
Ce sont les habitants de la Phénicie qui correspond approximativement au Liban actuel, et leurs noms finissent en -is, tout comme ceux des Égyptiens.

#### Epidemaïs
Epidemaïs (épi de maïs) est un marchand phénicien, fournisseur officiel d'huile de roche pour Panoramix. Il embarque à plusieurs reprises Astérix et Obélix lors de leurs voyages. Il trouve toujours une manière originale d'engager des rameurs pour pas cher. Par exemple : un club de vacances-croisière à l'aller, et un grand concours où tous les prix sont une croisière en mer, frais non compris, au retour. (voir : L'Odyssée d'Astérix). Il apparaît pour la première fois dans Astérix gladiateur, puis on le retrouve dans L'Odyssée d'Astérix. Malheureusement, son bateau est pillé par les pirates dans La Fille de Vercingétorix. Il apparaît également dans le dessin animé Astérix chez les Bretons bien qu'il ne soit pas dans l'album dont le film est tiré. Il est également connu à l'étranger sous le nom de Ekonomikrisis en anglais, Grandimais en italien, Espigademaíz en espagnol et Verramsj en néerlandais.

### Perses
Ce sont les habitants de la Perse dont le territoire en 50 av. J.-C. s'étendait depuis l'Iran actuel où se trouvait son berceau jusqu'à couvrir une grande partie du Moyen-Orient et du Proche-Orient entre l'Inde et la Turquie. Astérix, Obélix et Assurancetourix font une étape chez eux le temps de trouver un nouveau tapis de rechange pour Kiçàh dans Astérix chez Rahàzade. Dans un test de fiabilité, Astérix et Obélix mettent en déroute des pirates barbares venus piller les Perses.

## Peuples barbares
Cette section regroupe les peuples barbares d'Europe à l'extérieur des limites de l'Empire Romain. Ils se situent en Europe centrale et de l'Est ainsi qu'en Scandinavie.

### Cimbres
Les Cimbres étaient un peuple germanique originaire du Jutland au Danemark. Tels les Vikings de La Grande Traversée, leurs phylactères sont composés de lettres utilisées dans les pays nordiques : le « Ø » (o barré obliquement) et le « Å » (a rond en chef). Mais tandis qu'Astérix et Obélix ne parviennent pas à communiquer avec eux, ces derniers arrivent parfaitement à comprendre les Cimbres. Leurs noms finissent en -ten, peut-être par similitude avec ces mêmes Vikings, dont les noms finissent en -sen.

#### Betåkårøten
Betåkårøten (bêta-carotène) est un aurige qui participe à la course Transitalique, esclave-saboteur à la solde de Bifidus. Il apparait dans Astérix et la Transitalique.

#### Zerøgluten
Zerøgluten (zéro gluten) est un aurige qui participe à la course Transitalique, esclave-saboteur à la solde de Bifidus. Il apparait dans Astérix et la Transitalique.

### Goths
Ce sont les habitants de la Germanie, nom donné dans l'Antiquité à la région d'Europe centrale et septentrionale séparée du monde romain par le Rhin et le Danube et s'étendant approximativement, à l'est, jusqu'à la Vistule et correspondant ainsi à l'actuelle Allemagne ainsi qu'à une partie de la Pologne et de la République tchèque. Ils sont aisément reconnaissables à leurs noms en -ic (faisant probablement référence à Alric 1er et à Théodoric le Grand, un peu à la manière de Vercingétorix pour les Gaulois) et aux caractères gothiques utilisés dans leurs phylactères. Ils ne parviennent donc pas à communiquer avec Astérix et Obélix, qui ne comprennent pas leur façon de parler. On note également pour certains d'entre eux le casque à pointe allemand. Sauf précision, ils apparaissent dans Astérix et les Goths.

#### Casseurdebric
Casseurdebric (casseur de briques) est un clochard goth à qui Panoramix a donné de la potion magique pour semer le désordre chez les Goths. Dans les guerres « astérixiennes » des Goths, il attaque Passmoilcric, mais lui-même sera surpris par Liric. Il revient et réussit à battre Satiric, mais est de nouveau vaincu par Téléféric.

#### Chiméric
Chiméric (chimérique) est un Goth engagé volontaire dans la Légion romaine, dans la même centurie qu'Astérix et Obélix. Il apparaît dans Astérix légionnaire.

#### Cloridric
Cloridric (chlorhydrique) est l'interprète du chef des Goths Téléféric. Grâce à la potion magique de Panoramix, il essaie de prendre la place de Téléféric, mais après lui avoir infligé une cuisante défaite, il est pris à revers par Liric. Son nom allemand est Holperik (holprig, « hésitant »).

#### Coudetric
Coudetric (coup de trique) est un guerrier goth qui capture Panoramix.

#### Electric
Electric (électrique) est un balayeur goth à qui Panoramix donne de la potion magique pour semer la confusion chez les Goths. Après avoir surpris Passmoilcric, il se nomme chef suprême des Goths sous le nom de Général Electric (allusion au conglomérat boursier General Electric), mais finit par être trahi par Satiric.

#### Figuralégoric
Figuralégoric (figure allégorique) est un Goth qui veut s'engager dans la légion romaine, mais qui est recalé lors de l'examen médical. Il apparaît dans Astérix légionnaire.

#### Gymtonic
Gymtonic (Gym Tonic) est un aurige goth participant à la course Transitalique dans Astérix et la Transitalique.

#### Histéric
Histéric (hystérique) est un guerrier goth participant à l'enlèvement de Panoramix à la forêt des Carnutes, sous le commandement de Coudetric.

#### Liric
Liric (lyrique) est un Goth à qui Panoramix a donné de la potion magique pour provoquer les guerres « astérixiennes ». Allié de Cloridric, il le trahit et se proclame chef suprême des Goths, mais il tombe dans un guet-apens tendu par Satiric, son propre beau-frère. Il réussit à renverser Casseurdebric pour être défait à son tour par Electric.

#### Osdusmic
Osdusmic (hausse du SMIC) est un scribe-journaliste goth pour Le Pari Goth (parigot, terme argotique pour « parisien »). Il apparaît dans Astérix et la Transitalique

#### Pasdfric
Pasdfric (pas de fric) est un guerrier goth participant à l'enlèvement de Panoramix dans la forêt des Carnutes, sous le commandement de Coudetric.

#### Passmoilcric
Passmoilcric (passe-moi l'cric) est un Goth de petite taille, terrorisé par son épouse de forte corpulence, à qui Panoramix a donné de la potion magique pour semer le désordre chez les Goths. Dans les guerres « astérixiennes » des Goths, il se fait attaquer par Electric alors qu'il réfléchit à un plan d'attaque, mais se venge en attaquant Téléféric avant de se proclamer chef des Goths. Il établit un camp dans lequel il boudera (parce que les autres rient de lui) avant de se faire surprendre par une attaque de Casseurdebric.

#### Périféric
Périféric (périphérique) est un guerrier goth participant à l'enlèvement de Panoramix dans la forêt des Carnutes, sous le commandement de Coudetric. Il ne doit pas être confondu avec Périférix, esclave gaulois détenu chez les Vikings dans l'album La Grande Traversée.

#### Satiric
Satiric (satyrique) participe aux guerres « astérixiennes » des Goths, après avoir bu la potion magique de Panoramix. Il trahit son beau-frère Liric ainsi qu'Electric, mais sera battu par Cloridric.

#### Téléféric
Téléféric (téléphérique) est un chef des Goths. Son nom allemand est Cholerik. Il ne doit pas être confondu avec Téléférix, jeune druide dans le film Le Secret de la potion magique.

#### Théoric
Théoric (théorique) est un guerrier goth participant à l'enlèvement de Panoramix dans la forêt des Carnutes, sous le commandement de Coudetric. Il ne doit pas être confondu avec Théorix, un habitant du village au Grand Fossé dans l'album Le Grand Fossé.

### Normands
« Hommes du nord », historiquement habitants de la Scandinavie, ils correspondent aux Vikings. Dans les aventures d'Astérix, ils semblent être les habitants de la Norvège actuelle contrairement aux Vikings qui semblent être ceux du Danemark actuel. Les Normands ont pour particularité d'avoir des noms se terminant en -af (d'après les prénoms Gustav et Olav) , ce qui rend Obélix hilare. Sauf précision, ils apparaissent dans Astérix et les Normands.
Par calembour, les auteurs les amalgament aux autres Normands, les habitants de l'actuelle Normandie (région devant son nom à ce peuple). Ils aiment ainsi les plats à base de crème (fraises à la crème, sangliers à la crème, « et le fin du fin : de la crème à la crème ») et le calva qu'ils boivent dans le crâne de leurs ennemis vaincus.

#### Autograf
Autograf (autographe) est un guerrier normand venu en Gaule pour apprendre la peur.

#### Batdaf
Batdaf (Bat d'Af pour Bataillons d'Afrique) est un guerrier normand envoyé dans la forêt en Gaule pour chercher quelqu'un qui pourrait apprendre la peur aux Normands. Il capture Goudurix. Il est également connu à l'étranger sous le nom de Nescaf en anglais, Dompfaf en allemand, Soldaf en espagnol et Komvandatdakaf en néerlandais. Son nom est inspiré de Bat d'Af (pour Bataillons d'Afrique).

#### Bathyscaf
Bathyscaf (bathyscaphe) est un guerrier normand venu en Gaule pour apprendre la peur. Il est interprété par Alexandre Picot dans le film Astérix et Obélix : Au service de sa Majesté.

#### Bellegaf
Bellegaf (belle gaffe) est un guerrier normand venu en Gaule pour apprendre la peur.

#### Caraf
Caraf (carafe) est un guerrier normand venu en Gaule pour apprendre la peur. Il apparaît dans le dessin animé Astérix et les Vikings où Patrick Borg lui prête sa voix dans la version française.

#### Cénotaf
Cénotaf (cénotaphe) est un guerrier normand venu en Gaule pour apprendre la peur.

#### Cinématograf
Cinématograf (cinématographe) est un guerrier normand venu en Gaule pour apprendre la peur.

#### Complétemenpaf
Complétemenpaf (complètement paf) est un guerrier normand venu en Gaule pour apprendre la peur.

#### Dactilograf
Dactilograf (dactylographe) est un guerrier normand venu en Gaule pour apprendre la peur.

#### Épaf
Épaf (et paf) est un guerrier normand venu en Gaule pour apprendre la peur.

#### Épitaf
Épitaf (épitaphe) est un guerrier normand venu en Gaule pour apprendre la peur.

#### Olaf Grossebaf
Olaf Grossebaf (grosse baffe) est le chef des guerriers normands venu en Gaule pour apprendre la peur, seule chose que les Normands ignorent. Il aime les plats à base de crème et boire du calva dans le crâne de ses ennemis vaincus. Il apparaît naturellement dans le dessin animé Astérix et les Vikings où il est doublé par Marc Alfos. Dans cette adaptation, il a une épouse, Vikéa et une fille, Abba. Il est interprété par Bouli Lanners dans le film Astérix et Obélix : Au service de sa Majesté. Il est également connu à l'étranger sous le nom de Olaf Timandahaf en anglais, Olaf Maulaf en allemand, Olaf Liflaf en espagnol et en néerlandais et Olaf Grandibaf en italien.

#### Mataf
Mataf (mataf, « matelot » en argot) est la vigie du bateau normand.

#### Paraf
Paraf (paraphe) est un guerrier normand venu en Gaule pour apprendre la peur.

#### Plaf
Plaf (de plaf, onomatopée d'un seau d'eau lancé dans la figure) est un guerrier normand venu en Gaule pour apprendre la peur.

#### Ripilaf
Ripilaf (riz pilaf) est un « co-aurige » normand qui participe à la course Transitalique dans Astérix et la Transitalique.

#### Stenograf
Stenograf (sténographe) est un guerrier normand venu en Gaule pour apprendre la peur. Il est interprété par Dirk Heinrichs dans le film Astérix et Obélix : Au service de sa Majesté.

#### Trodtaf
Trodtaf (trop d'taf ; voir aussi taf : « travail à faire ») est un aurige normand qui participe à la course Transitalique dans Astérix et la Transitalique.

### Sarmates
Ce sont les habitants du Nord de la mer Noire, qui correspond à la Russie actuelle et à l'Ukraine. Leurs noms se terminent en -ov, -ine ou -ovna (pour les femmes) comme de nombreux noms russes. Dans leurs phylactères, les lettres E, F, J, N, Q et R sont dessinées en miroir (en sens inverse), ce qui évoque un peu l'écriture cyrillique. Ils apparaissent dans Astérix et la Transitalique et Astérix et le Griffon.

#### Barovomaltine
Barovomaltine (barre Ovomaltine), est un livreur de rondins et le sosie d'Obélix (Astérix et le Griffon)

#### Cékankondine
Cékankondine (C'est quand qu'on dîne ?) est un chaman, époux de Maminovna (Astérix et le Griffon)

#### Garozépine
Garozépine (gare aux épines), est un fromager (Astérix et le Griffon)

#### Gasturbine
Gasturbine (gaz-turbine), est le doyen (Astérix et le Griffon)

#### Kalachnikovna
Kalachnikovna (kalachnikov), est enlevée par les Romains (Astérix et le Griffon). Elle a de longs cheveux blonds une robe violette en écailles des bottes une demi-cape et une cape en fourrure rose.

#### Kastachopine
Kastachopine (casse ta chopine, est une allusion probable à la coutume russe consistant à jeter par-dessus son épaule son verre après l'avoir vidé « cul sec »), bouilleur de cru (Astérix et le Griffon)

#### Klorokine
Klorokine (chloroquine), est un homme au foyer

#### Kolonarine
Kolonarine (colle aux narines), est menuisier (Astérix et le Griffon)

#### Krakatovna
Krakatovna (Krakatoa, Volcan en Indonésie au sud de Sumatra), est une amazone qui tombe amoureuse d'Obélix

#### Lobotovna
Lobotovna (d'après lobotomie ?), est un enfant, fille de Klorokine

#### Maminovna
Maminovna (Mamie Nova, marque de desserts) est la cheffe des Amazones (Astérix et le Griffon)

#### Ogougimov
Ogougimov (au goût guimauve) est un aurige sarmate, qui participe à la course Transitalique (Astérix et la Transitalique).

#### Olyunidislov
Olyunidislov (All You Need Is Love, chanson des Beatles) est un co-aurige sarmate portant une ouchanka, qui participe à la course Transitalique (Astérix et la Transitalique).

#### Tripatovna
Tripatovna (Origine inconnue) est une guerrière amazone dans (Astérix et le Griffon)

### Vikings
Ce sont historiquement habitants de la Scandinavie, ils correspondent aux Normands, mais ne doivent pas être confondus avec eux dans les aventures d'Astérix où ils semblent être les habitants du Danemark actuel, contrairement aux Normands qui semblent être ceux de la Norvège actuelle. Leurs phylactères sont composés de lettres utilisées dans les pays nordiques : le « Ø » (o barré obliquement) et le « Å » (a rond en chef). Ils ne parviennent donc pas à communiquer avec Astérix et Obélix, qui ne comprennent pas leur façon de parler. Ils apparaissent dans La Grande Traversée
Les noms des hommes finissent en -sen, comme pour Hans Christian Andersen, auteur danois. C'est une référence au système de nom à suffixe patronymique de certains pays scandinaves,où -sen signifie « fils de », comme -son dans d'autres pays scandinaves et chez les Anglo-Saxons.

#### Åvånsen
Åvånsen (avant-scène), surnommé « yeux méfiants », est le second de Kerøsen.

#### Gudrun
Gudrun (nom féminin scandinave et germanique d'origine mythologique, en référence à Gudrún ou Kriemhild, l'un des principaux personnages féminins des épopées allemandes et nordiques médiévales), femme viking du village d'Øbsen (avec une référence à « obscène », peut-être comme variante de Ibsen, nom d'un célèbre dramaturge norvégien).

#### Hållgerd
Hållgerd est une femme viking du village d'Øbsen.

#### Hertrud
Hertrud est une femme viking du village d'Øbsen.

#### Kerøsen
Kerøsen (kérosène) est un aventurier viking parti avec son équipage pour découvrir un nouveau monde. Il apparaît également dans le jeu vidéo Astérix et Obélix XXL 2 : Mission Las Vegum, où il n'est pas explorateur, mais druide viking, l'un des trois druides réunis avec Panoramix dans la forêt des Carnutes qui est enlevé par les Romains. Il est également connu à l'étranger sous le nom de Herendethelessen en anglais, Erik en allemand et Christøffelsen en néerlandais.

#### Målsen
Målsen (malsaine), surnommé « le dingue », fait partie de l'équipage de Kerøsen. Il semble être le crétin de la bande.

#### Neuillisursen
Neuillisursen (Neuilly-sur-Seine), surnommé « l'intellectuel » , fait partie de l'équipage de Kerøsen.

#### Øbsen
Øbsen (obscène) est le chef des Vikings.

#### Vigtis
Vigtis est une femme viking du village d'Øbsen.

#### Zøødvinsen (chien)
Zøødvinsen (zoo de Vincennes) est un gigantesque dogue (une race de chiens aussi appelée « Danois ») viking appartenant à Kerøsen. Il se lie d'amitié avec Idéfix.

## Autres peuples

### Atlantes
Ce sont les habitants de la mystérieuse Atlantide quelque part dans l'océan Atlantique, qui apparaît dans La Galère d'Obélix.

#### Hyapados
Hyapados (Y'a pas d'os) est le grand prêtre de l'Atlantide que Panoramix et Astérix viennent consulter afin qu'il redonne sa forme habituelle à Obélix. Il est également le seul à ne pas être un enfant sur cette île et est représenté sous les traits de Jean-Paul Rouland. Il est également connu à l'étranger sous le nom de Absolutlifabulos (Absolutely Fabulous) en anglais, Guanchott en allemand, Mantekhados en espagnol, Geriatros en néerlandais.

### Extraterrestres
Les peuples extraterrestres apparaissent dans Le ciel lui tombe sur la tête. Les Tadsylwidiens habitants d'une planète parodiant les toons américains et les habitants de la planète Gmana (anagramme de Manga), une planète parodiant les monstres de mangas japonais.

#### Nagma
Nagma (anagramme de manga) est un extraterrestre. Il vient de la planète Gmana (autre anagramme de manga), parodie des monstres japonais. Il utilise des robots appelés Gœlderas (gueule de rat, avec référence à Goldorak).

#### Toune
Toune (de l'anglais toon), aussi surnommé « le p'tit violet » ou « la p'tite violette » par Astérix, est un extraterrestre. D'origine tadsylwinienne (la planète Tadsylwine, anagramme de Walt Disney), son physique rappelle notamment celui de Mickey Mouse. Il est blanc et porte une combinaison violette à trois touches dorées qui constituent son ordinateur. Son vaisseau est une gigantesque boule dorée. Son chef est nommé Hubs (anagramme de Bush). Il est accompagné de superclones, tous identiques, des caricatures d'Arnold Schwarzenegger avec la tenue de Superman et une bague semblable à celle de Green Lantern.

### Pirates
Parodies des personnages de la série de bande dessinée Barbe-rouge de Jean-Michel Charlier et Victor Hubinon (également publiée dans Pilote), ils apparaissent pour la première fois dans Astérix gladiateur et feront un passage dans la quasi-totalité des albums suivants.
Les principaux personnages, accompagnés d'une dizaine de marins sans noms connus, sont :

#### Baba (vigie)
Baba est le pirate posté à la vigie. Il est noir, a un accent africain retranscrit dans les phylactères par l'omission des « r » dans les mots (remplacés par des « ' ») et a le rythme dans la peau.

#### Barbe-Rouge (capitaine)
Barbe-Rouge est le chef des pirates. Comme son modèle de la bande dessinée Barbe-Rouge, il porte un bandeau sur l'œil droit, un catogan et une barbe rousse fournie, mais il s'en distingue par son embonpoint

#### Triple-Patte
Triple-Patte est le vieil unijambiste et intellectuel de la bande, s’appuyant sur une canne et une jambe de bois. Régulièrement, il déclame des citations latines.

### Animaux

#### Afnor
Afnor (référence aux normes AFNOR) est le gardien du loch Andloll. Il apparaît dans Astérix chez les Pictes.

#### Le Marsupilamix
Le Marsupilamix (Marsupilami) est un animal fantastique (semblable au « vrai » marsupilami de Franquin) présenté, comme phénomène de foire, lors de la fête foraine précédant le combat entre Abraracourcix et Aplusbégalix. Il apparaît, par le biais d'une affiche, dans Le Combat des chefs.

### Dieux
Les dieux (gaulois, romains, grecs, égyptiens, normands…) sont très présents dans Astérix. Leurs fidèles respectifs les invoquent en faisant précéder leur nom de la préposition « par », ce qui crée diverses formules humoristiques et quelques calembours. Les invocations les plus fréquentes (et par ordre alphabétique) sont :
- chez les Gaulois : 
  - « Par Bélénos ! » (dieu du soleil)[19].
  - « Par Bélisama ! » : divinité importante du panthéon gaulois, elle est la parèdre (l'épouse ou l'équivalent féminin) du dieu Bélénos, et son nom signifie « la très brillante », « la très rayonnante »[19].
  - « Par Toutatis ! » (parfois orthographié Teutatès, soit le « père de la tribu », protecteur de la nation contre la guerre et donc aussi dieu de la guerre défensive, dans la mythologie gauloise)[19].

### Personnages contemporains

#### René Goscinny et Albert Uderzo
René Goscinny et Albert Uderzo : dans plusieurs opus de la série, les auteurs se mettent eux-mêmes en scène, hors de l'univers de l'Antiquité, et sans que cela n'ait de lien avec l'histoire ou d'impact sur elle (plutôt des clins d'œil épisodiques, comme des caméo). C'est notamment le cas dans Astérix et la Rentrée gauloise et Le Papyrus de César, où l'on voit Uderzo et Goscinny travailler à l'élaboration de la série, utilisant ainsi un procédé de mise en abyme.

#### La descendance d'Obélix
L'histoire Obélisc'h publiée dans Astérix et la Rentrée gauloise permet de décrire la généalogie des descendants d'Obélix. Dans l'histoire, Albert Uderzo et René Goscinny rencontrent Obélisc'h, lointain descendant d'Obélix vivant au XXe siècle en Bretagne, dont sa généalogie est : Obélix, Obélisque Marteau (compagnon de Charles Martel à Poitiers), Obélisque le Preux (participe aux croisades), Obélisc'h, seigneur du Menhir (fait la guerre de cent ans avec Duguesclin), Obélisc'h, comte de Bretagne (remporte tout seul la première bataille de Marignan), Obélisc'h le Sanglier (compagnon du corsaire Duguay-Trouin), Obélisc'h le Gros Malouin (ami de Surcouf), Obélisc'h.

## Personnages ajoutés dans les adaptations
Ce paragraphe recense les personnages qui n'apparaissent pas dans la bande dessinée et qui ont été créés dans les différentes adaptations télévisées et cinématographiques d'Astérix.

### Films et série d'animation
Plusieurs films d'animations ont existé, fidèles à la bande-dessinée mais avec plusieurs personnages originaux.

#### Gaulois

##### Dimilliondeclix
Dimilliondeclix (dix millions de clics) est un personnage secondaire de la série d'animation Astérix et Obélix : Le Combat des chefs. Il est doublé par Jérémy Prévost.

##### Moralélastix
Moralélastix (moral élastique) est l'un des habitants du village gaulois qui apparaît dans le dessin animé Astérix et la Surprise de César. Il n'a aucun rapport avec un autre Moralélastix, un chef gaulois accusant Astérix de vol dans l'album Astérix et le Chaudron.

##### Netflix
Netflix (en référence à la plateforme vidéo Netflix) est un gaulois qui apparaît dans la série animée Astérix et Obélix : Le Combat des chefs. Abraracourcix et Bonemine le "regardent" en train de raconter une histoire. Ils peuvent même passer le récapitulatif de l'épisode précédent. Il dit aussi le fameux "Tudum", son emblématique de la plateforme Netflix.

##### Pectine
Pectine (pectine) est une petite fille du village apparaissant dans le film Astérix : Le Secret de la potion magique. Âgée d'environ dix ans, mal coiffée et d'allure négligée, cette petite fille rusée se démarque des autres enfants du village grâce à ses talents de bricoleuse. Lorsque Panoramix, Obélix et Astérix partent en expédition pour trouver un successeur au druide, elle décide de les accompagner pour démontrer son utilité et gagner la sympathie de Panoramix qu'elle semble rechercher. Lors d'une bataille finale particulièrement éprouvante contre le druide maléfique Sulfurix, Panoramix, blessé et incapable de préparer lui-même la potion, décide de prendre le risque et donne à Pectine la recette complète de la potion magique. Elle prépare avec succès le breuvage magique, sauvant ainsi le village de la destruction. Au cours du banquet final, Panoramix, a qui la jeune enfant a confié ne pas parvenir à oublier la recette de la potion, commence à se demander si, en fin de compte, Pectine n'est pas la seule personne digne de lui succéder. Elle est doublée par Lévanah Solomon.

##### Scartefix
Olive Scartefix dit « Gaulix » (de Félix Escartefigue, personnage de la Trilogie marseillaise de Marcel Pagnol) est un aubergiste gaulois originaire de Massilia établi en Bretagne qui apparaît dans le dessin-animé Astérix chez les Bretons. Il est doublé par Michel Elias dans la version française.

##### SMS
SMS (d'après SMS, les messages textes ou « texto ») est un pigeon voyageur appartenant à Goudurix, le neveu d'Abraracourcix, qui apparaît dans le dessin animé Astérix et les Vikings. D'après lui, ce serait la mode à Lutèce pour les jeunes que d'utiliser ce moyen pour communiquer entre eux plus facilement. Il est doublé par Barbara Tissier dans la version française.

##### Toutétobofix
Toutétobofix (tout est au beau fixe) apparaît dans Astérix et Obélix : Le Combat des chefs. C'est l'ancien chef du village, lorsqu'Astérix, Obélix, ainsi qu'Abraracourcix et Bonemine était encore enfants. Il est doublé par Gérard Darmon. Il ne faut pas le confondre avec Cétaubofix, le père de Cétautomatix, qui apparaît dans l'album Astérix et la Rentrée gauloise, ni avec Beaufixe, un chef clandestin de Lugdunum, apparaissant dans l'album Le Tour de Gaule d'Astérix.

##### Touinepix
Touinepix (référence à la série Twin Peaks) est l'arbitre du combat des chefs dans la série animée Astérix et Obélix : Le Combat des chefs. Il est doublé par Alain Chabat, qui lui donne une voix proche de celle d'Eddy Mitchell, et son apparence est directement reprise d'un des esclaves helvètes du gouverneur Diplodocus de l'album Astérix chez les Helvètes.

#### Druides
Tous les druides ici apparaissent dans Astérix : Le Secret de la potion magique, basé sur une histoire originale.

##### Atmosférix
Atmosférix (atmosphérique) est un druide qui expose l'histoire et la rivalité entre Sulfurix et Panoramix. Reprenant les traits du druide Septantesix d'Astérix et les Goths, il est doublé par Gérard Hernandez.

##### Fantasmagorix
Fantasmagorix (fantasmagorique) est le chef du conseil des druides. Il est doublé par Patrick Bonnel.

##### Sulfurix
Sulfurix (sulfurique) est un antagoniste, druide ayant triomphé de Panoramix dans un concours avec une magie à base de flammes et d'illusions, occulte au point d'être exclu des druides ; il perd en popularité et souhaite connaître la recette de la potion magique pour la distribuer au plus grand nombre.

##### Téléférix
Téléférix (téléphérique) est un jeune druide prometteur, que Panoramix choisit comme son successeur. Il est l'apprenti du druide Zurix. Il est doublé par Alex Lutz avec un accent mixte (suisse, yiddish ou alsacien), il s'agit d'une référence à Astérix chez les Helvètes. Il ne doit pas être confondu avec Téléféric, un chef des Goths dans l'album Astérix et les Goths.

##### Zurix
Zurix (Zurich) est le druide maître du jeune Téléférix dans le film Astérix : Le Secret de la potion magique. Il n'a aucun rapport avec un autre Zurix, banquier helvète dans Astérix chez les Helvètes.

##### Divers
Durant le film, les villageois jugent et rencontrent plusieurs druides incompétents, chacun étant prétexte à des jeux de mots : Basilix (basilic) et son disciple Bitnix (beatniks) ; Jeanpatrix (Jean-Patrick), également surnommé Magnétix (magnétique), avec un pouvoir magnétique ; Vitrocéramix (vitrocéramique) ; Æpyornix (Æpyornis) ; Fotovoltahix (photovoltaïque) ; Bazunix (base Unix) ; Caustix (caustique), qui multiplie les pains à la manière de Jésus, à qui il ressemble ; Huiledolix (huile d'olive) ; Blodimérix (Bloody Mary), un truqueur ; Ludinerix ; Tektonix (Tecktonik), qui danse ; Climatoceptix (climatosceptique), qui se fait foudroyer ; les frères Fratellinix (frères Fratellini), des frères qui en se blessant font le cri Wilhelm ; Lhommequitombapix (L'Homme qui tombe à pic) qui se jette d'un menhir ; Syndicalix (syndicaliste), avec un panneau en grève ; Les quatre Fantastix (Les Quatre Fantastiques) ; Selfix (selfie) ; Cépasurnetflix (c'est pas sur Netflix) ; Colchix (colchique), qui invente les mosaïques qui se modifient.

#### Belges: Mannekenpix
Mannekenpix (Manneken-pis), surnommé le cuisinier des Titans, est le cuisinier belge dont on dit qu'on ne peut finir les repas. Il serait l'inventeur de la frite. Il apparaît dans Les Douze Travaux d'Astérix où Stéphane Steeman lui prête sa voix. Il ne doit pas être confondu avec Manneken, jeune garçon belge fils de Boetanix et Amoniake, dans l'album Astérix chez les Belges.

#### Grecs: Mérinos
Mérinos (mérinos) est coureur à pied originaire de Marathon, c'est une référence à la fameuse bataille et à la discipline sportive. Il court plus vite que le cheval et que le vent qui souffle en tempête. Il apparaît dans Les Douze Travaux d'Astérix, il ne prononce pas un mot, mais termine tristement sa carrière en perdant à la course contre Astérix (première épreuve), au cours de laquelle il rentre dans un arbre.

#### Égyptiens: Iris
Iris (iris) est un magicien venu d'Égypte qu'Astérix et Obélix affrontent dans Les Douze Travaux d'Astérix. Il peut, grâce à son insoutenable regard, hypnotiser et ainsi convaincre quiconque entre dans son cabinet qu'il est un animal. Henri Virlogeux lui prête sa voix.

#### Goths

##### Apothika
Apothika est une guérisseuse, spécialiste des maladies mentales, qui est une vieille amie de Panoramix. Elle a un accent allemand. Elle apparaît dans la série Astérix et Obélix : Le Combat des chefs, où sa voix est doublée par Jeanne Balibar.

##### Cylindric
Cylindric (cylindrique) le Germain est le lutteur invaincu qu'Astérix et Obélix devront vaincre durant leurs douze travaux. Il est expert en arts martiaux, surtout le judo dont il est ceinture noire et qu'il a connu en faisant un « grand voyage très très loin ». Il est également très petit. Il apparaît dans Les Douze Travaux d'Astérix où Roger Lumont lui prête sa voix.

#### Perses: Kermes
Kermes (kermesse) est le lanceur de javelot qu'Astérix et Obélix affrontent dans Les Douze Travaux d'Astérix. Il a un bras droit très musclé tandis que le gauche est tout maigre. On dit que son javelot traverse les mers et les océans, d'ailleurs, celui qu'il lance atterrira en Amérique au pied d'un chef amérindien en compagnie d'Oumpah-Pah.

#### Romains

##### Abribus
Abribus (abribus) est un légionnaire romain qui apparaît dans le dessin animé Astérix et les Vikings. Il est doublé par Roland Timsit dans la version française.

##### Annabarbera
Annabarbera (référence à Hanna-Barbera Productions) apparaît dans Astérix et Obélix : Le Combat des chefs. Elle est commentatrice avec Blackangus lors du combat. Elle est doublée par Stéfi Celma.

##### Apeldjus
Apeldjus (apple juice, "jus de pomme" en anglais) est un enfant romain qui apparaît dans le film d'animation Astérix : Le Domaine des dieux. Il est le fils de Petiminus et de Dulcia et va particulièrement se lier d'amitié avec Astérix, Obélix et Idéfix. Il est doublé par Oscar Pauwels.

##### Blackangus
Blackangus (référence à la race bovine Aberdeen Angus, plus communément appelée Black Angus) apparaît dans Astérix et Obélix : Le Combat des chefs. Il s'agit du commentateur avec Annabarbera lors du combat. Il est doublé par Jérôme Commandeur.

##### Blocus
Caius Blocus (blocus) est un légionnaire romain envoyé comme espion au village gaulois par le centurion Caius Faipalgugus dans le dessin animé Astérix et le Coup du menhir. Ni très courageux, ni subtil, il se cache dans une souche d'arbre mort afin d'approcher les Gaulois. Ce légionnaire est inspiré de Plutoqueprévus, le légionnaire espion dans l'album Le Combat des chefs dont le dessin animé est en partie adapté. Jean-Claude Robbe lui prête sa voix. Il n'a aucun rapport avec Claudius Blocus, tribun militaire dans l'album Le Devin.

##### Canalplus
Canalplus (Canal+), personnage cité dans Astérix et la Surprise de César à qui le présentateur des jeux du cirque commande une bière. Il n'a aucun rapport avec un autre Canalplus, mécène romain dont le nom est cité dans les songes de Gélatine dans l'album L'anniversaire d'Astérix et Obélix - Le Livre d'or.

##### Cétinlapsus
Cétinlapsus (c'est un lapsus) est un décurion romain dans le dessin-animé Astérix chez les Bretons. Il est doublé par Pierre Mondy dans la version française.

##### Chateaupetrus
Chateaupetrus (Château Pétrus) est un légionnaire romain qui s'enivre en goûtant les tonneaux de vin dans le dessin animé Astérix chez les Bretons. Il est doublé par Maurice Risch dans la version française.

##### Cubitus
Cubitus (cubitus) est un chef de cohorte romain du camp d'Aquarium qui apparaît dans le film d'animation Astérix : Le Domaine des dieux et Astérix : Le Secret de la potion magique. Il répond « présent » lorsque le centurion Oursenplus (ours en peluche) dit : « Vous vous fourrez le doigt dans l'œil jusqu'au cubitus ! ». Il est doublé par Élie Semoun. Il n'a aucun rapport avec un autre Marcus Cubitus, légionnaire en patrouille dans l'album Astérix et les Goths.

##### Dulcia
Dulcia ("douce" en latin) est l'épouse de Petiminus et la mère d'Apeldjus. Elle apparaît dans le film d'animation Astérix : Le Domaine des dieux. Contrairement au personnage de Petiminus, son apparence physique est éloignée de celle de la matrone romaine de la bande dessinée, elle semble en effet beaucoup plus jeune. Elle est doublée par Géraldine Nakache.

##### Falérius
Falérius (habitant de l'antique Faléries) est un sénateur romain qui apparaît dans le film d'animation Astérix : Le Domaine des dieux. Il est doublé par Christophe Bourseiller.

##### Farfelus
Farfelus (farfelu) est un marchand d'esclaves romain dans le dessin-animé Astérix et la Surprise de César qui vend Falabala et Tragicomix. Il est doublé par Philippe Dumat dans la version française.

##### Fastanefurius
Fastanefurius (Fast and Furious) est un centurion apparaissant dans la série Astérix et Obélix : Le Combat des chefs. C'est l'oncle de Métadata. Il est doublé par Fred Testot.

##### Humérus
Humérus (humérus) est un légionnaire romain du camp d'Aquarium qui apparaît dans le film d'animation Astérix : Le Domaine des dieux. Il est doublé par Franck Pitiot. Il n'a aucun rapport avec un autre Julius Humérus, légionnaire en patrouille dans Astérix et les Goths.

##### Médius
Médius (medius, le doigt « du milieu », c'est-à-dire le majeur) est un légionnaire romain qui apparaît dans le film d'animation Astérix : Le Domaine des dieux. Il est doublé par Damien Gillard.

##### Métadata
Métadata est une jeune Romaine apparaissant dans Astérix et Obélix : Le Combat des chefs. C'est la nièce de Fastanefurius. Elle est doublée par Anaïs Demoustier.

##### Minus
Hercules Minus est un marchand d'amphores, cité dans Les Douze Travaux d'Astérix par Obélix qui l'a confondu avec le dieu Hercule. Il n'a aucun rapport avec un autre Caligula Minus, légionnaire dans le camp fortifié de Petibonum dans Astérix le Gaulois.

##### Pesticius
Pesticius (pesticide[réf. nécessaire]) est un sénateur romain qui apparaît dans le film d'animation Astérix : Le Domaine des dieux. Il est doublé par Brice Fournier.

##### Petitminus
Petiminus (petit minus) est le mosaïste romain qui apparaît dans le film d'animation Astérix : Le Domaine des dieux. Il gagne le concours organisé par le sénateur Prospectus pour aller s'installer au Domaine des Dieux avec sa famille, il est le mari de Dulcia et le père d'Apeldjus. Ils vont dans un premier temps se lier d'amitié avec Gaulois après leur arrivée en Armorique. Il est inspiré du personnage de l'album Le Domaine des dieux qui gagne également ce concours et conserve une apparence physique proche. Il est doublé par Artus de Penguern.

##### Potus
Potus est un légionnaire romain qui apparaît dans Astérix et Obélix : Le Combat des chefs. Il est doublé par Jean-Pascal Zadi.

##### Prospectus
Prospectus (prospectus) est un sénateur romain qui apparaît dans le film d'animation Astérix : Le Domaine des dieux. Il est doublé par Alain Chabat. Il n'a aucun rapport avec un autre Prospectus, vice-amiral chargé de retrouver la galère de César dans l'album La Galère d'Obélix, ni avec un autre Prospectus, dans le téléfilm Deux Romains en Gaule. Son apparence physique semble d'ailleurs inspirée d'un autre personnage de la bande dessinée, le légat Volfgangamadéus présent dans Astérix chez les Belges.

##### Caius Pupus
Caius Pupus (pupuce) est le Romain qui arbitre et valide les différents défis d'Astérix et Obélix dans Les Douze Travaux d'Astérix. C'est Roger Carel qui lui prête sa voix.

##### Radius
Radius (radius) est un légionnaire romain qui apparaît dans le film d'animation Astérix : Le Domaine des dieux. Il est doublé par Sébastien Lalanne]. Il n'a aucun rapport avec un autre Radius, brigand romain capturé et emmené à Burdigala dans l'album Le Tour de Gaule d'Astérix.

##### Samus
Samus (basé sur Samus Aran) est un légionnaire romain qui apparaît dans le film d'animation Astérix : Le Domaine des dieux. Il est doublé par Olivier Saladin.

##### Stupidus
Stupidus (stupide) est un soldat romain qui accompagne Tumullus lorsque ce dernier est chargé par César de capturer Panoramix et de l'emmener jusqu'au bout du monde dans le dessin animé Astérix et les Indiens. Il est doublé par Olivier Jankovic dans la version française[réf. nécessaire].

##### Superbus
Superbus (superbus) est un décurion romain du camp de César dans le dessin-animé Astérix et la Surprise de César. Il est doublé par Patrick Préjean dans la version française.

##### Terminus
Terminus (terminus) est un Romain du camp de César dans le dessin-animé Astérix et la Surprise de César. Il est doublé par Pierre Tchernia dans la version française.

##### Tomcrus
Tomcrus (Tom Cruise), sénateur conseiller de Jules César puis assistant de Sulfurix. Il apparaît dans Astérix : Le Secret de la potion magique.

##### Travaillerpluspourgagnerplus
Travaillerpluspourgagnerplus (travailler plus pour gagner plus, slogan électoral) est un contremaître romain du camp d'Aquarium qui apparaît dans le film d'animation Astérix : Le Domaine des dieux. Il a la charge de diriger les esclaves dans les travaux et de manier le fouet. Son apparence physique est inspirée d'un autre personnage de la BD, le geôlier du cirque Maxime qui apparaît dans l'album, Les Lauriers de César. Il est doublé par Florian Gazan.

##### Tumullus
Tumullus (tumulus) c'est le conseiller de César, que ce dernier charge de capturer Panoramix et de l'emmener à l'autre bout du monde pour l'empêcher de refaire de la potion magique dans le dessin-animé Astérix et les Indiens. Il réussira sa mission et grâce à lui, César et son armée conquièrent le village d'Astérix. Mais Astérix et Obélix reviendront et libèreront leurs amis. Pendant la bataille, Tumullus cherchera à s'enfuir mais finira dévoré hors de l'écran par la Panthère Noire de César. Il est doublé par Jean-Luc Galmiche dans la version française. Il est connu dans la version originale anglaise ainsi que dans la version allemande du dessin-animé sous le nom de Lucullus.

##### Vapetimus
Vapetimus (Va, petit mousse, extrait de l'opéra Les Cloches de Corneville) est un centurion romain du camp de César dans le dessin-animé Astérix et la Surprise de César. Son apparence physique est proche de celle du centurion Aérobus présent dans La Zizanie, lui-même inspiré de l'acteur Lino Ventura. Il est doublé par Michel Barbey dans la version française.

#### Vikings

##### Abba
Abba (d'après le groupe ABBA) est la fille du chef viking Grossebaf et de son épouse Vikéa nommée d'après le célèbre groupe pop suédois. Elle apparaît dans le dessin animé Astérix et les Vikings où elle prend part au raid contre l'avis de son père. Elle tombera amoureuse de Goudurix et se mariera avec lui à la fin. Elle est doublée par Sara Forestier dans la version française.

##### Cryptograf
Cryptograf (cryptographe) est le goði viking du village de Grossebaf. Il apparaît dans le dessin animé Astérix et les Vikings. Il est le père d'Olaf et est l'équivalent du druide gaulois et va être à l'origine du raid en Gaule décidée par Grossebaf pour apprendre la peur. Il voudrait gouverner les Vikings en mariant son fils avec Abba, la fille du chef Grossebaf. Son fils étant simplet, il espère influencer ses décisions. Il est doublé par Pierre Palmade dans la version française.

##### Nescaf
Nescaf (d'après Nescafé) est un guerrier viking venu en Gaule pour apprendre la peur qui apparaît dans le dessin animé Astérix et les Vikings. Il est doublé par Philippe Catoire dans la version française.

##### Olaf
Olaf (Olaf) est un guerrier viking venu en Gaule pour apprendre la peur qui apparaît dans le dessin animé Astérix et les Vikings. C'est un véritable colosse mais simplet, il est le fils de Cryptograf et son père voudrait qu'il épouse la fille du chef, Abba pour devenir chef à son tour et pouvoir gouverner à travers lui. Il est doublé par Michel Vigné dans la version française.

##### Télégraf
Télégraf (télégraphe) est un guerrier viking venu en Gaule pour apprendre la peur qui apparaît dans le dessin animé Astérix et les Vikings. Il est doublé par Bruno Dubernat dans la version française. Il n'a aucun rapport avec un autre Télégraf, guerrier normand dans le film Astérix et Obélix : Au service de sa Majesté. Il ne doit pas être confondu avec Télégrafix, pigeon voyageur d'Alafolix dans le film Astérix aux Jeux olympiques, ni avec Petitélégrafix, un habitant du village, employé d'Obélix comme fabricant de menhirs dans Obélix et Compagnie.

##### Vikéa
Vikéa (d'après le magasin Ikea) est l'épouse de Grossebaf et la mère d'Abba. Elle est doublée par Brigitte Virtudes dans la version française.

### Films en prises de vues réelles
Les personnages créés dans les films en prises de vues réelles.

#### Personnages du village

##### Alafolix
Alafolix (à la folie) apparaît dans le film Astérix aux Jeux olympiques, c'est un gaulois qui habite le village d'Astérix et qui est tombé amoureux de la princesse de Grèce Irina depuis qu'il a vu son visage sur une pièce de monnaie grecque. Il va donc lui envoyer régulièrement des poèmes avec Télégrafix, son pigeon voyageur puis va faire le voyage en Grèce et décider de gagner les Jeux olympiques afin d'obtenir sa main. Dans le jeu vidéo, Brutus le nomme plusieurs fois à tort Platonix (platonique), Colchix (colchique) et Bucolix (bucolique). Il est interprété par Stéphane Rousseau, qui le double aussi dans l'adaptation en jeu vidéo.

##### Mathusalix
Mathusalix (Mathusalem, personnage biblique extrêmement âgé) est un vieux druide qui apparaît dans le film Astérix et Obélix contre César, c'est l'arrière-grand-père de Panoramix, il vit dans une grotte dont l'entrée se trouve au fond de la hutte de Panoramix. D'après ce dernier, il aurait pas loin de deux cents ans et c'est lui qui a tout enseigné à son arrière-petit-fils dont le secret de la potion magique, il détient également le secret pour la rendre plus puissante avec le lait de licorne à deux têtes. Il est interprété par Jean-Yves Tual.

##### Nésousix
Nésousix (né sous X) apparaît dans le film Astérix aux Jeux olympiques, c'est un jeune enfant gaulois qui joue à la bagarre entre Gaulois et Romains lors du retour d'Alafolix. Il est interprété par Luis Valdivieso Capell.

##### Patafix
Patafix (pâte à fixe) apparaît dans le film Astérix aux Jeux olympiques, c'est un jeune enfant gaulois qui joue à la bagarre entre Gaulois et Romains lors du retour d'Alafolix. Il est interprété par Romain Todeschini.

##### Télégraphix
Télégraphix (télégraphique) apparaît dans le film Astérix aux Jeux olympiques. C'est le pigeon voyageur d'Alafolix que celui-ci envoie régulièrement à Athènes pour faire parvenir à la princesse Irina les poèmes qu'il lui écrit ; elle le lui renvoie ensuite avec ses réponses. Il ne doit pas être confondu avec Petitélégrafix, un habitant du village, employé d'Obélix comme fabricant de menhirs dans Obélix et Compagnie, ni avec Télégraf, guerrier viking dans le dessin animé Astérix et les Vikings, ni avec un autre Télégraf, guerrier normand dans le film Astérix et Obélix : Au service de sa Majesté.

##### Stopix
Stopix (stop X) apparaît dans le film Astérix aux Jeux olympiques, c'est un jeune enfant gaulois qui joue à la bagarre entre Gaulois et Romains lors du retour d'Alafolix. Il est interprété par Arnold Overhaart.

#### Gaulois étrangers au village

##### Alambix
Alambix (alambic) est l'un des deux assistants gaulois du faux devin Prolix qui apparaît dans le film Astérix et Obélix contre César et qui est employé avec lui et Anorexix par les Romains afin de consolider les fossés du camp de Petibonum. Il n'a aucun rapport avec un autre Alambix, aubergiste à Gergovie dans l'album Le Bouclier arverne. Il est interprété par Jacques Delaporte.

##### Amélix
Amélix (Amélie Mauresmo) apparaît dans le film Astérix aux Jeux olympiques lors du banquet de fin, c'est une barde gauloise qui joue du luth et va jouer avec Obélix à un nouveau sport qui consiste à se lancer une balle grâce à la panse de brebis du juge Oméga. Elle semble éprouver une attirance réciproque avec Obélix. Elle est interprétée par Amélie Mauresmo.

##### Anorexix
Anorexix (anorexique) est l'un des deux assistants gaulois du faux devin Prolix qui apparaît dans le film Astérix et Obélix contre César et qui est employé avec lui et Alambix par les Romains afin de consolider les fossés du camp de Petibonum. Il est interprété par Olivier Achard.

##### Lalanix
Lalanix (Francis Lalanne) apparaît dans le film Astérix aux Jeux olympiques, c'est un barde gaulois venu assister aux Jeux Olympiques. Il va se lier d'amitié avec Assurancetourix dont il est fan et connait toutes les chansons. Il est interprété par Francis Lalanne.

##### Plaintecontrix
Plaintecontrix (plainte contre X) apparaît dans le film Astérix et Obélix contre César, c'est le premier druide appelé par le grand druide pour présenter sa recette magique lors de leur réunion annuelle dans la forêt sacrée (forêt des Carnutes). Il fait apparaître un bouquet de fleurs avec deux fougères. Il est interprété par Gaëtan Bloom. Il ne doit pas être confondu avec Plaintcontrix, restaurateur à Rome dans l'album Astérix gladiateur.

#### Bretons

##### Altotax
Altotax (halte aux taxes) apparaît dans le film Astérix et Obélix : Au service de Sa Majesté, c'est un joueur breton de l'équipe rugby à XV de Durovernum. Il est interprété par Olivier Magne.

##### Cordélia
Cordélia (Cordélia, prénom britannique signifiant « fille de la mer » ou « joyau de la mer » dans la tradition celtique, référence Cordeilla) apparaît dans le film Astérix et Obélix : Au service de Sa Majesté. C'est la reine de Bretagne, lorsque le pays est envahi par Jules César, les Bretons sont vite défaits et elle quitte la capitale, Londinium, pour se réfugier dans un petit village qui sera le dernier à résister à l'envahisseur. Elle envoie donc Jolitorax en Gaule afin de chercher du secours auprès des irréductibles Gaulois. Ce personnage est inventé pour le film. Elle est marquée par une référence très forte à la reine Élisabeth II du Royaume-Uni afin de faire un parallèle avec l'époque de la sortie du film et la Grande-Bretagne contemporaine. Tout comme elle, la reine Cordélia possède des chiens. Elle est interprétée par Catherine Deneuve.

##### Ophélia
Ophélia (Ophélie, personnage d'Hamlet de William Shakespeare) apparaît dans le film Astérix et Obélix : Au service de Sa Majesté, c'est la fiancée de Jolitorax, elle suit des leçons de maintien avec sa gouvernante Miss Macintosh en attendant son mariage. Goudurix va tomber sous son charme. Elle est interprétée par Charlotte Le Bon.

##### Pilliébax
Pilliébax (pilier bas, allusion au poste de talonneur aussi connu sous le nom de pilier gauche) apparaît dans le film Astérix et Obélix : Au service de Sa Majesté, c'est un joueur de calebasse qui prend part au match entre Camulodunum et Durovernum. Il est interprété par Vincent Moscato.

##### Relax
Relax (relax, « détendu » en anglais) apparaît dans le film Astérix et Obélix : Au service de Sa Majesté, c'est une aubergiste bretonne inspirée par le personnage du même nom de la bande dessinée. Elle est interprétée par Dolores Chaplin. Elle n'a aucun rapport avec un autre Relax, aubergiste breton dans l'album Astérix chez les Bretons, ni avec un autre Relax, aubergiste breton dans le film Astérix et Obélix : Au service de sa Majesté, interprété par Bruno Paviot.

#### Calédoniens: Miss Macintosh
Miss Macintosh (Macintosh, nom écossais ; Macintosh est aussi une famille d'ordinateurs célèbres de la firme Apple) apparaît dans le film Astérix et Obélix : Au service de Sa Majesté. C'est la gouvernante d'Ophélia, la fiancée de Jolitorax, femme austère vêtue de noir, elle est chargée de lui apprendre les bonnes manières et les règles du maintien breton en attendant son mariage. Obélix va s'éprendre d'elle et l'attirance sera mutuelle. Son nom en Mac semble indiquer qu'elle est d'origine calédonienne ou picte. Elle est interprétée par Valérie Lemercier.

#### Ibères: Esmeralda
Esmeralda (Esmeralda, figure de Notre-Dame de Paris, signifie « émeraude » en espagnol et en portugais) est une danseuse ibère présente au banquet final dans le film Astérix aux Jeux olympiques qui séduit Astérix et Obélix. Elle est interprétée par Mónica Cruz mais ses scènes ont été coupées au montage.

#### Goths

##### Moveric-Ferrari
Moveric-Ferrari (référence au AEA Maverick et à Ferrari) apparaît dans le film Astérix aux Jeux olympiques, c'est l'un des mécaniciens goths chargé de l'écurie de Schumix pour changer les chevaux et les pièces de son char. Il est interprété par Michail Krasnoborov Redwood mais n'est pas crédité au générique du film.

##### Numéric
Numéric (numérique) apparaît dans le film Astérix aux Jeux olympiques, c'est un druide goth qui participe à la réunion des druides à Olympie pendant les jeux. Il a inventé une potion de souplesse capable de rendre le corps élastique. Il est interprété par Stéphane de Groodt.

##### Schumix
Schumix (Schumi, surnom du pilote Michael Schumacher) apparaît dans le film Astérix aux Jeux olympiques, c'est le conducteur de char goth qui représente la Germanie lors de l'épreuve finale de la course de chars. Il conduit un char rouge tiré par des chevaux noirs en référence à Ferrari. Il porte une nate à la manière germanique. Il est interprété par Michael Schumacher.

#### Grecs

##### Alpha
Alpha (alpha) apparaît dans le film Astérix aux Jeux olympiques, c'est l'un des trois juges grecs chargés de l'inscription et de l'arbitrage aux Jeux Olympiques à Olympie, avec ses deux collègues, Oméga et Bêta, il va subir les menaces de Brutus. Il est interprété par Luca Bizzarri.

##### Béta
Bêta (bêta) apparaît dans le film Astérix aux Jeux olympiques, c'est l'un des trois juges grecs chargés de l'inscription et de l'arbitrage aux Jeux Olympiques à Olympie, avec ses deux collègues, Oméga et Alpha, il va subir les menaces de Brutus. Il est interprété par Paolo Kessisoglu.

##### Irina
Irina (Irina) apparaît dans le film Astérix aux Jeux olympiques, c'est la princesse de Grèce, fille du roi de Grèce Samagas. Elle souhaite épouser Alafolix et échapper au mariage arrangé avec Brutus auquel la destine son père. Elle est interprétée par Vanessa Hessler. Elle apparaît également dans le jeu vidéo Astérix aux Jeux olympiques.

##### Oméga
Oméga (oméga) apparaît dans le film Astérix aux Jeux olympiques, c'est le chef des juges grecs chargés de l'inscription et de l'arbitrage aux Jeux Olympiques à Olympie, avec ses deux collègues, Alpha et Bêta, il va subir les menaces de Brutus. Il va inventer de nouveaux sports pour les Jeux Olympiques comme la « balle de pied » (football) ou la « balle de main » (basketball) avec une panse de brebis gonflée en guise de ballon. Il est interprété par Élie Semoun.

##### Samagas
Samagas (ça m'agace) apparaît dans le film Astérix aux Jeux olympiques, c'est le roi de Grèce et père d'Irina qui a promis la main de sa fille à Brutus fils de son suzerain, César. Il est interprété par Bouli Lanners. Il apparaît également dans le jeu vidéo Astérix aux Jeux olympiques.

#### Normands

##### Télégraf
Télégraf (télégraphe), dans le film Astérix et Obélix : Au service de sa Majesté, c'est un guerrier normand faisant partie de l'expédition menée par Olaf Grossebaf en Bretagne afin d'aider César. Il est interprété par Yannik Mazzilli. Il n'a aucun rapport avec un autre Télégraf, guerrier viking dans le dessin animé Astérix et les Vikings. Il ne doit pas être confondu avec Télégrafix, pigeon voyageur d'Alafolix dans le film Astérix aux Jeux olympiques, ni avec Petitélégrafix, un habitant du village, employé d'Obélix comme fabricant de menhirs dans Obélix et Compagnie.

##### Têtedepiaf
Têtedepiaf (tête de piaf), dans le film Astérix et Obélix : Au service de sa Majesté, c'est un guerrier normand faisant partie de l'expédition menée par Olaf Grossebaf en Bretagne afin d'aider César. Il est capturé par Ophélia et Miss Macintosh qui tentent de lui inculquer les bonnes manières. Il est interprété par Dany Boon.

##### Yadutaf
Yadutaf ([il] y a du taf), dans le film Astérix et Obélix : Au service de sa Majesté, c'est un guerrier normand faisant partie de l'expédition menée par Olaf Grossebaf en Bretagne afin d'aider César. Il est interprété par Götz Otto

#### Égyptiens

##### Cétaparis
Cétaparis (c'est à Paris), dans le film Astérix et Obélix : mission Cléopâtre, est un invité au banquet final du film, mentionné quand César demande au réceptionniste de chercher son nom à la lettre « C ».

##### Exlibris
Exlibris (ex-libris), dans le film Astérix et Obélix : mission Cléopâtre, est une des courtisanes de Cléopâtre. Elle est interprétée par Fatou N'Diaye.

##### Feudartifis
Feudartifis (feu d'artifice), dans le film Astérix et Obélix : mission Cléopâtre, c'est un carreleur employé par Numérobis pour faire le carrelage dans la maison de Malococsis. Il est interprété par Zinedine Soualem.

##### Guimieukiss
Guimieukiss (gimme a kiss, en anglais « donne-moi un baiser »), dans le film Astérix et Obélix : mission Cléopâtre, est une des courtisanes de Cléopâtre dont Astérix tombe amoureux et réciproquement. Elle est interprétée par Noémie Lenoir.

##### Itinéris
Itinéris (Itineris) est une ouvrière égyptienne dans le film Astérix et Obélix : mission Cléopâtre ; elle se fait le porte-parole de ses camarades sur le chantier du palais pour exiger des améliorations des conditions de travail. Elle est interprétée par Isabelle Nanty.

##### Malococsis
Malococsis (mal au coccyx) est un riche propriétaire égyptien fréquentant la cour de Cléopâtre dont Numérobis construisait la maison avant d'être réquisitionné pour construire un palais pour César. Il semble être l'une des seules personnes à ignorer la décision de Cléopâtre de construire ce palais. Il est interprété par Jean Benguigui.

##### Myosotis
Myosotis (myosotis), dans le film Astérix et Obélix : mission Cléopâtre, est une des courtisanes de Cléopâtre. Elle est interprétée par Monia Meflahi.

##### Nexusis
Nexusis (Nexus 6, modèle d'androïde), dans le film Astérix et Obélix : mission Cléopâtre, c'est le sbire d'Amonbofis, chargé par lui d'accomplir toutes sortes de travaux malhonnêtes. Il est l'équivalent de Tournevis dans l'album Astérix et Cléopâtre. Il est interprété par Édouard Montoute.

##### Numérodis
Numérodis (numéro dix, allusion au numéro de maillot de Zidane dans l'équipe de France de football), dans le film Astérix aux Jeux olympiques lors du banquet de fin. Cousin de Numérobis, il l'accompagne au mariage d'Alafolix et d'Irina. Il semble qu'il soit égyptien bien qu'il affirme le contraire. Il nourrit de l'intérêt pour la balle de pied, sport inventé par le juge Oméga. Il est interprété par Zinédine Zidane. Il ne doit pas être confondu avec Numérobis, l'architecte chargé par Cléopâtre de lui bâtir un palais dans l'album Astérix et Cléopâtre.

##### Ohis
Ohis (oh hisse), dans le film Astérix et Obélix : mission Cléopâtre. Cet ouvrier égyptien hisse à lui seul un obélisque du palais en construction après avoir bu de la potion magique, tandis que les autres ouvriers scandent son nom « Ohis, Ohis, Ohis... ».

##### Omar
Omar (homard, avec référence à Omar, prénom arabe), dans le film Astérix et Obélix : mission Cléopâtre, est un Égyptien qui mange en face d'Obélix lors du banquet final au palais de Cléopâtre. Ce n'est pas son vrai nom : celui-ci dit à Obélix qui confond les homards avec de « grosses crevettes » « homard », et le Gaulois, croyant qu'il se présente, lui répond « Obélix ». Il est interprété par Abdelkader Lofti.

##### Otis
Otis (Otis Elevator Company, marque d'ascenseurs[réf. nécessaire]) est le scribe de Numérobis dans le film Astérix et Obélix : mission Cléopâtre, équivalent du scribe Misenplis de l'album Astérix et Cléopâtre. Lorsque Numérobis cherche le nom de Panoramix, il répond par erreur Mathieukassovix (Mathieu Kassovitz) et Pomdereinettèpomdapix (Pomme de reinette et pomme d'api). Il est interprété par Édouard Baer.

##### Ouhécharlis
Ouhécharlis (Où est Charlie ?) apparaît le temps d'une scène dans le film Astérix et Obélix : mission Cléopâtre. C'est un ouvrier égyptien sur le chantier avant l'intervention d'Amonbofis, il est déguisé en Charlie, célèbre personnage de bande dessinée et est caché dans l'image de la même manière. Il est interprété par Louis Leterrier.

##### Seinesaintdenis
Seinesaintdenis (Seine-Saint-Denis), dans le film Astérix et Obélix : mission Cléopâtre, est un invité au banquet final, mentionné quand César demande au réceptionniste de chercher son nom à la lettre « C ».

##### Sucettalanis
Sucettalanis (sucette à l'anis), dans le film Astérix et Obélix : mission Cléopâtre, est une des courtisanes de Cléopâtre. Elle est interprétée par Marina Foïs.

##### Toumehéris
Toumehéris (tout me hérisse) est le père de Numérobis dont le nom est mentionné dans le film Astérix et Obélix : mission Cléopâtre. C'est un vieil ami de Panoramix, probablement scribe royal ou un bibliothécaire de la grande Bibliothèque d'Alexandrie que Panoramix a rencontré dans sa jeunesse lors d'un voyage en Égypte, ainsi que son fils encore enfant.

#### Indiens: Pindépis
Pindépis (pain d'épices), dans le film Astérix et Obélix : Au service de sa Majesté, est un « sans-papyrus » (équivalent antique de sans-papier) indien caché dans le bateau de Jolitorax afin de passer clandestinement en Bretagne. Il a avec lui des feuilles d'une plante de son pays appelée thé. Il est interprété par Atmen Kelif.

#### Romains

##### Caius Antivirus
Caius Antivirus (antivirus), dans le film Astérix et Obélix : mission Cléopâtre, est un jeune centurion, commandant indulgent d'une des centuries engagées dans l'attaque du chantier du palais. Malgré son rang, il n'est pas très intelligent, est incompétent et maladroit. Il est successivement nommé par erreur Jeanclaudus (Jean-Claude Dusse), puis Affairedreyfus (Affaire Dreyfus) par Caius Céplus. Il est interprété par Jean-Paul Rouve. Il n'a aucun rapport avec un autre Antivirus, légionnaire romain chargé de la relève des pigeons dans l'album Le Papyrus de César.

##### Romanus Brutus
Romanus Brutus (romain, Brutus de Bretagne et Roman de Brut), dans le film Astérix et Obélix : Au service de sa Majesté, est un légionnaire. Il est interprété par Dirk Heinrichs. Il n'a aucun rapport avec un autre Marcus Junius Brutus, fils adoptif et unique héritier de Jules César.

##### Cartapus
Cartapus (carte à puce) est une femme chargée par César d'espionner le chantier du palais que Cléopâtre lui a promis en échange d'excuses au peuple égyptien, dans le film Astérix et Obélix : mission Cléopâtre, remplaçant l'espion égyptien Ginfis de l'album Astérix et Cléopâtre. Elle est interprétée par Chantal Lauby. La terminaison des noms latins en -us est en général masculine, celle en -a féminine, mais il y a des exceptions : par exemple Agrippa est un homme, Marcus Agrippa. Elle n'a aucun rapport avec un autre Cartapus, Romain chargé par Bonusmalus de conduire Latraviata au village gaulois dans Astérix et Latraviata.

##### Castaldus
Castaldus (Jean-Pierre Castaldi), dans le film Astérix aux Jeux olympiques, est un centurionde la garde personnelle de Jules César chargé de garder l'entrée du palais menant à ses appartements. Seuls ceux qui connaissent le mot de passe peuvent entrer, mais Brutus, ne le connaissant pas, trouve un autre moyen d'entrer. Il est interprété par Jean-Pierre Castaldi qui joue déjà le centurion Caius Bonus dans Astérix et Obélix contre César.

##### Caius Céplus
Caius Céplus (c'est plus), dans le film Astérix et Obélix : mission Cléopâtre, est un général de Jules César en Égypte. Il porte une armure noire et bien qu'il soit strict, sévère et autoritaire, il confond toujours les prénoms des Gaulois, des Égyptiens et de ses subordonnés, les appelant par des noms parfois issus de la bande dessinée. Il nomme Panoramix Téhachix (THX), puis Essefix (SFX, abrégé d'effets spéciaux) ; Astérix est nommé Aïquix, Joe Mannix (héros de Mannix), puis Avoranfix (à vos rangs, fixe) ; Obélix devient Jeanvaljix (Jean Valjean), Malcolm X (Malcolm X) puis Trisomix (trisomique) et Amonbofis Îlemauris (Île Maurice). Caius Antivirus tente en vain de lui donner les vrais noms. Caius Céplus parodie aussi Dark Vador, personnage de Star Wars, quand il étrangle Caius Antivirus en disant des phrases telles que : « Je suis très déçu par votre attitude, Centurion Affairdreyfus ! », ou : « Nul ne peut bafouer l'Empire romain ; quand on l'attaque, l'Empire contre-attaque » (il s'agit d'envoyer des catapultes pour détruire le chantier du palais de Numérobis avec l'idée d'exterminer les Gaulois). Il est interprété par Dieudonné.

##### Couloirdebus
Couloirdebus (couloir de bus), dans le film Astérix et Obélix : mission Cléopâtre, est un légionnaire participant à l'attaque du chantier du palais. Il est interprété par Maurice Barthélemy.

##### Couverdepus
Couverdepus (couvert de puces), dans le film Astérix aux Jeux olympiques, est un inventeur de machines à tuer miniaturisé et pétrifié par Docteurmabus qui le trouve dangereux. Il le réveillera sur ordre de Brutus afin de l'aider à éliminer César. Brutus le nomme toujours par erreur Couverdepu (couvert de pus). Il est interprété par José Garcia.

##### Docteurmabus
Docteurmabus (docteur Mabuse), dans le film Astérix aux Jeux olympiques, est un savant fou fabricant d'élixirs et de potions magiques qui tient boutique à Rome et que Brutus consulte souvent afin de trouver le moyen d'éliminer son père pour prendre sa place. Il est interprété par Santiago Segura.

##### Lucius Fouinus
Lucius Fouinus (fouine), dans le film Astérix et Obélix : Au service de sa Majesté, est le chef de la commission de contrôle des comptes du Sénat romain envoyé en Bretagne pour vérifier les dépenses de César pendant la campagne de Bretagne et s'assurer qu'il ne dépasse pas les fonds alloués. Il est interprété par Jean Rochefort.

##### Francorus
Francorus (franco-russe), dans le film Astérix et Obélix : mission Cléopâtre, est un légionnaire chargé par Caius Céplus de poursuivre Astérix dans un char avec le légionnaire Mordicus. On ignore son véritable nom, Francorus étant celui que Céplus lui donne par erreur. Il est interprété par Laurent Biras. Il ne doit pas être confondu avec Entreméfrancorus, l'un des secrétaires de César dans l'album Les Lauriers de César.

##### Caius Gaspachoandalus
Caius Gaspachoandalus (gaspacho andalou), dans le film Astérix et Obélix : mission Cléopâtre, est un général présent dans la tente de César lorsque celui-ci réunit son état-major. Il est interprété par Pierre Tchernia, par ailleurs voix du narrateur dans le même film, dans Astérix aux Jeux Olympiques et dans la plupart des dessins animés. Il n'a aucun rapport avec un autre Gazpachoandalus, centurion du camp retranché de Babaorum dans l'album Astérix en Corse.

##### Hotelcostus
Hotelcostus (hôtel Costes), dans le film Astérix et Obélix : mission Cléopâtre, est un centurion de l'état-major de Jules César. Il est interprété par Coco Bakonyi.

##### Humungus
Humungus (nom du seigneur du film Mad Max 2), dans le film Astérix aux Jeux olympiques, est un athlète colossal utilisé par Brutus pour représenter Rome dans les épreuves de lutte et s'assurer ainsi la victoire. Il s'exprime par des rugissements et grognements. Il est interprété par Nathan Jones.

##### Hypothénus
Hypothénus (hypoténuse), dans le film Astérix et Obélix contre César, est un ingénieur au service de Détritus que celui-ci confie à Caius Bonus afin d'élaborer un plan pour se débarrasser d'Astérix et Obélix. Il a l'idée de jeter sur eux un énorme rocher. Il est interprété par Jean-Paul Farre. Il n'a aucun rapport avec un autre Hypoténus, garçon de bain dans Le Bouclier arverne.

##### Mégacursus
Mégacursus (méga cursus), dans le film Astérix et Obélix : Au service de sa Majesté, est un jeune aide de camp récemment intégré à l'état-major de César. Il suggère de faire appel à des mercenaires normands pour vaincre la résistance bretonne tout en évitant les dépenses. Il est interprété par Niccolò Senni.

##### Menubestofplus
Menubestofplus (Menu Best Of Plus, d'après un menu de la chaîne de restauration rapide Mc Donald's), dans le film Astérix et Obélix : mission Cléopâtre, est un Romain gigantesque, l'homme le plus fort de la garde personnelle de Jules César, qui lui demande de donner « une paire de claques » à Cartapus pour savoir si elle dit la vérité sur la potion magique qu'elle aurait bue. Il remplace Pacotéalargus (pas coté à l'Argus), l'homme le plus fort de la garde de César battu par son espion égyptien Ginfis dans les mêmes circonstances dans l'album Astérix et Cléopâtre. Il est interprété par Patrick Bordier.

##### Mouloudus
Mouloudus (Mouloud Achour) apparaît dans le film Astérix aux Jeux olympiques, c'est un entraîneur romain de Brutus. Il est interprété par Mouloud Achour.

##### Mordicus
Mordicus (mordicus), dans le film Astérix et Obélix : mission Cléopâtre, est un légionnaire chargé par Caius Céplus de poursuivre Astérix dans un char avec Francorus. Il n'a aucun rapport avec un autre Tullius Mordicus, centurion au camp retranché d'Aquarium. dans l'album Astérix aux Jeux olympiques.

##### Olibrius
Olibrius (olibrius) est le chef de la garde personnelle de Jules César dans le film Astérix et Obélix contre César, il est chargé d'arrêter Détritus après la découverte de sa trahison. Il est interprété par Patrick Massieu. Il n'a aucun rapport avec un autre Olibrius, légionnaire dans l'album Astérix et les Normands.

##### Paminus
Paminus (pas minus), dans le film Astérix et Obélix : Au service de sa Majesté, est un légionnaire. Il est interprété par Benjamin Guillard.

##### Parasinus
Parasinus (parasinus), dans le film Astérix et Obélix : Au service de sa Majesté, est un légionnaire. Il est interprété par Olivier Foubert.

##### Pasunmotdeplus
Pasunmotdeplus (pas un mot de plus), dans le film Astérix aux Jeux olympiques, est, avec Mordicus, un des deux centurions de la garde prétorienne de Brutus à qui celui-ci a fait couper la langue parce qu'il l'avait déçu. Il ne s'exprime donc qu'avec des mimiques et des sons inintelligibles. Il est interprété par Michael Bully Herbig, l'acteur ne parlant pas suffisamment bien français, Thomas Langmann eu l'idée de créer pour lui ce rôle muet.

##### Caius Tchounus Mogulus
Caius Tchounus Mogulus (tchou-tchou mogul), dans le film Astérix et Obélix : mission Cléopâtre, est un général présent dans la tente de César lorsque celui-ci réunit son état-major. Il est interprété par Alex Berger.

##### Tikedbus
Tikedbus (ticket de bus), dans le film Astérix et Obélix contre César, est un général partisan de Détritus qui l'assiste dans son complot et porte comme lui une cape et un casque à plumes violettes. Il est interprété par Herbert Fux. Il n'a aucun rapport avec un autre Tickedbus, dépanneur de char dans Le Tour de Gaule d'Astérix. Il ne doit pas être confondu avec Ticketbus, légionnaire dans le téléfilm Deux Romains en Gaule.

##### Tonus Parker
Tonus Parker (Tony Parker) apparaît dans le film Astérix aux Jeux olympiques lors du banquet de fin, la consonance de son nom semble indiquer qu'il est Romain bien qu'il puisse aussi avoir du sang gaulois et égyptien. Il donne l'idée du jeu de la balle de main au juge Oméga, consistant à lancer un ballon dans un panier pour marquer des points (c'est-à-dire le basket ball). Il est interprété par Tony Parker.

##### Trolleybus
Trolleybus (trolleybus), dans le film Astérix et Obélix contre César, est un général rival de Détritus et un partisan fidèle de César. Il porte un casque à plumes blanches. Il est interprété par Beppe Clerici. Le nom est aussi utilisé dans l'adaptation en livre d'Astérix et les Indiens pour désigner le centurion qui y est mis en scène mais le film lui-même ne lui donne aucun nom.

### Deux Romains en Gaule
Deux personnages sont créés pour le téléfilm de 1967, Deux Romains en Gaule, adaptation libre de la bande-dessinée : les légionnaires protagonistes Ticketbus (ticket de bus), interprété par Roger Pierre et Prospectus (prospectus), interprété par Jean-Marc Thibault.

### Personnages ajoutés dans les jeux vidéo
Ce paragraphe recense les personnages qui n'apparaissent pas dans la bande dessinée et qui ont été créés dans les différentes adaptations vidéoludiques d'Astérix.

#### Gaulois

##### Élulamatrix, Fibroptix et Formadivix
Les druides Élulamatrix (élu [de] la Matrix, allusion à Matrix), Fibroptix (fibre optique) et Formadivix (format DivX) apparaissent dans le jeu vidéo Astérix aux Jeux olympiques ; ce sont des vieux amis de Panoramix qui se rendent à Olympie, intrigués par les événements étranges causés par la clé surdimensionnelle. Leurs sprites sont inspirés du jeu Astérix et Obélix XXL 2 : Mission Las Vegum.
Sam Fichaure (référence à Sam Fisher, héros du jeu vidéo Splinter Cell - fisher signifie « pêcheur » en anglais : l'espion va à la pêche aux informations) apparaît dans les jeux vidéo Astérix et Obélix XXL 2 : Mission Las Vegum et Astérix aux Jeux olympiques. C'est un ancien espion dans la Légion romaine renvoyé par Jules César qui a décidé de prendre sa revanche en apportant son aide aux irréductibles Gaulois. Il semble d'origine gauloise par ses moustaches et est physiquement inspiré d'Acidcloridrix, connu sous le nom de code HCL, qui apparaît dans Astérix légionnaire et Astérix et Obélix XXL. Il possède des lunettes de vision nocturne et apparaît suspendu à une corde. Dans XXL 2, il se charge du didacticiel et brise le quatrième mur, ce qui trouble Astérix. Il est souvent victime d'Obélix qui ne prend pas en compte la différence de leurs forces, et il se retrouve écrasé sous d'énormes blocs de pierre. Dans le jeu Astérix aux Jeux olympiques, il occupe un rôle similaire et vient avertir les Gaulois du complot de Brutus. C'est aussi un personnage jouable dans le mode olympique.

#### Grecs

##### Barbecus
Barbecus (barbecue), dans le jeu vidéo Astérix aux Jeux olympiques, est l'un des deux gardes en faction sur un mirador, de part et d'autre de la porte du stade utilisé pour l'épreuve finale des Jeux Olympiques, la course de chars. Chargé de garder cette porte, il est brûlé par les rayons du soleil qu'Astérix dirige involontairement sur lui à l'aide d'un miroir depuis l'entrée du village olympique, ce qui l'envoie voltiger au loin.

##### Bienmalakis
Bienmalakis (bien mal acquis), dans le jeu vidéo Astérix aux Jeux olympiques, est l'un des trois principaux juges grecs des Jeux Olympiques. Il est l'équivalent du juge Oméga joué par Élie Semoun dans le film. Il est souvent accompagné par deux gardes grecs, il demande aux Gaulois de réunir les formulaires pours'inscrire aux jeux et il est le vigile de la porte donnant accès aux stades olympiques pour les différentes épreuves. On pense aux trois juges des enfers grecs.

##### Sapassou Saka
Sapassou Sakas (ça passe ou ça casse) est l'athlète qui apparaît dans le jeu vidéo Astérix aux Jeux olympiques, son nom est donné par le commentateur pendant la course de chars. C'est un personnage jouable dans le mode olympique.

#### Égyptiens: Fenlabis
Fenlabis (fend la bise) est l'athlète qui apparaît dans le jeu vidéo Astérix aux Jeux olympiques, son nom est donné par le commentateur pendant la course de chars. C'est un personnage jouable dans le mode olympique.

#### Romains

##### Autofocus
Autofocus (autofocus), dans le jeu vidéo Astérix aux Jeux olympiques, est un centurion représenté en personnage de bande dessinée plat que Brutus a recruté dans l'univers de la bande dessinée pour son armée de légionnaires venus de tous les mondes. Il est borgne de l'œil droit et est l'un des principaux commandants de l'armée de Brutus.

##### Larry Craft
Larry Craft (Lara Croft, héroïne du jeu vidéo Tomb Raider), dans le jeu vidéo Astérix et Obélix XXL 2 : Mission Las Vegum, est un centurion chef des troupes en garnison au parc de Las Vegum (Las Vegas), il est rondouillard et possède deux « lance-glaives », il reçoit souvent les bustes de César sur les pieds (sauf sur la version Nintendo DS). Il est coiffé d'une natte, porte une tunique bleue et un excentrique pantalon, au lieu d'une jupe selon le code vestimentaire romain, ce qui irrite César.

##### Démath
Démath (des maths ; il est le « boss », c'est-à-dire le « boss des maths ») apparaît dans le jeu vidéo Astérix et Obélix XXL 2 : Mission Las Vegum, c'est le cobaye des ingénieurs romains, utilisé afin de créer une armée de super-légionnaires dotés de capacités surhumaines à l'aide de la science des trois druides enlevés, Septantesix, Garmonparnas et Kerøsen. Cela leur permettrait de venir enfin à bout du village des irréductibles Gaulois. Il est colossal et gigantesque, doté d'une force surhumaine et d'un iris pouvant lancer ce qui semble être des boules de lave solidifiée. Il porte un protège avant-bras sur le bras droit et un bracelet de métal sur l'autre bras. Le seul moyen de le vaincre est d'actionner des manettes pour activer un mécanisme d'énormes poutres qui lui tombent sur la tête, puis, pendant qu'il est étourdi, tirer la petite manette sur son dos qui ouvre son iris, son point faible. La forme de son casque et le logo bleu qui en résulte donnent à penser qu'il s'agit d'une référence au jeu Meteos et il ressemble un peu aux Geolitiens, habitants de la planète Geolitia dans ce jeu. Il a également des similitudes avec Bane, l'un des ennemis de Batman.